# Liste von Burgen und Schlössern in Sachsen
Die Liste von Burgen und Schlössern in Sachsen ist ein Verzeichnis von Burgen, Schlössern, Herrensitzen und Festungen im heutigen Freistaat Sachsen. Die Liste ist nach Landkreisen geordnet. Nicht aufgeführt sind Zier- und Nachbauten, die nie als Wohngebäude oder zur Verteidigung genutzt wurden.
In einer Zusammenstellung aller Burgen in Sachsen durch Gerhard Billig und Heinz Müller werden 821 sicher nachweisbare Anlagen erfasst, darunter etwa 150 Wehranlagen, die als „castrum, munitio, sloss, Feste“ oder „hus“ direkt historisch erwähnt sind. Heinz Müller und Heyko Dehn nannten im Jahr 2006 723 hoch- und spätmittelalterliche Wehranlagen, die von der modernen Forschung in Sachsen erfasst sind, von denen sie wiederum 93 Objekte auswählten, die „touristisch interessant sind, das heißt mit Bauresten noch einen bemerkenswerten Anschauungswert bieten und in der sächsischen Geschichte Spuren hinterließen“.
Die Webseite Sachsens Schlösser listet (Stand: 15. März 2022) 3025 sächsische Schlösser, Burgen, Rittergüter, Rittersitze, Vorwerke, Palais, Festungen, Herrenhäuser, Herrensitze, Felsenburgen, Raubschlösser, Burgwarten und Wallburgen auf.

## StadtChemnitz
| Name                                                                  | Ort                                                               | Foto | Typ                                                                         | Entstehungszeit und Umbauten                                             | Besitzer                          | Erhaltungszustand und heutige Nutzung |
| --------------------------------------------------------------------- | ----------------------------------------------------------------- | ---- | --------------------------------------------------------------------------- | ------------------------------------------------------------------------ | --------------------------------- | --- |
| „Hoher Turm“ am Alten Rathaus (im Bild: linker Turm)                  | Chemnitz, historische Innenstadt, Marktplatz                      |      | vermutete Eigenbefestigung/Bergfried                                        | um 1200; Neubau nach Einsturz von 1947–1986                              |                                   | besteigbarer Turm mit Türmerstube |
| Roter Turm                                                            | Chemnitz, historische Innenstadt, direkt an ehemaliger Stadtmauer |      | Eigenbefestigung, Bergfried eines Vogtssitzes oder sonstigen Rittersitzes   | Ende 12. Jh.                                                             |                                   | möglicherweise war der Rote Turm Teil einer vermuteten Chemnitzer Reichsburg. Später wurde er als Stadtmauerturm in die Stadtmauer integriert. Geschichtliches Museum. |
| Wasserburg Blankenau                                                  | Chemnitz-Borna                                                    |      | Wasserburg, Turmhügelburg                                                   |                                                                          |                                   | eingeebnet im 19. Jh., Bodendenkmal |
| Befestigungsanlage der Stiftskirche Ebersdorf                         | Chemnitz-Ebersdorf                                                |      | vermutete Burganlage                                                        | Mittelalter                                                              |                                   | die Stiftskirche ist von einer Mauer mit zwei Wehrtürmen (Tortürme) umgeben. Ehemals soll die Mauer einen Wehrgang aufgewiesen haben.                                  |
| Rittersitz Einsiedel                                                  | Chemnitz-Einsiedel                                                |      | vermutete Burg, abgegangen                                                  | Rittersitz 1299 zusammen mit „Guntherus de Einsidelen“ urkundlich belegt |                                   | die Lage des Rittersitzes ist bislang unklar. |
| Rittergut und Herrenhaus Euba                                         | Chemnitz-Euba                                                     |      | Herrenhaus, ehem. Rittergut                                                 |                                                                          |                                   | Ruine des Herrenhauses erhalten |
| Bernhardsches Herrenhaus                                              | Chemnitz-Harthau                                                  |      | klassizistisches Herrenhaus, das zu einem Fabrikkomplex (Spinnerei) gehörte | Herrenhaus 1807                                                          | ehem. Fabrikantenfamilie Bernhard | restauriertes Herrenhaus |
| Schloss Chemnitz                                                      | Chemnitz-Schloßchemnitz                                           |      |                                                                             |                                                                          |                                   | Museum |
| Wasserburg Höckericht (im Areal des abgerissenen Rittergutes)         | Chemnitz-Chemnitz-Schönau (historisch: Neustadt)                  |      | Wasserburg, Inselteich, wohl ehemals Turmhügelburg, Burgstall               |                                                                          |                                   | abgegangen |
| Rittergut und Herrenhaus Höckericht                                   | Chemnitz-Schönau, (historisch: „Neustadt“)                        |      | Herrenhaus, Rittergut abgegangen                                            |                                                                          | privat                            | neobarockes Herrenhaus (Villa) nach 1900 erbaut. Wohnnutzung. Privatgelände. Infotafel am Grundstückszaun.                                                             |
| Wasserschloss Klaffenbach (historisch korrekt: Schloss Neukirchen)    | Chemnitz-Klaffenbach; ehemals zu Neukirchen gehörig               |      | Renaissance-Wasserschloss                                                   | nach 1615                                                                | ab 1615 Freiherren von Taube      | Museum und Ausstellungen |
| Torhaus des Wasserschlosses Klaffenbach (altes Herrenhaus Neukirchen) | Chemnitz-Klaffenbach; ehemals zu Neukirchen gehörig               |      | zugleich Torhaus und Herrenhaus, Renaissancebau                             | 1555–1560                                                                | Wolf Hünerkopf                    | Historiker sehen das Torhaus als erstes Herrenhaus an, das durch Wolf Hünerkopf hier errichtet wurde. Das Schloss existierte damals noch nicht.                        |
| Burg Rabenstein                                                       | Chemnitz-Rabenstein, Oberrabenstein                               |      |                                                                             |                                                                          |                                   | Museum |
| Schloss Rabenstein                                                    | Chemnitz-Rabenstein, Oberrabenstein                               |      |                                                                             |                                                                          | Familie Siegert                   | Hotel |
| Rittergut Niederrabenstein                                            | Chemnitz-Rabenstein, Niederrabenstein                             |      | Rittergut                                                                   |                                                                          |                                   | |
| Rittergut Reichenbrand                                                | Chemnitz-Reichenbrand, am Rosenweg                                |      | Rittergut, abgegangen                                                       | abgebrannt 1873                                                          |                                   | |
| Rittergut Schönau                                                     | Chemnitz-Schönau                                                  |      | Rittergut, abgegangen                                                       |                                                                          |                                   | |

## StadtDresden
| Name                                                                          | Ort                                                                                     | Foto | Typ                                                         | Entstehungszeit und Umbauten                                                                                                  | Besitzer                                              | Erhaltungszustand und heutige Nutzung |
| ----------------------------------------------------------------------------- | --------------------------------------------------------------------------------------- | ---- | ----------------------------------------------------------- | --- | ----------------------------------------------------- | --- |
| Schloss Albrechtsberg                                                         | Dresden-Loschwitz                                                                       |      |                                                             | 1850–1854 |                                                       | |
| vier Dresdner Lusthäuser „Belvedere“                                          | Dresden-Altstadt, Nordostecke der Brühlschen Terrasse                                   |      | vier verschiedene Lusthäuser/Lustschlösschen                | verschiedene Jahrhunderte |                                                       | alle abgegangen |
| Palais Brühl (Augustusstraße)                                                 | Dresden-Altstadt, Brühlsche Terrasse, Augustusstraße/Kleine Fischergasse                |      | Stadtpalais                                                 | erbaut 1737–1740, Abriss 1900 für Bau des Ständehauses                                                                        |                                                       | abgegangen |
| Palais Brühl-Marcolini                                                        | Dresden-Friedrichstadt                                                                  |      |                                                             | 1719 |                                                       | Krankenhaus Dresden-Friedrichstadt |
| Coselpalais                                                                   | Dresden-Altstadt                                                                        |      | Stadtpalais                                                 | |                                                       | Restaurants, Büros |
| Palais Kap-herr                                                               | Dresden, Parkstr.7 / Gellertstraße                                                      |      | historistisches Stadtpalais/Villa, abgerissen               | 1872–1874 erbaut, 1945 zerstört durch Brand, 1955–1959 abgetragen                                                             |                                                       | Areal mit Studentenwohnheimen bebaut |
| Palais Kaskel-Oppenheim                                                       | Dresden, Englisches Viertel, Bürgerwiese 5–7, östliche Seevorstadt                      |      | Stadtpalais                                                 | 1845–1848 erbaut als Palais Oppenheim durch Baumeister Gottfried Semper, 1945 ausgebrannt, 1951 politisch motiviert gesprengt |                                                       | unbebaute Grünfläche anstelle des Palais. |
| Schloss Eckberg                                                               | Dresden-Loschwitz                                                                       |      |                                                             | 1859–1861 |                                                       | Hotel |
| Festung Dresden                                                               | Dresden-Altstadt, Altendresden und D.-Neustadt                                          |      |                                                             | |                                                       | Museum Festung Dresden in unterirdischen Anlagen der Brühlschen Terrasse |
| Schloss Helfenberg                                                            | Dresden-Helfenberg                                                                      |      |                                                             | |                                                       | |
| Keppschloss                                                                   | Hosterwitz, OT von Dresden; Beginn des Keppgrundes, Dresdner Str.97 / Am Keppschloss 27 |      | neogotisches Schloss                                        | ab 1775 Vorgängerbauten, 1861–1863 neogotischer Umbau                                                                         | Immobiliengesellschaft                                | Eigentumswohnungen |
| Jägerhof                                                                      | Dresden-Neustadt                                                                        |      | Jagdschloss                                                 | ab 1569 erbaut, später drei von vier Flügeln abgerissen worden                                                                |                                                       | u. a. Museum für Sächsische Volkskunst |
| Japanisches Palais                                                            | Dresden-Neustadt                                                                        |      |                                                             | 1715; 1727–1733 Umbau |                                                       | Museum für Völkerkunde Dresden |
| Kurländer Palais                                                              | Dresden-Altstadt                                                                        |      | Stadtpalais                                                 | 1575; nach Brand 1728 veränderter Wiederaufbau; 1945 zerstört; 2006–2008 wieder aufgebaut                                     |                                                       | |
| Kammergut Gorbitz, siehe Liste der Kulturdenkmale in Gorbitz                  | Gorbitz, Ort im Stadtbezirk Dresden-Cotta; Kaufbacher Str.15                            |      | Herrenhaus eines Kammergutes                                | |                                                       | heute genutzt als Gaststätte „Herrenhaus“. |
| Lingnerschloss                                                                | Dresden-Loschwitz                                                                       |      |                                                             | 1850–1853 |                                                       | Restaurant |
| Schloss Lockwitz                                                              | Dresden-Lockwitz                                                                        |      |                                                             | 1621–1622 | Privatbesitz                                          | mit dem Schloss baulich direkt verbunden ist die Schlosskirche Lockwitz |
| Lusthaus im Italienischen Garten/Türkischen Garten                            | Dresden, lag südwestlich vor der Dresdner Festungsanlage der Altstadt                   |      | Lusthaus, Gartenschlösschen                                 | 1664–1668, 1719 Umbau, 1760 zerstört                                                                                          |                                                       | abgegangen |
| Palais Moszyńska                                                              | Dresden-Seevorstadt, Bürgerwiese/Sidonienstraße                                         |      | Palais / barockes Schloss                                   | erbaut 1742–1744, 1871 Abriss                                                                                                 |                                                       | abgegangen |
| Schloss Nickern                                                               | Dresden-Nickern                                                                         |      |                                                             | 12. Jh.; ab 1511 Umbau zum Schloss                                                                                            |                                                       | |
| Schloss Pillnitz                                                              | Dresden-Pillnitz                                                                        |      | Lustschloss                                                 | 1720–1730; 1778–1791 Flügelbauten; 1819–1826 Neues Palais                                                                     | Freistaat Sachsen                                     | Museum |
| Renaissanceschloss Pillnitz (altes Pillnitzer Schloss, Pillnitzer Wasserburg) | Dresden-Pillnitz                                                                        |      | ehem. Wasserburg, Renaissanceschloss mit Wassergraben herum | Mittelalter, abgerissen nach Brand 1818, überbaut worden                                                                      |                                                       | |
| Künstliche Ruine Pillnitz (Burgstall der oberen Burg von Pillnitz)            | Pillnitz, Schlossberg                                                                   |      | Burgstall einer Spornburg                                   | Mittelalter |                                                       | künstliche Ruine auf einem Bergsporn des Schlossberges außerhalb des Schlossparks |
| Schloss Prohlis                                                               | Dresden-Prohlis                                                                         |      | historistisches Schlösschen, abgerissen                     | 1887/88 erbaut, 1980 Brand, 1985 abgerissen                                                                                   | Gelände wieder seit 1990 privat, Familie von Kap-herr | seit 2007 Infotafel auf dem Gelände. Fragmente des Schlosses kamen ins Palitzsch-Museum. Ein Kronleuchter aus einem kirchlich genutzten Saal kam in die Kirche St. Bartholomäus in Röhrsdorf bei Klipphausen. |
| Palais im Großen Garten                                                       | Dresden-Seevorstadt-Ost/Großer Garten                                                   |      |                                                             | um 1680 |                                                       | |
| Residenzschloss                                                               | Dresden-Altstadt                                                                        |      |                                                             | 15. Jh.; Umbauten 16.–20. Jh.; 1945 zerstört; seit 1985 Wiederaufbau                                                          | Freistaat Sachsen                                     | im Wiederaufbau, Museum |
| Schloss Roßthal                                                               | Dresden-Roßthal                                                                         |      |                                                             | 1657 |                                                       | Gymnasium |
| Schloss Schönfeld                                                             | Dresden-Schönfeld                                                                       |      |                                                             | |                                                       | |
| Schloss Übigau                                                                | Dresden-Übigau                                                                          |      |                                                             | um 1725 | Privatbesitz                                          | ungenutzt, sanierungsbedürftig |
| Palais Vitzthum-Schönburg                                                     | Dresden, Moritzstraße/Badergasse                                                        |      | Stadtpalais                                                 | errichtet vor 1756, Abriss 1885                                                                                               |                                                       | abgegangen |
| Schloss Wachwitz                                                              | Dresden-Wachwitz                                                                        |      |                                                             | 1936–1937 |                                                       | |
| Taschenbergpalais                                                             | Dresden-Altstadt                                                                        |      | Stadtpalais                                                 | 1705–1708; 1945 zerstört; nach 1990 Wiederaufbau                                                                              | Kempinski Hotels                                      | Hotel |
| Zwinger                                                                       | Dresden-Altstadt                                                                        |      |                                                             | 1710–1719 | Freistaat Sachsen                                     | Museen |

## StadtLeipzig
| Name                                                                                                | Ort                                     | Foto | Typ                                                 | Entstehungszeit und Umbauten                             | Besitzer     | Erhaltungszustand und heutige Nutzung |
| --------------------------------------------------------------------------------------------------- | --------------------------------------- | ---- | --------------------------------------------------- | -------------------------------------------------------- | ------------ | --- |
| Schloss Abtnaundorf                                                                                 | Leipzig-Abtnaundorf                     |      |                                                     | 1892–1893 von Peter Dybwad                               | Privatbesitz | 1998 saniert, Wohnanlage |
| Torhaus Dölitz                                                                                      | Leipzig-Dölitz                          |      | erhaltenes Torhaus des abgerissenen Wasserschlosses |                                                          |              | Hauptgebäude 1947 gesprengt, Torhaus restauriert, Museum |
| Gohliser Schlösschen                                                                                | Leipzig-Gohlis                          |      |                                                     |                                                          |              | erhalten, nach 1990 saniert, Führungen, Veranstaltungen, Gastronomie |
| Schloss Großzschocher                                                                               | Leipzig-Großzschocher                   |      |                                                     |                                                          |              | gesprengt |
| Schloss Gundorf                                                                                     | Leipzig-Gundorf                         |      |                                                     | 1720                                                     |              | |
| Herrenhaus Knauthain                                                                                | Leipzig-Knauthain                       |      |                                                     |                                                          |              | erhalten, nach 1990 saniert |
| Schloss Knauthain                                                                                   | Leipzig-Knauthain                       |      |                                                     |                                                          | Privatbesitz | renoviert, Firmensitz |
| Kuhburg                                                                                             | Leipzig-Alt-Lindenau                    |      | Wasserburg                                          | Mittelalter, 1939 abgerissen                             |              | |
| Wasserschloss Lauer                                                                                 | im Bereich des heutigen Cospudener Sees |      | Wasserschloss                                       |                                                          |              | abgetragen |
| Wasserschloss Leutzsch                                                                              | Leipzig-Leutzsch                        |      | Wasserschloss, abgerissen                           |                                                          |              | Parkanlage mit Spielplatz und Sporteinrichtungen |
| Zitadelle Pleißenburg                                                                               | Leipzig                                 |      | Zitadelle der Festung Leipzig                       | 16. Jh., abgebrochen um 1900, überbaut mit Neuem Rathaus |              | Unterteil des Rathausturmes ist Bergfriedfragment der Pleißenburg. Grundmauern der Pleißenburg bei Tiefgaragenbau kurzzeitig freigelegt gewesen.                                                             |
| mehrere hochmittelalterliche Stadtburgen, als Zwingburgen der Markgrafen von Meißen gegen die Stadt | Leipzig, historische Innenstadt         |      | Stadtburgen, Zwingburgen                            | wohl 13.–14. Jh.                                         |              | abgegangen. teilweise ergraben. |
| Reichsburg Leipzig („urbs Lipsk“) und vermuteter Königshof                                          | Leipzig, historische Innenstadt         |      | Reichsburg, Wasserburg?                             | 10.–13. Jh., zerstört und abgetragen/überbaut            |              | durch Herbert Küas ergrabene Anlage. Keine oberirdischen Reste erhalten. Kernburg mit Bergfried, Vorburg und angrenzende Handwerkersiedlung nachgewiesen. Nicht identisch mit der viel jüngeren Pleißenburg. |
| Festung Leipzig                                                                                     | Leipzig, historische Innenstadt         |      | Festungsstadt, entfestigt                           | 16.–17. Jh.                                              |              | Moritzbastei mit Kasematten erhalten. Studentenclub, Kneipe. Kulturelle Nutzung. |
| Schloss Schönefeld                                                                                  | Leipzig-Schönefeld                      |      |                                                     |                                                          |              | Ursprungsbau (1604) 1813 zerstört, Nachfolgerbau erhalten und saniert |
| Burg Wahren                                                                                         | Leipzig-Wahren                          |      |                                                     |                                                          |              | zerstört |
| Wasserschloss Wahren                                                                                | Leipzig-Wahren                          |      | Wasserschloss                                       |                                                          |              | |

## Landkreis Bautzen
| Name                           | Ort                                     | Foto | Typ                                                                                      | Entstehungszeit und Umbauten | Besitzer                   | Erhaltungszustand und heutige Nutzung |
| ------------------------------ | --------------------------------------- | ---- | ---------------------------------------------------------------------------------------- | --- | -------------------------- | --- |
| Wasserschloss Baruth           | Baruth (OT von Malschwitz)              |      | Wasserburg                                                                               | Ersterwähnung 1242 als Herrensitz, 1949–1950 auf Beschluss der Landesbodenkommission des Rates des Kreises Bautzen abgerissen |                            | Reste des Schlossturms, ein bewohntes Torhaus, ein Wirtschaftsgebäude sowie der Park mit Tor noch erhalten                                                                                       |
| Ortenburg Bautzen              | Bautzen                                 |      | Höhenburg                                                                                | um 928 |                            | Theater, Sorbisches Museum, Sächsisches Oberverwaltungsgericht |
| Schloss Brauna                 | Brauna                                  |      |                                                                                          | |                            | |
| Schloss Crostau                | Crostau (OT von Schirgiswalde-Kirschau) |      |                                                                                          | | Privatbesitz               | in Sanierung, Wohnnutzung |
| Schloss Drehsa                 | Drehsa (OT von Weißenberg)              |      |                                                                                          | | Privatbesitz               | |
| Schloss Elstra                 | Elstra                                  |      |                                                                                          | Nach Brand 1902 Wiederaufbau unter Jugendstileinfluss durch Lossow & Viehweger | Privatbesitz               | |
| Schloss Gaußig                 | Gaußig                                  |      |                                                                                          | 1245 erstmals als Herrensitz erwähnt, um 1700 Umbau zum Barockschloss, um 1800 Umbau zum klassizistischen Schloss, 1894 Bau der Kapelle, 1907 Anbau einer Bibliothek | Privatbesitz               | 2005–2008 umfassende Sanierung, Schlosshotel, kulturelle Veranstaltungen, Führungen, Familiensitz                                                                                                |
| Schloss Gröditz                | Gröditz (OT von Weißenberg)             |      |                                                                                          | Herrschaftlicher Putzbau 1738, nach Brand 1922 wiederaufgebaut | Privatbesitz               | |
| Schloss Großharthau            | Großharthau                             |      | Schloss, Rittergut                                                                       | 1350 erstmals als Herrensitz erwähnt, 1794 Errichtung des Torhauses, um 1850 Umbau zu Renaissancebau, 1894–1902 weitere Umbauarbeiten |                            | Schloss nach 1945 abgerissen, Rittergut nach 1990 saniert und Wohnnutzung |
| Herrenhaus Guhra               | Guhra (OT von Puschwitz)                |      |                                                                                          | |                            | |
| Schloss Hennersdorf            | Hennersdorf (OT von Kamenz)             |      |                                                                                          | |                            | nach 1945 abgerissen |
| Schloss Hermsdorf              | Hermsdorf (OT von Ottendorf-Okrilla)    |      |                                                                                          | ursprüngliche Wasserburg aus Mitte des 15. Jh.; umgebaut um 1630 und 1730 (Parkanlagen) | Gemeinde Ottendorf-Okrilla | teilweise saniert, einzelne Räume restauriert; Veranstaltungen (z. B. Trauungen, jährliches Hermsdorfer Parkfest)                                                                                |
| Schloss Hoyerswerda            | Hoyerswerda                             |      |                                                                                          | ursprüngliche Wasserburg aus dem 13. Jh.; 1589 durch Brand zerstört, 1592 Neubau im Renaissance-Stil; 1727 mit Barockelementen ausgestattet |                            | 1990–1995 saniert, Stadtmuseum, Konzerte, Lesungen |
| Schloss Jeßnitz                | Jeßnitz (OT von Puschwitz)              |      |                                                                                          | |                            | |
| Burgstall Kamenz               | Kamenz, Schlossberg                     |      | Burgstall                                                                                | |                            | keine Reste sichtbar |
| Schloss Klippenstein           | Radeberg                                |      | Burganlage, Jagdschloss                                                                  | vor 1289 (erste urkundliche Erwähnung), Grenzburg der Markgrafschaft Meißen, Vogtei, Umbau zum „Jagdschloss auf dem Klippenstein“ 1543 bis 1546 durch Herzog Moritz von Sachsen, Amtsgericht | Große Kreisstadt Radeberg  | Heimatmuseum |
| Burg Königsbrück               | Königsbrück                             |      |                                                                                          | Ende 13. Jh. |                            | |
| Schloss Königsbrück            | Königsbrück                             |      |                                                                                          | um 1700 | Privatbesitz               | seit 2001 leerstehend |
| Schloss Königswartha           | Königswartha                            |      |                                                                                          | 1780–1796 | Freistaat Sachsen          | Fachschule für Binnenfischerei, Fischereibehörde |
| Burg Körse                     | Kirschau                                |      | Höhenburg                                                                                | um 1000 |                            | Ruine |
| Herrenhaus Lauske              | Lauske (OT von Puschwitz)               |      |                                                                                          | |                            | |
| Burg Laußnitz                  | Laußnitz                                |      |                                                                                          | |                            | |
| Kleines Schloss Malschwitz     | Malschwitz                              |      |                                                                                          | |                            | |
| Schloss Malschwitz (Niederhof) | Malschwitz                              |      |                                                                                          | |                            | |
| Schloss Medingen               | Medingen (OT von Ottendorf-Okrilla)     |      |                                                                                          | |                            | |
| Schloss Milkel                 | Milkel (OT von Radibor)                 |      | Wasserschloss                                                                            | | Privatbesitz               | saniert |
| Barockschloss Neschwitz        | Neschwitz                               |      | 1268 erstmals als Herrensitz erwähnt, Wasserschloss ca. 15. Jahrh. bis 1720, Lustschloss | 1721–1723 | Gemeinde Neschwitz         | saniert, Ausstellungen, Hochzeiten, Konzerte |
| Schloss Oberlichtenau          | Pulsnitz-Oberlichtenau                  |      |                                                                                          | 1724 | Privatbesitz               | Schlosspark frei zugänglich |
| Schloss Pulsnitz               | Pulsnitz                                |      |                                                                                          | Altes Schloss um 1600 erbaut, Neues Schloss Anfang des 18. Jh. erbaut |                            | Klinik für Neurologische und Neurochirurgische Rehabilitation |
| Schloss Räckelwitz             | Räckelwitz                              |      |                                                                                          | Langgestreckter zweigeschossiger Bau mit breitem Mittelrisalit und Freitreppe, Mansarddach, Schlosskapelle neuromanischer Anbau 1883–85 |                            | Malteserkrankenhaus |
| Schloss Radibor                | Radibor                                 |      |                                                                                          | |                            | |
| Barockschloss Rammenau         | Rammenau                                |      |                                                                                          | 1721–1731 | Freistaat Sachsen          | nach 1990 restauriert, Museum, Konzerte, Lesungen |
| Herrenhaus Rattwitz            | Rattwitz (OT von Bautzen)               |      |                                                                                          | |                            | |
| Herrenhaus Saritsch            | Saritsch (OT von Neschwitz)             |      |                                                                                          | Der Herrensitz (Ersterwähnung 1412) in Saritsch geht auf eine mittelalterliche Wasserburg zurück deren Reste in einer wasserreichen Geländesenke am südöstlichen Ortsrand nachgewiesen worden sind. Im 16. Jh. hat man die durch Gräben gesicherte Befestigung verlassen und am nordöstlichen Dorfrand den noch heute bestehende Rittergutshof angelegt. Um 1860 Umbau zum jetzigen Gutshaus | Privatbesitz               | von Mai bis September Ausstellung in einer kleinen Galerie (Konsumgalerie) |
| Schloss Schmochtitz            | Schmochtitz (OT von Bautzen)            |      |                                                                                          | |                            | als Bildungsgut Schmochtitz Sankt Benno heute Begegnungszentrum des kath. Bistums Dresden-Meißen                                                                                                 |
| Schloss Seifersdorf            | Seifersdorf (OT von Wachau)             |      |                                                                                          | Burg ab 12. Jh.; 1818–1823 Umbau zum neogotischen Schloss | Gemeinde Wachau            | öffentliche Führungen an ausgewählten Terminen |
| Herrenhaus Seitschen           | Seitschen (OT von Göda)                 |      |                                                                                          | |                            | |
| Schloss Spreewiese             | Spreewiese (OT von Großdubrau)          |      |                                                                                          | | Privatbesitz               | |
| Burgstall Tätzschwitz          | Elsterheide-Tätzschwitz                 |      | Niederungsburg (verm. Wasserburg, Turmhügelburg als Mutmaßung)                           | 14. Jahrhundert |                            | Burgstall einer Wallburg mit Ringgraben, bisher keine archivalischen Urkunden dazu, nach Funden spätmittelalterlich im 14. Jahrhundert, letzte Funde 15. Jahrhundert, Brandereignis nachweisbar, |
| Schloss Wachau                 | Wachau                                  |      |                                                                                          | 1730–1745 |                            | |
| Schloss Wartha                 | Wartha (OT von Königswartha)            |      |                                                                                          | |                            | |
| Fledermausschloss Weißig       | Weißig (OT von Lohsa)                   |      | Jagdschloss                                                                              | |                            | 1997–1998 saniert, Landhotel |
| Weißiger Schloss               | Weißig (OT von Oßling)                  |      |                                                                                          | 1907–1908 | Privatbesitz               | ab 2005 saniert, Familiensitz |
| Schloss Wiednitz               | Wiednitz (OT der Stadt Bernsdorf)       |      |                                                                                          | 1730–1735 | abgegangen                 | 1946 abgerissen, Schlosspark in Teilen erhalten |
| Schloss Wurschen               | Wurschen (OT von Weißenberg)            |      | Wasserschloss                                                                            | | Privatbesitz               | Saniert 2005 und privat bewohnt |

## Erzgebirgskreis
| Name                                                                                  | Ort | Foto | Typ                                                                      | Entstehungszeit und Umbauten                                | Besitzer | Erhaltungszustand und heutige Nutzung |
| ------------------------------------------------------------------------------------- | --- | ---- | ------------------------------------------------------------------------ | ----------------------------------------------------------- | --- | --- |
| Burgstall am Pöhlberg                                                                 | Annaberg-Buchholz, sog. „Wilde Ecke“ am Pöhlberg                                                             |      | vermutete Burg, abgegangen                                               | Hochmittelalter                                             | mutmaßlich nach Bönhoff Burggrafen von Meißen aus dem Hause Werben (Meinheringer) sowie Burggrafen von Altenburg | Leo Bönhoff vermutet hier eine Burg als Verwaltungssitz der urkundlich belegten hochmittelalterlichen Herrschaft Pöhlberg („Belberg“). Als Indizienbeweise führt er Mauerwerksfunde an der Wilden Ecke und die nahe Wüstung „Borgswalde“ an, welche urkundlich im Zusammenhang mit der Stadt Annaberg hier belegt ist. Bönhoff konnte indizienmässig belegen, dass die Herrschaft reichsunmittelbar war, demzufolge auch deren (vermutete) Burg. |
| Hammerherrenhaus des Auer Hammers (auch: Uttenhöfer Hammer)                           | Auerhammer, ehem. OT. von Aue-Bad Schlema (in Aue)                                                           |      | Hammerherrenhaus eines Hammerwerkes                                      | ca. 1633 bis 1683 erbaut                                    | | 2002 restauriertes Hammerherrenhaus dient nun kulturellen Veranstaltungen. |
| Schlossstein                                                                          | Bärenstein                                                                                                   |      | Spornburg                                                                | 12. Jh.                                                     | | abgegangen, Wall- und Grabenreste |
| Jagdhaus Breitenbrunn                                                                 | Breitenbrunn/Erzgebirge                                                                                      |      | Renaissance-Jagdhaus mit Wassergraben auf Turmhügel einer Vorgängerburg  | 13./14. Jh.                                                 | | Ruine |
| Burgstall Quedlinburg (bei Elterlein), siehe auch: Burgstädtel (Elterlein)#Geschichte | Burgstädtel, Weiler von Elterlein                                                                            |      | vermutete Burg, auf historischen Quellen beruhend                        |                                                             | | ob es die Burg wirklich gab ist ungesichert. Ihr Standort ist unbekannt. |
| Vorwerk Burgstädtel                                                                   | Burgstädtel, Weiler von Elterlein                                                                            |      | Vorwerk, abgegangen                                                      | Ende 16. Jh. erwähnt                                        | | abgegangen |
| Herrenhof Erla eines Hammerwerkes                                                     | Erla, OT. von Schwarzenberg                                                                                  |      | Hammerherrenhof                                                          | zweite Hälfte 17. Jh.                                       | | |
| Dittersdorfer Schloss                                                                 | Dittersdorf (OT von Amtsberg)                                                                                |      |                                                                          |                                                             | | 1889 abgebrannt |
| Rittergut Drebach (Güter Unter- und Oberdrebach)                                      | Drebach |      | Rittergut mit Herrenhaus                                                 |                                                             | | Herrenhaus, ruinöse Gebäude und angrenzende Friedhofsmauer mit zwei Türmchen (einer ist ein Torturm) erhalten. |
| Edelhof Alberoda                                                                      | Alberoda (OT von Aue-Bad Schlema)                                                                            |      | Wasserburg                                                               | um 1424                                                     | Privatbesitz | saniert, Wohnnutzung, Gaststätte |
| Teufelsschloss                                                                        | Eibenstock                                                                                                   |      | Spornburg, Burgstall                                                     | 12. Jh.                                                     | | in den Felsen des Bergsporns geschlagener Halsgraben erhalten. |
| sogenanntes Wolfsgrüner Schlösschen                                                   | Eibenstock                                                                                                   |      | Herrenhaus/Jugendstilvilla für einen Fabrikanten                         |                                                             | privat | private Nutzung |
| Schloss Forchheim                                                                     | Forchheim (OT von Pockau-Lengefeld)                                                                          |      |                                                                          |                                                             | | |
| Hammerherrenhaus des Frohnauer Hammers                                                | Frohnau, OT. von Annaberg-Buchholz                                                                           |      | Hammerherrenhaus                                                         |                                                             | | Museum und Gaststätte. |
| Burg Greifenstein                                                                     | Ehrenfriedersdorf, Felsen der Greifensteine                                                                  |      | Felsenburg, abgegangen                                                   | Ende 12. Jh.                                                | | besteigbare Felsengruppe. Aussichtspunkt. In einen Felsen ist eine Schale zum Regenwassersammeln eingeschlagen. |
| Hermannsburg                                                                          | Hermannsdorf (OT von Elterlein)                                                                              |      | Höhenburg                                                                |                                                             | | abgegangen |
| Wasserburg Hofteich                                                                   | Gelenau/Erzgeb.                                                                                              |      | Wasserburg                                                               | 13. Jh.                                                     | | abgegangen |
| Burg Hoheneck                                                                         | Stollberg/Erzgeb.                                                                                            |      |                                                                          |                                                             | Privatbesitz | |
| Wachturm Geyer                                                                        | Geyer |      | vermutete Eigenbefestigung als Rest einer Burg oder eines Rittersitzes   | Mittelalter                                                 | | Stadt- und Heimatmuseum |
| Rittergut Geyersberg (Lotterhof), benannt nach Hieronymus Lotter                      | Geyer |      | Rittergut mit Herrenhaus                                                 |                                                             | privat | Wohnnutzung |
| Wasserburg Inselteich                                                                 | Gehringswalde (OT von Wolkenstein)                                                                           |      | Niederungsburg                                                           |                                                             | | abgegangen |
| Schloss Rückerswalde (Teil des Rittergutes Rückerswalde)                              | Großrückerswalde (hieß vor 1820 Rückerswalde); Wolkensteiner Straße                                          |      | Schloss, abgerissen                                                      |                                                             | | abgegangen |
| Rittergut Rückerswalde                                                                | Großrückerswalde (hieß vor 1820 Rückerswalde); Wolkensteiner Str.1                                           |      | Rittergut mit Herrenhaus und Schloss                                     | Herrenhaus Mitte 18. Jh.                                    | | erhaltenes Herrenhaus. Im Innern auch Kreuzgewölbe erhalten. Genutzt als Reha-Klinik. |
| Wehrgangkirche Großrückerswalde                                                       | Großrückerswalde (hieß vor 1820 Rückerswalde)                                                                |      | burgartige Wehrkirche                                                    | Mittelalter                                                 | | Restauriert. Genutzt als Dorfkirche. |
| Burg Grünhain                                                                         | Grünhain, OT von Grünhain-Beierfeld                                                                          |      | vermutete Burganlage                                                     |                                                             | | der auf Burg Stein bei Hartenstein belegte Ritter Heidenreich von Stein nannte sich zeitweise auch Heidenreich von Grünhain. Daher vermuten Historiker hier eine Burg. In diesem Zusammenhang ist auf das merkwürdige Gebäude „Fuchsturm“ innerhalb des Klosters Grünhain hinzuweisen. |
| Isenburg                                                                              | Wildbach (OT von Aue-Bad Schlema)                                                                            |      | Höhenburg                                                                | 12. Jh.                                                     | | Ruine |
| Alter Glockenturm Lugau                                                               | Lugau |      | vermutete Eigenbefestigung/Burgturm einer Burg oder eines Rittersitzes   |                                                             | Stadt Lugau | |
| Burg Lauterstein                                                                      | Niederlauterstein (OT von Marienberg)                                                                        |      |                                                                          |                                                             | | Ruine |
| Wasserburg bei Oberdorf                                                               | Oberdorf, OT von Stollberg                                                                                   |      | Burgstall einer Wasserburg, Turmhügelburg                                | Mittelalter                                                 | | die Anlage wurde erst 1999 entdeckt. Bühl und Graben sind im Luftbild erkennbar. Zur Burg existieren keine urkundlichen Quellen. |
| Raubschloss Liebenstein                                                               | Olbernhau |      | Spornburg                                                                | ca. 12. Jh.                                                 | | geringe Steinreste |
| Fürstenhaus (Marienberger Jagdschloss)                                                | Marienberg, Markt 3                                                                                          |      | Jagdschloss/Jagdhaus im Stile des Renaissance-Humanismus                 |                                                             | | Stadtmuseum |
| Burg Nidberg                                                                          | Zöblitz (OT von Marienberg)                                                                                  |      | Spornburg                                                                | 11./12. Jh.                                                 | | Turmfundament erhalten |
| Lehngut Niederschmiedeberg                                                            | Niederschmiedeberg, OT. von Großrückerswalde                                                                 |      | Lehngut                                                                  |                                                             | | |
| Herrenhaus des Hammerwerkes Oberblauenthal                                            | Wolfsgrün, OT. von Eibenstock                                                                                |      | Hammerherrenhaus                                                         |                                                             | | Herrenhaus der Renaissance mit Portal und Wappenstein erhalten. |
| Herrenhaus des Hammerwerkes Obermittweida (Nitzschhammer)                             | Obermittweida, OT. von Markersbach                                                                           |      | Herrenhaus eines Hammerwerkes, abgerissen                                | barockes Herrenhaus                                         | | 1968 abgerissen für Bau des Pumpspeicherwerkes Markersbach. Am Unterbecken erinnert eine Infotafel an die abgerissene Siedlung. |
| ehem. Ringwall Oelsnitz                                                               | Oelsnitz/Erzgeb., Nahe der Kirche, wohl oberhalb dieser                                                      |      | Ringwall, wohl Turmhügelburg, eingeebnet                                 |                                                             | | vollständig abgegangen. Standort unbekannt. |
| Herrenhaus Oelsnitz des Rittergutes                                                   | Oelsnitz/Erzgeb.                                                                                             |      | Rittergut, Herrenhaus erhalten                                           |                                                             | Stadt Oelsnitz                                                                                                   | Gemeindeverwaltung. Gutsgebäude gingen verloren. |
| Burg Nonnenfelsen                                                                     | Pobershau (OT von Marienberg)                                                                                |      | Spornburg                                                                | 12./13. Jh.                                                 | | |
| Paßklausenturm                                                                        | Tannenberg                                                                                                   |      | Wasserburg                                                               |                                                             | | |
| Schloss Pfaffroda                                                                     | Pfaffroda (OT von Olbernhau)                                                                                 |      |                                                                          |                                                             | | |
| Schloss Rauenstein                                                                    | Lengefeld (OT von Pockau-Lengefeld)                                                                          |      |                                                                          |                                                             | Privatbesitz | Familiensitz |
| Pöckelgut des Raschauer Hammerwerks                                                   | Raschau/Mittweida, OT. von Raschau-Markersbach                                                               |      | Hammerherren-Gut                                                         | Vierseithof von 1834                                        | | Ensemble steht unter Denkmalschutz. Renaissanceportal von 1567. |
| Rittergut Sachsenfeld (auch Schloss Sachsenfeld)                                      | Sachsenfeld (OT von Schwarzenberg/Erzgeb.)                                                                   |      |                                                                          | um 1200                                                     | Privatbesitz | restauriert, Pension, Gaststätte |
| Burg Scharfenstein                                                                    | Scharfenstein (OT von Drebach)                                                                               |      |                                                                          | um 1250                                                     | Freistaat Sachsen                                                                                                | Museum |
| Schloss Schlettau                                                                     | Schlettau |      |                                                                          |                                                             | | restauriert, Museum, Kulturzentrum |
| Rittergut und Herrenhaus Porschendorf/Vorderschlössel in Schlößchen                   | Schlößchen, OT von Amtsberg; Schlößchen hieß früher Porschendorf                                             |      | Rittergut mit barockem Herrenhaus                                        | Herrenhaus 1947 auf SMAD-Befehl abgerissen                  | | Herrenhaus abgegangen |
| „Turmhaus“ Porschendorf/Vorderschlössel in Schlößchen                                 | Schlößchen, OT von Amtsberg; Schlößchen hieß früher Porschendorf                                             |      | barocker Bau des ehemaligen Rittergutes                                  |                                                             | Bürgerinitiative                                                                                                 | Nutzung als Kindergarten |
| Hammerherrenhaus des Hammerwerkes Schmalzgrube                                        | Schmalzgrube, OT. von Jöhstadt                                                                               |      | Hammerherrenhaus                                                         |                                                             | | Nutzung als Kinderheim |
| Rittergut Schönfeld                                                                   | Schönfeld, OT. von Thermalbad Wiesenbad; Alleeweg 2                                                          |      | Rittergut mit Herrenhaus                                                 | Herrenhaus von 1806                                         | | erhaltenes Herrenhaus |
| Uttmannsches Vorwerk                                                                  | Schönheide, Flanke des Berges Knock                                                                          |      | Vorwerk, abgegangen                                                      |                                                             | | abgegangen |
| Hammerherrenhaus des Schönheider Hammerwerkes                                         | Schönheiderhammer, OT. von Schönheide                                                                        |      | Hammerherrenhaus                                                         | 1. Hälfte 18. Jh. mit späteren Anbauten                     | | abgerissen im Jahr 2013. |
| Schloss Schwarzenberg                                                                 | Schwarzenberg/Erzgeb.                                                                                        |      |                                                                          |                                                             | | Museum |
| Freigut Sosa                                                                          | Sosa, OT. von Eibenstock                                                                                     |      | Freigut                                                                  |                                                             | | |
| Rittergut Streckewalde                                                                | Streckewalde, OT. von Großrückerswalde; Eisenbergstr. 13/19                                                  |      | Rittergut mit ehem. Herrenhaus                                           |                                                             | | Rittergutsteile werden als Gestüt bewirtschaftet. Das zur Villa umgebaute Herrenhaus mit Nebengebäuden liegt in der Flur von Wiesa. Das sogenannte „Schloss Hohenwendel“. Erhalten blieben vom Rittergut auch Grundmauern einer Gruft. |
| „Schloss Hohenwendel“ (Villa)                                                         | Wiesa, OT. von Thermalbad Wiesenbad; liegt zwischen Wiesa und Streckewalde auf Wiesas Flur; Eisenbergstr. 21 |      | zum „Schloss“ (Villa) umgebautes Herrenhaus des Rittergutes Streckewalde | Villa/Schloss 1908 errichtet                                | | schlossartige Villa wurde 2017 restauriert. Dazu gehören auch mehrere prächtige Bedienstetenhäuser, ein Pavillon, die Grundmauern einer zerstörten Gruft und eine künstliche Ruine. |
| Rittergut Thum („Edelhof beim Elend“)                                                 | Thum |      | Rittergut mit Herrenhaus                                                 |                                                             | | das heutige Thumer Rathaus ist das frühere Herrenhaus des Rittergutes von Thum. Seit 1882 dient es als Rathaus. |
| Vogelherd Niederschlema                                                               | Niederschlema, OT von Aue-Bad Schlema; in Nähe von OT Wildbach                                               |      | Spornburg                                                                | Mittelalter                                                 | | |
| Hammerherrenhaus des Roten Hammers in Unterwiesenthal                                 | Unterwiesenthal, OT. von Oberwiesenthal                                                                      |      | Herrenhaus eines Hammerwerkes                                            |                                                             | | |
| Rittergut Venusberg                                                                   | Venusberg, OT. von Drebach; Herolder Str.2                                                                   |      | Rittergut mit Herrenhaus                                                 | Herrenhaus um 1830 (im Bild linker Teil)                    | | Herrenhaus mit älterem Stallgebäude erhalten. |
| Rittergut Wiesa                                                                       | Wiesa, OT von Thermalbad Wiesenbad; Am Rittergut 13                                                          |      | Rittergut, Herrenhaus abgegangen                                         | Wirtschaftsbauten mit 1838 benannt, aber wohl im Kern älter | | Wirtschaftsgebäude blieb erhalten. |
| Herrenhaus des Wittigsthaler Hammerwerkes                                             | Wittigsthal, OT. von Johanngeorgenstadt                                                                      |      | Hammerherrenhaus                                                         | 1836 umgebaut                                               | | 2001 saniertes Herrenhaus. Wirtschaftsgebäude nach 1990 abgebrochen. Nutzung des Herrenhauses als Café. |
| Schloss Wildeck                                                                       | Zschopau |      |                                                                          | 12. Jh.                                                     | | Museum, Bibliothek |
| Rittergut Weißbach                                                                    | Weißbach, OT von Amtsberg                                                                                    |      | Rittergut mit Herrenhaus                                                 | mehrfach abgebrannt                                         | | |
| Schloss Wolkenstein                                                                   | Wolkenstein                                                                                                  |      | Höhenburg                                                                |                                                             | | Heimatmuseum, Gastwirtschaft |

## Landkreis Görlitz
| Name                                                       | Ort                                           | Foto | Typ                                      | Entstehungszeit und Umbauten                                                                               | Besitzer                                                                     | Erhaltungszustand und heutige Nutzung                                                              |
| ---------------------------------------------------------- | --------------------------------------------- | ---- | ---------------------------------------- | --- | ---------------------------------------------------------------------------- | -------------------------------------------------------------------------------------------------- |
| Schloss Althörnitz                                         | Hörnitz (OT von Bertsdorf-Hörnitz)            |      |                                          | 1651–1654                                                                                                  |                                                                              | Schlosshotel                                                                                       |
| Schloss Arnsdorf                                           | Arnsdorf (OT von Vierkirchen)                 |      |                                          | 1856 unter Carl Friedrich Erdmann von Wiedebach umgebaut                                                   |                                                                              | Mehrfamilienhaus                                                                                   |
| Schloss Bärwalde                                           | Bärwalde (OT von Boxberg)                     |      |                                          | | Privatbesitz (Peter Fitzek)                                                  | |
| Bielplatz Bellwitz                                         | Bellwitz (OT von Löbau)                       |      | Wallburg                                 | 10. Jh. |                                                                              | Wallreste erhalten                                                                                 |
| Schloss Bellwitz                                           | Bellwitz (OT von Löbau)                       |      |                                          | 1743 erbaut                                                                                                | Privatbesitz                                                                 | leerstehend, sanierungsbedürftig                                                                   |
| Schloss Berthelsdorf                                       | Berthelsdorf (OT von Herrnhut)                |      |                                          | |                                                                              | Nutzung für Ausstellungen und Konzerte                                                             |
| Herrenhaus Biesig                                          | Biesig (OT von Reichenbach/O.L.)              |      |                                          | |                                                                              | leerstehend, sanierungsbedürftig                                                                   |
| Schloss Buchholz                                           | Buchholz (OT von Vierkirchen)                 |      |                                          | |                                                                              | |
| Schloss Daubitz                                            | Daubitz (OT von Rietschen)                    |      |                                          | 1720 unter Christian August von Ziegler und Klipphausen erbaut, um 1885 Anbau des parkseitigen Altans      | Ziegler und Klipphausen, Friedrich Wilhelm Heinrich von Roeder, Privatbesitz | leerstehend, sanierungsbedürftig                                                                   |
| Herrenhaus Deutsch Ossig Oberhof                           | Deutsch Ossig (OT von Görlitz)                |      |                                          | | Privatbesitz                                                                 | leerstehend, sanierungsbedürftig                                                                   |
| Herrenhaus Deutsch Ossig Mittelhof                         | Deutsch Ossig (OT von Görlitz)                |      |                                          | | Privatbesitz                                                                 | leerstehend, sanierungsbedürftig                                                                   |
| Herrenhaus Deutsch-Paulsdorf                               | Deutsch-Paulsdorf (OT von Markersdorf)        |      |                                          | | Privatbesitz                                                                 | sanierungsbedürftig                                                                                |
| Schloss Dittmannsdorf                                      | Dittmannsdorf (OT von Reichenbach/O.L.)       |      |                                          | | Privatbesitz                                                                 | Wohnungen                                                                                          |
| Schloss Döbschütz                                          | Döbschütz (OT von Vierkirchen)                |      | Wasserschloss                            | | Privatbesitz                                                                 | Spielzeugmuseum                                                                                    |
| Schloss Ebersbach                                          | Ebersbach (OT von Schöpstal)                  |      | Wasserschloss                            | |                                                                              | Arztpraxen, Sitz der Gemeindeverwaltung                                                            |
| Schloss Friedersdorf                                       | Friedersdorf (OT von Neusalza-Spremberg)      |      |                                          | 1887–1889                                                                                                  | Landkreis Görlitz                                                            | Pflegeheim                                                                                         |
| Schloss Gebelzig                                           | Gebelzig (OT von Hohendubrau)                 |      |                                          | 1839 von Gottfried Wende erbaut                                                                            |                                                                              | Grundschule Hohendubrau                                                                            |
| Schloss Gersdorf                                           | Gersdorf (OT von Markersdorf)                 |      |                                          | | Gemeinde Markersdorf                                                         | |
| Schloss Girbigsdorf                                        | Girbigsdorf (OT von Schöpstal)                |      |                                          | um 1860 im neugotischen Stil erbaut                                                                        | Gemeinde Schöpstal                                                           | steht zum Verkauf (Stand Januar 2018)                                                              |
| Herrenhaus Girbigsdorf                                     | Girbigsdorf (OT von Schöpstal)                |      |                                          | um 1880 | Privatbesitz                                                                 | Wohnhaus                                                                                           |
| Schloss Glossen                                            | Glossen (OT von Löbau)                        |      |                                          | 1688, Umbau 1913–1914                                                                                      |                                                                              | Rehabilitationsklinik bis Februar 2015, weitere Nutzung unklar (Stand 2016)                        |
| Schloss Goßwitz                                            | Goßwitz (OT von Reichenbach/O.L.)             |      |                                          | |                                                                              | leerstehend                                                                                        |
| Ruine Schloss Großhennersdorf                              | Großhennersdorf (OT von Herrnhut)             |      | Schlossruine                             | |                                                                              | Ruine                                                                                              |
| Herrenhaus Hagenwerder                                     | Hagenwerder (OT von Görlitz)                  |      |                                          | |                                                                              | leerstehend, sanierungsbedürftig                                                                   |
| Schloss Hainewalde                                         | Hainewalde                                    |      |                                          | 1749–1755 unter Samuel Friedrich von Kanitz erbaut                                                         | Gemeinde Großschönau                                                         | in Sanierung                                                                                       |
| Herrenhaus Holtendorf Ober Holtendorf                      | Holtendorf (OT von Markersdorf)               |      |                                          | | Privatbesitz, leerstehend                                                    | |
| Herrenhaus Holtendorf Nieder Holtendorf                    | Holtendorf (OT von Markersdorf)               |      |                                          | | Privatbesitz                                                                 | |
| Schloss Horka                                              | Horka                                         |      |                                          | |                                                                              | Sitz der Gemeindeverwaltung                                                                        |
| Schloss Jänkendorf                                         | Jänkendorf (OT von Waldhufen)                 |      |                                          | |                                                                              | Kindergarten                                                                                       |
| Karlsfried                                                 | Hartau (OT von Zittau)                        |      | Höhenburg                                | 1357 unter Ulrich Tista von Liebstein erbaut                                                               |                                                                              | Ruine                                                                                              |
| Schloss Kittlitz                                           | Kittlitz (OT von Löbau)                       |      |                                          | 18. Jh., Umbau 1909                                                                                        | Kommune                                                                      | nach 1990 saniert, Gemeindeverwaltung                                                              |
| Schloss Kleinradmeritz                                     | Kleinradmeritz (OT von Löbau)                 |      |                                          | Umbau 1815                                                                                                 | Privatbesitz                                                                 | Wohnhaus                                                                                           |
| Herrenhaus Klingewalde                                     | Klingewalde (OT von Görlitz)                  |      |                                          | |                                                                              | |
| Neues Schloss Kollm                                        | Kollm (OT von Quitzdorf am See)               |      |                                          | | Privatbesitz                                                                 | Ferienwohnungen                                                                                    |
| Barockschloss Königshain                                   | Königshain                                    |      |                                          | |                                                                              | Bienenmuseum                                                                                       |
| Renaissanceschloss Königshain                              | Königshain                                    |      |                                          | |                                                                              | leerstehend, sanierungsbedürftig                                                                   |
| Schloss Kreba                                              | Kreba (OT von Kreba-Neudorf)                  |      |                                          | |                                                                              | |
| Schloss Krobnitz                                           | Krobnitz (OT von Reichenbach/O.L.)            |      |                                          | 2002 bis 2005 restauriert                                                                                  | Stadt Reichenbach                                                            | Museum, Veranstaltungen                                                                            |
| Schloss Kromlau                                            | Kromlau (OT von Gablenz)                      |      |                                          | 1806 vollständig umgebaut                                                                                  | Gemeinde Gablenz                                                             | |
| Schloss Kunnersdorf                                        | Kunnersdorf (OT von Schöpstal)                |      |                                          | | Gemeinde Schöpstal                                                           | |
| Altes Schloss Kunnersdorf                                  | Kunnersdorf (OT von Schöpstal)                |      |                                          | in der ersten Hälfte des 18. Jahrhunderts erbaut                                                           | Privatbesitz                                                                 | Wohnung, Arztpraxis                                                                                |
| Herrenhaus Kunnerwitz                                      | Kunnerwitz (OT von Görlitz)                   |      |                                          | | Stadtgut Görlitz                                                             | |
| Burgstall Landeskrone                                      | Görlitz, Berg Landeskrone                     |      |                                          | Burgstall, Gipfelburg, vollständig abgegangen                                                              |                                                                              | hochmittelalterliche Burg im 15. Jahrhundert abgebrochen                                           |
| Schloss Lautitz                                            | Lautitz (OT von Löbau)                        |      |                                          | |                                                                              | leerstehend, sanierungsbedürftig                                                                   |
| Schloss Leuba                                              | Leuba (OT von Ostritz)                        |      |                                          | 1695–1698                                                                                                  | Privatbesitz                                                                 | sanierungsbedürftig                                                                                |
| Schloss Leutersdorf (Oberleutersdorf)                      | Leutersdorf                                   |      |                                          | |                                                                              | |
| Schloss Liebstein                                          | Liebstein (OT von Schöpstal)                  |      |                                          | | Privatbesitz                                                                 | |
| Schloss Mengelsdorf                                        | Mengelsdorf (OT von Reichenbach/O.L.)         |      |                                          | |                                                                              | Pflegeheim                                                                                         |
| Herrenhaus Mücka                                           | Mücka                                         |      |                                          | |                                                                              | Gemeindeamt                                                                                        |
| Neues Schloss Muskau                                       | Bad Muskau                                    |      |                                          | | Freistaat Sachsen                                                            | |
| Schloss Neuhörnitz                                         | Hörnitz (OT von Bertsdorf-Hörnitz)            |      | Schloss, auf Rittergut                   | 1751 1866/67 Umbau zur Brauerei                                                                            |                                                                              | im Verfall, Psychosoziale Kontakt- und Beratungsstelle Zittau „Albatros“ bemüht sich um Erhalt     |
| Rittergut Niederkemnitz                                    | Kemnitz (OT von Bernstadt a. d. Eigen)        |      |                                          | unbekannt, Neubau Herrenhaus 1898                                                                          | Privatbesitz                                                                 | Wohngebäude                                                                                        |
| Schloss Niederrengersdorf                                  | Niederrengersdorf (OT von Kodersdorf)         |      |                                          | |                                                                              | Sitz der Gemeindeverwaltung Kodersdorf                                                             |
| Schloss Niederruppersdorf                                  | Ruppersdorf/O.L. (OT von Herrnhut)            |      |                                          | |                                                                              | |
| Schloss Nieder Spree                                       | Spree (OT von Hähnichen)                      |      |                                          | |                                                                              | |
| Schloss Niederstrahwalde                                   | Strahwalde (OT von Herrnhut)                  |      | Barockschloss                            | |                                                                              | |
| Rittergut Niederoderwitz                                   | Oderwitz                                      |      |                                          | |                                                                              | Wohnhaus                                                                                           |
| Rittergut Oberkemnitz                                      | Kemnitz (OT von Bernstadt a. d. Eigen)        |      | Rittergut mit Herrenhaus                 | vermutlich 16. Jh., nach Brand Neubau des Herrenhauses um 1666, 1945 Teilabriss, 3 überdeckte Kreuzgewölbe | Privatbesitz                                                                 | leerstehend                                                                                        |
| Wasserburg Oberkemnitz                                     | Kemnitz (OT von Bernstadt a. d. Eigen)        |      |                                          | mittelalterlich, spätestens Ende 14. Jh.                                                                   |                                                                              | Teil einer Parkanlage, durch Rittergut überbaut, Wassergräben zugeschüttet                         |
| Schloss Ober-Neundorf                                      | Ober-Neundorf (OT von Görlitz)                |      |                                          | 16. Jh. | Privatbesitz                                                                 | leerstehend, in Sanierung (Stand Januar 2018)                                                      |
| Altes Schloss Ober Rengersdorf                             | Ober-Rengersdorf (OT von Kodersdorf)          |      |                                          | | Privatbesitz                                                                 | leerstehend, in Sanierung (Stand Januar 2018)                                                      |
| Neues Schloss Ober Rengersdorf                             | Ober-Rengersdorf (OT von Kodersdorf)          |      |                                          | | Privatbesitz                                                                 | leerstehend, sanierungsbedürftig                                                                   |
| Schloss Ober Spree                                         | Spree (OT von Hähnichen)                      |      |                                          | |                                                                              | Wohnungen                                                                                          |
| Schloss Oberstrahwalde                                     | Strahwalde (OT von Herrnhut)                  |      | Rittergut und Herrenhaus/Schloss, ruinös | |                                                                              | |
| Schloss Oderwitz (Herrenhaus des Rittergutes Oberoderwitz) | Oderwitz                                      |      |                                          | 1910 erbaut                                                                                                | Privatbesitz                                                                 | Wohnhaus, wissenschaftliches Institut, Konferenzzentrum                                            |
| Herrenhaus Ödernitz                                        | Ödernitz (OT von Niesky)                      |      |                                          | um 1870 erbaut                                                                                             | Privatbesitz                                                                 | leerstehend, sanierungsbedürftig                                                                   |
| Herrenhaus Oehlisch                                        | Oehlisch (OT von Reichenbach/O.L.)            |      |                                          | Umbau 1909                                                                                                 | Privatbesitz                                                                 | Wohnungen, Wirtschaftsgebäude werden als landwirtschaftlicher Betrieb genutzt                      |
| Schloss Oppach                                             | Oppach                                        |      |                                          | 1790 errichtet, 1844 umgebaut                                                                              | Stiftung „Thulan Foundation“                                                 | sanierungsbedürftig                                                                                |
| Schloss Oppeln                                             | Oppeln (OT von Löbau)                         |      |                                          | 18. Jh. |                                                                              | Wohnhaus                                                                                           |
| Schloss Ottenhain                                          | Ottenhain (OT von Kottmar)                    |      |                                          | 16. Jh. |                                                                              | |
| Burg Oybin                                                 | Oybin                                         |      | Höhenburg                                | |                                                                              | Ruine                                                                                              |
| Altes Schloss Petershain                                   | Petershain (OT von Quitzdorf am See)          |      |                                          | |                                                                              | abgetragen                                                                                         |
| Neues Schloss Petershain                                   | Petershain (OT von Quitzdorf am See)          |      |                                          | 1903–1905                                                                                                  | Privatbesitz                                                                 | |
| Herrenhaus Pfaffendorf                                     | Pfaffendorf (OT von Markersdorf)              |      |                                          | um 1870 erbaut                                                                                             |                                                                              | |
| Jagdschloss Podrosche                                      | Podrosche (OT von Krauschwitz)                |      |                                          | |                                                                              | |
| Herrenhaus Reichwalde                                      | Reichwalde (OT von Boxberg)                   |      |                                          | |                                                                              | Nutzung als Schullandheim                                                                          |
| Schloss Schadendorf                                        | Kringelsdorf (OT von Boxberg)                 |      |                                          | |                                                                              | leerstehend, sanierungsbedürftig                                                                   |
| Herrenhaus Schlauroth                                      | Schlauroth (OT von Görlitz)                   |      |                                          | Umbau 1908                                                                                                 |                                                                              | leerstehend, sanierungsbedürftig                                                                   |
| Schloss See                                                | See (OT von Niesky)                           |      |                                          | 1783 | Privatbesitz                                                                 | leerstehend                                                                                        |
| Schloss Sohland                                            | Sohland am Rotstein (OT von Reichenbach/O.L.) |      |                                          | |                                                                              | |
| Wasserschloss Tauchritz                                    | Tauchritz (OT von Görlitz)                    |      |                                          | 1686–1687                                                                                                  |                                                                              | leerstehend, sanierungsbedürftig                                                                   |
| Schloss Teicha                                             | Teicha (OT von Rietschen)                     |      |                                          | |                                                                              | Alten- und Pflegeheim                                                                              |
| Herrenhaus Thiemendorf                                     | Thiemendorf (OT von Waldhufen)                |      |                                          | |                                                                              | |
| Neues Schloss Uhyst                                        | Uhyst (OT von Boxberg/O.L.)                   |      |                                          | 1738–1742 von Friedrich Caspar Graf von Gersdorff erbaut                                                   | Privatbesitz                                                                 | leerstehend, sanierungsbedürftig, frei zugängliche Parkanlage                                      |
| Herrenhaus Wendisch-Cunnersdorf                            | Wendisch-Cunnersdorf (OT von Löbau)           |      |                                          | | Privateigentum                                                               | Wohnungen                                                                                          |
| Herrenhaus Wendisch-Paulsdorf                              | Wendisch-Paulsdorf (OT von Löbau)             |      |                                          | |                                                                              | |
| Schloss Wiesa                                              | Wiesa (OT von Kodersdorf)                     |      |                                          | | Privatbesitz                                                                 | Parkanlage mit seltenen Bäumen                                                                     |
| Schloss Wilhelmsfeld                                       | Kringelsdorf (OT von Boxberg)                 |      |                                          | |                                                                              | Standesamt                                                                                         |
| Herrenhaus Zoblitz                                         | Zoblitz (OT von Reichenbach/O.L.)             |      |                                          | Umbau 2014                                                                                                 |                                                                              | u. a. Ausbildungsort der Jugendfeuerwehr des Landkreises Görlitz und multifunktionales Dorfzentrum |
| Herrenhaus Zodel                                           | Zodel (OT von Neißeaue)                       |      |                                          | |                                                                              | Wohnungen                                                                                          |

## Landkreis Leipzig
| Name                                                                       | Ort                                   | Foto | Typ                                               | Entstehungszeit und Umbauten | Besitzer                                                                                    | Erhaltungszustand und heutige Nutzung |
| -------------------------------------------------------------------------- | ------------------------------------- | ---- | ------------------------------------------------- | --- | ------------------------------------------------------------------------------------------- | --- |
| Schloss Altranstädt                                                        | Markranstädt, OT Altranstädt          |      |                                                   | |                                                                                             | Museum zum Altranstädter Friede, Galerie, Vermietung |
| Schloss Audigast                                                           | Audigast (OT von Groitzsch)           |      | Schloss                                           | ursprüngliche Wasserburg 1330 urkundlich erwähnt, 1753 Neubau als Herrenhaus | Privatbesitz                                                                                | Bausubstanz weitgehend original erhalten, seit 2012 in Sanierung, auf Anfrage Schlosspark und Außenanlagen zugänglich, öffentlicher Wallwanderweg, öffentliche Schlosskonzerte |
| Schloss Belgershain                                                        | Belgershain                           |      |                                                   | ehemalige Sumpfburg, Umbau um 1600 und 1810 | Gemeinde Belgershain                                                                        | Kulturzentrum |
| Schloss Böhlen                                                             | Böhlen (OT von Grimma)                |      |                                                   | |                                                                                             | |
| Herrenhaus Böhlitz                                                         | Böhlitz (OT von Thallwitz)            |      |                                                   | | Privatbesitz                                                                                | Wohnungen |
| Burg Borna („Jahnschloss“)                                                 | Borna, im Areal einer Schule          |      | Wasserburg, abgegangen, Burgstall                 | 12./13. Jh. |                                                                                             | in DDR-Zeit sollen noch Grundmauern des Bergfriedes vorhanden gewesen sein |
| Schloss Brandis                                                            | Brandis                               |      |                                                   | 1700–1727 |                                                                                             | |
| Herrenhaus Cannewitz                                                       | Cannewitz (OT von Grimma)             |      |                                                   | |                                                                                             | |
| Schloss Colditz                                                            | Colditz                               |      | Höhenburg                                         | 11. und 16. Jh. | Freistaat Sachsen                                                                           | Museum, Landesmusikakademie und Jugendherberge |
| Herrenhaus Collmen                                                         | Collmen (OT von Colditz)              |      |                                                   | |                                                                                             | |
| Schloss Döben                                                              | Döben (OT von Grimma)                 |      |                                                   | | Privatbesitz                                                                                | Ruine, kulturelle Veranstaltungen, Vermietung |
| Schloss Dornreichenbach                                                    | Dornreichenbach (OT von Lossatal)     |      |                                                   | | Privatbesitz                                                                                | Eigennutzung als Wohnhaus |
| Herrenhaus Falkenhain                                                      | Falkenhain                            |      |                                                   | |                                                                                             | |
| Schloss Flößberg                                                           | Flößberg (OT von Frohburg)            |      | Schloss/Herrenhaus, Burgstall                     | |                                                                                             | |
| Schloss Frohburg                                                           | Frohburg                              |      | Schloss und Burgstall                             | 12./13. Jh. |                                                                                             | Stadt- und Heimatmuseum |
| Befestigungsanlage um die Nikolaikirche (Burg Geithain)                    | Geithain, Kirchberg                   |      | vermutete (abgegangene) Burg, Höhenburg/Spornburg | Hochmittelalter, 1349/50 wird urkundlich „curia et castrum“ erwähnt, also Hof und Burg (curia bezieht sich wohl auf den Freihof) | potenzielle Erbauer wären die Herren von Schönburg-Hassenstein, die Geithain einmal besaßen | die Befestigungsanlage um dem Kirchberg soll mutmaßlich aus einer Burg entstanden sein, war dann aber später Teil der Geithainer Stadtmauer. Die bislang nicht sicher nachgewiesene Burg wird dennoch im Städtewappenbuch der DDR genannt. Urkunden-Quellen zur Burg existieren bis auf die eine Quelle von 1349/50 keine weiteren. Hauptgrund für die Vermutung ist ein erhaltener Turm in Art eines Wohnturmes. Der Turm ist in die südliche Umfassungsmauer eingebunden. Er schließt direkt westlich an das alte Pfarrhaus an. Im Obergeschoss des Turmes befinden sich bedeutende Sgraffito-Wandmalereien des 16. Jahrhunderts in der sogenannten „Kalandstube“. Sie zeigen u. a. barbusige Frauen. Der Wohnturm wird als Teil der Burg angesehen. |
| Freihof (mit dem „Pulverturm“), siehe Liste der Kulturdenkmale in Geithain | Geithain, Freigarten 6                |      | Freihof, Rittersitz                               | um 1200, 1349/50 sind „curia et castrum“ urkundlich erwähnt (also Hof und Burg) |                                                                                             | Teil des Freihofes, Sitz eines Vogtes der die Stadt verwaltete, war der erhaltene Pulverturm, der (wohl später) als solcher in die Stadtmauer eingebunden wurde. |
| Herrenhaus Glasten                                                         | Glasten (OT von Bad Lausick)          |      |                                                   | | privat                                                                                      | Wohnnutzung. |
| Burg Gnandstein                                                            | Gnandstein (OT von Frohburg)          |      |                                                   | 13. Jh. |                                                                                             | 1994–2004 rekonstruiert, Museum, Gastronomie |
| Schloss Grimma                                                             | Grimma                                |      |                                                   | |                                                                                             | Justizzentrum |
| Wiprechtsburg Groitzsch                                                    | Groitzsch                             |      |                                                   | |                                                                                             | Ruine |
| Schloss Großzschepa                                                        | Großzschepa (OT von Lossatal)         |      |                                                   | |                                                                                             | abgebrannt, nur noch Grundmauern (gesichert) |
| Schloss Güldengossa                                                        | Güldengossa (OT von Großpösna)        |      |                                                   | 1285 als Herrensitz erwähnt, später Rittergut, um 1720 unter Johann Ernst Kregel von Sternbach erweitert | Privatbesitz                                                                                | 2006–2008 saniert und restauriert Firmensitz, Führungen, Veranstaltungen, Vermietungen, Park öffentlich zugänglich |
| Herrenhaus Haubitz                                                         | Haubitz (OT von Grimma)               |      |                                                   | |                                                                                             | |
| Schloss Heyda                                                              | Heyda (OT von Lossatal)               |      |                                                   | |                                                                                             | |
| Schloss Hopfgarten                                                         | Hopfgarten (OT von Frohburg)          |      |                                                   | | Ruine                                                                                       | |
| Burg Kohren                                                                | Kohren-Sahlis (OT von Frohburg)       |      |                                                   | |                                                                                             | |
| Rittergut Kössern                                                          | Kössern (OT von Grimma)               |      | Rittergut                                         | befestigter Herrensitz seit 1540, 1695 Barock-Umbau durch Wolff Dietrich von Erdmannsdorff, 1871 Neorenaissance-Umbau der Fassaden/Giebel | Privatbesitz                                                                                | 2012–2019 denkmalschutzrechtliche Sanierung und Restaurierung; Café und Hofladen; Wohnnutzung; Hochzeitslocation; E-Ladeinfrastruktur; öffentlich zugänglich |
| Schloss Kötteritzsch                                                       | Kötteritzsch (OT von Colditz)         |      |                                                   | |                                                                                             | |
| Schloss Kühnitzsch                                                         | Kühnitzsch (OT von Lossatal)          |      |                                                   | | Privatbesitz                                                                                | noch unsaniert |
| Burg Lausick                                                               | Bad Lausick                           |      |                                                   | |                                                                                             | |
| Schloss Leipnitz                                                           | Leipnitz (OT von Grimma)              |      |                                                   | |                                                                                             | |
| Schloss Lossa                                                              | Lossa (OT von Thallwitz)              |      |                                                   | | Gemeinde Thallwitz                                                                          | Hauptgebäude abgebrannt, im Verfall |
| Schloss Machern                                                            | Machern                               |      | Wasserschloss                                     | 1566 |                                                                                             | Theater, Konzerte, Ausstellungen |
| „Ritterburg Machern“                                                       | Machern, Schlosspark                  |      | historistischer „Burgturm“, Lusthaus              | 1895/96 |                                                                                             | der Turm „Ritterburg“, der sogar einen unterirdischen Gang als zweiten Zugang hat, kann im Rahmen von Schlossparkführungen besichtigt werden. |
| Schloss Müglenz                                                            | Müglenz (OT von Lossatal)             |      |                                                   | 17. Jh.; 1905 im Neobarockstil umgebaut | Privatbesitz                                                                                | Vom Eigentümer bewohnt |
| Schloss Mutzschen                                                          | Mutzschen                             |      |                                                   | 1703; 1754 erneuert |                                                                                             | Stadtmuseum Mutzschen |
| Burg Naunhof                                                               | Naunhof bei Grimma                    |      |                                                   | Burgstall, abgegangen |                                                                                             | |
| Schloss Nischwitz                                                          | Nischwitz (OT von Thallwitz)          |      |                                                   | 1714–1721; 1750 aus- und umgebaut | Privatbesitz                                                                                | |
| Schloss Otterwisch                                                         | Otterwisch                            |      |                                                   | 1727–1730 | Privatbesitz                                                                                | |
| Wasserschloss Podelwitz                                                    | Podelwitz (OT von Colditz)            |      | Wasserschloss                                     | | Gemeinde Podelwitz                                                                          | nach 1990 saniert |
| Muldenschlösschen Podelwitz                                                | Podelwitz (OT von Colditz)            |      |                                                   | |                                                                                             | nach 1990 saniert |
| Schloss Pomßen                                                             | Pomßen (OT von Parthenstein)          |      |                                                   | |                                                                                             | |
| Schloss Prießnitz                                                          | Prießnitz (OT von Frohburg)           |      |                                                   | 1605–1606 |                                                                                             | |
| Schloss Püchau                                                             | Püchau (OT von Machern)               |      |                                                   | 16. Jh. | Privatbesitz                                                                                | Sanierung seit 1998, historische Führungen, Restaurant, Veranstaltungen |
| Burg Regis                                                                 | Regis-Breitingen                      |      | Niederungsburg                                    | |                                                                                             | abgegangen |
| Herrenhaus Röcknitz                                                        | Röcknitz (OT von Thallwitz)           |      | Wasserburg                                        | 15. Jh. | Gemeinde Thallwitz                                                                          | ab 2000 saniert, Röcknitzer Herrenhausmarkt, Galerien, Veranstaltungen |
| Schloss Rötha                                                              | Rötha                                 |      |                                                   | 1669 |                                                                                             | 1969 abgerissen |
| Wasserschloss Sitten                                                       | Sitten (OT von Leisnig)               |      | Wasserschloss                                     | |                                                                                             | |
| Schloss Steinbach                                                          | Steinbach (OT von Bad Lausick)        |      |                                                   | |                                                                                             | |
| Schloss Störmthal                                                          | Störmthal (OT von Großpösna)          |      | Barockschloss                                     | 13. Jh.; ab 1693 unter Statz Friedrich von Fullen zum Schloss ausgebaut | Privatbesitz                                                                                | in Sanierung |
| Schloss Thallwitz                                                          | Thallwitz                             |      |                                                   | | Privatbesitz                                                                                | leerstehend |
| Schloss Thammenhain                                                        | Thammenhain (OT von Lossatal)         |      |                                                   | | Privatbesitz                                                                                | Veranstaltungen und Gästezimmer |
| Schloss Thierbach                                                          | Thierbach (OT von Kitzscher)          |      | Rittersitz, Schloss                               | 1277 als Herrensitz, Gutsneubau nach dem Dreißigjährigen Krieg, Schloss 1888 durch die Familie von Auenmüller erbaut, heute Ruine |                                                                                             | Schlossruine |
| Schloss Trebsen                                                            | Trebsen/Mulde                         |      | Wasserburg                                        | 991 als slawische Schutzburg errichtet, 1494–1524 Umbau zur spätgotischen Dreiflügelanlage, ab 1736 Errichtung des Südflügels und Barockisierung, 1738 Abbruch des Rundturms im Schlosshof, 1910 Umbau des Hofs und des Erdgeschosses, 1946 Teilabbruch | Förderverein                                                                                | ab 1992 saniert und teilrekonstruiert, Bergezentrum für historische Baustoffe, Werkstätten, Ateliers und Seminarräume, Restaurant |
| Herrenhaus Voigtshain                                                      | Voigshain (OT von Lossatal)           |      |                                                   | | Privatbesitz                                                                                | vom Eigentümer bewohnt |
| Barockschloss Wiederau                                                     | Wiederau (OT von Pegau)               |      |                                                   | 1696–1705 unter David von Fletscher erbaut | Freistaat Sachsen, Förderverein                                                             | erhalten und restauriert, Ausstellungen, Konzerte |
| Schloss Wolftitz                                                           | Streitwald-Wolftitz (OT von Frohburg) |      | Renaissanceschloss, Burgstall einer Wasserburg    | | aktuell Grafen von Einsiedel                                                                | gräflich-einsiedelsche Forstverwaltung |
| Wolfsburg, auch „Alte Burg“                                                | Streitwald, OT von Frohburg           |      | Burgstall, Spornburg                              | angeblich im 15. Jh. zerstört, da sie Besitz des Kunz von Kaufungen gewesen sei |                                                                                             | nah am Ortsausgang von Streitwald nach Kohren rechterhand gelegen. Wall, Graben, Burghügel, herumliegende Steine. |
| Schloss Wurzen                                                             | Wurzen                                |      | Bischofsschloss                                   | Von 1491 bis 1497 in spätgotischem Stil bereits mit Elementen der Frührenaissance von Bischof Johann VI. von Saalhausen als Bischofsresidenz erbaut. Spätmittelalterliche Raumaufteilung fast vollständig erhalten.                                     | Privatbesitz                                                                                | Restaurant, Hotel |
| Schloss Zedtlitz                                                           | Zedtlitz (OT von Borna)               |      | Barockschloss                                     | |                                                                                             | |
| Schloss Zschorna                                                           | Zschorna (OT von Lossatal)            |      |                                                   | | Privatbesitz                                                                                | leerstehend |
| Burg Zwenkau                                                               | Zwenkau                               |      | Burgstall mit Neubau                              | im 9. Jh. als slawische Ringwallanlage errichtet, 1115 zerstört, Wiederherstellung nach 1120, nach 1236 Befestigungen ausgebaut, 1315 und 1450 erneut zerstört, 1544 Schloss neu errichtet, bis 2005 mehrfache Umbauten und Neugestaltung des Innenhofs | Gemeinde Zwenkau                                                                            | saniert und umgebaut, Nutzung als Rathaus |

## Landkreis Meißen
| Name | Ort                                                       | Foto | Typ                                             | Entstehungszeit und Umbauten                                                       | Besitzer                                   | Erhaltungszustand und heutige Nutzung |
| --- | --------------------------------------------------------- | ---- | ----------------------------------------------- | ---------------------------------------------------------------------------------- | ------------------------------------------ | --- |
| Albrechtsburg                                                                                            | Meißen                                                    |      | Höhenburg                                       | 1471–1489                                                                          |                                            | 1965–1971 restauriert, Museum |
| Wasserburg von Meißen („Altenburg“)                                                                      | Meißen, oberhalb von Meißen am Fluss Triebisch gelegen    |      | Burgstall                                       | vor 1300 aufgegeben                                                                |                                            | ihre Existenz wird in den 1940er Jahren von Dr. Helmuth Gröger erwähnt |
| Schloss Batzdorf                                                                                         | Batzdorf (OT von Klipphausen)                             |      |                                                 |                                                                                    | Verein Schloß Batzdorf e. V.               | Wohnhaus, Batzdorfer Barockfestspiele |
| Bennoschlösschen                                                                                         | Radebeul                                                  |      |                                                 |                                                                                    |                                            | ab 1992 restauriert, Wohnhaus |
| Schloss Berbisdorf                                                                                       | Berbisdorf                                                |      | Wasserburg                                      |                                                                                    |                                            | Privatbesitz |
| Herrenhaus Bobersen                                                                                      | Bobersen (OT von Zeithain)                                |      | Wasserburg                                      |                                                                                    |                                            | Privatbesitz, in Sanierung |
| Steingut Burkhardswalde                                                                                  | Burkhardswalde (OT von Klipphausen)                       |      | Niederungsburg                                  | mittelalterlich                                                                    |                                            | Wohnturm in U-förmiger befestigter Anlage, ehemaliges Rittergut, Wallanlage nachgewiesen, in Sanierung |
| Schloss Cunnersdorf                                                                                      | Cunnersdorf (OT von Ebersbach)                            |      |                                                 |                                                                                    | Privatbesitz                               | ab 2008 saniert |
| Wasserschloss Frauenhain                                                                                 | Frauenhain (OT von Röderaue)                              |      | Wasserburg                                      | 12. Jh.                                                                            |                                            | abgegangen |
| Schloss Gauernitz                                                                                        | Gauernitz (OT von Klipphausen)                            |      |                                                 | 16. Jh.; Ende 19. Jh. umgebaut                                                     |                                            | |
| Schloss Glaubitz                                                                                         | Glaubitz                                                  |      |                                                 |                                                                                    |                                            | |
| Schloss Großenhain                                                                                       | Großenhain                                                |      |                                                 |                                                                                    | Stadt Großenhain                           | Kulturzentrum |
| Schloss Gröba                                                                                            | Gröba (Stadtteil von Riesa)                               |      |                                                 |                                                                                    | Privatbesitz                               | betreutes Wohnen |
| Schloss Grödel                                                                                           | Grödel (OT von Nünchritz)                                 |      |                                                 |                                                                                    |                                            | abgegangen, Wirtschaftsgebäude erhalten, Park 2010 saniert und frei zugänglich |
| Schloss Heynitz                                                                                          | Heynitz (OT von Nossen)                                   |      |                                                 | 10. Jh.                                                                            | Privatbesitz                               | ab 1991 saniert, Gemeindeamt, zwei Wohnungen, Festsaal, Heimatstube |
| Schloss Hirschstein                                                                                      | Hirschstein                                               |      |                                                 |                                                                                    | Landkreis Meißen                           | Rehabilitationsklinik |
| Schloss Hoflößnitz                                                                                       | Radebeul                                                  |      |                                                 |                                                                                    |                                            | Sächsisches Weinbaumuseum |
| Schloss Jahnishausen                                                                                     | Jahnishausen (OT von Riesa)                               |      |                                                 | 1786                                                                               |                                            | zum Teil restauriert |
| Schloss Klipphausen                                                                                      | Klipphausen                                               |      | Renaissanceschloss mit Wirtschaftsgebäuden      | 1528                                                                               |                                            | Gemeindeverwaltung |
| Schloss Kreinitz                                                                                         | Kreinitz (OT von Zeithain)                                |      |                                                 |                                                                                    |                                            | 1948 gesprengt, Wirtschaftsgebäude erhalten |
| Schloss Lauterbach                                                                                       | Lauterbach (OT von Ebersbach)                             |      |                                                 |                                                                                    | Gemeinde Lauterbach                        | |
| Schloss Linz                                                                                             | Linz (OT von Schönfeld)                                   |      | Wasserschloss / Jagdschloss                     |                                                                                    | Gemeinde Schönfeld                         | abgegangen, Umfassungsmauer mit Turmresten der Wehranlage erhalten, frei zugänglich und gepflegt |
| Schloss Moritzburg                                                                                       | Moritzburg                                                |      | Jagdschloss                                     | 16. Jh.; im 18. Jh. umgebaut                                                       |                                            | restauriert, Museum |
| Fasanenschlösschen                                                                                       | Moritzburg                                                |      | Lustschloss                                     |                                                                                    |                                            | Teil des Museums Schloss Moritzburg |
| Jagdhaus Moritzburg                                                                                      | Moritzburg                                                |      | befestigtes Renaissance-Jagdhaus                | umgebaut zum Barockschloss unter Abriss der Umfassungsmauer mit den Schießscharten |                                            | Jagdhaus ist nun Kernbau des Barockschlosses. Die vier Ecktürme (Wirtschaftsbauten) wurden auch Teil des Barockschlosses                                                                                   |
| Hellhaus in Moritzburg                                                                                   | Moritzburg, nördlicher Friedewald                         |      |                                                 | Lusthaus, Jagdhaus                                                                 |                                            | in Restauration |
| Marcolinihaus                                                                                            | Moritzburg, Teil der Moritzburger Fasanerie.              |      | gräfl. Wohnhaus, Palais/Schlösschen             | 1771/72 erbaut. Seit 2007 in Restaurierung                                         | ehem. Graf Camillo Marcolini; heute privat | Nutzung als Café. |
| Schloss Naunhof                                                                                          | Naunhof (OT von Ebersbach)                                |      |                                                 |                                                                                    |                                            | |
| Schloss Nossen                                                                                           | Nossen                                                    |      |                                                 |                                                                                    | Freistaat Sachsen                          | restauriert, Museum, Bibliothek, Konzerte, Veranstaltungen, Führungen |
| Schloss Oberau                                                                                           | Oberau (OT von Niederau)                                  |      | Wasserschloss                                   | 1274; Umbau 1878                                                                   | Gemeinde Niederau                          | 2000–2004 Teilsanierung |
| Schloss Promnitz                                                                                         | Promnitz, (OT von Zeithain)                               |      |                                                 |                                                                                    |                                            | leerstehend, gefährdet |
| Schloss Proschwitz                                                                                       | Proschwitz (OT von Meißen)                                |      |                                                 | 1704; Umbau 1914                                                                   | Georg Prinz zur Lippe                      | saniert, Konzerte, Schlossfeste, Bankette, Tagungen, Hochzeiten |
| Schloss Ragewitz                                                                                         | Ragewitz (OT von Stauchitz)                               |      |                                                 |                                                                                    |                                            | |
| Schloss Riesa                                                                                            | Riesa                                                     |      |                                                 |                                                                                    | Stadt Riesa                                | als Rathaus genutzt |
| Schloss Rothschönberg                                                                                    | Rothschönberg (OT von Klipphausen)                        |      |                                                 | 1651–1659                                                                          |                                            | |
| Schloss Scharfenberg                                                                                     | Scharfenberg (OT von Klipphausen)                         |      |                                                 | um 1200                                                                            | Privatbesitz                               | restauriert |
| Schloss Schieritz                                                                                        | Schieritz (OT von Diera-Zehren)                           |      |                                                 | 1556–1601                                                                          | Privatbesitz                               | |
| Schloss Schleinitz                                                                                       | Leuben-Schleinitz                                         |      | Wasserschloss                                   |                                                                                    |                                            | |
| Schloss Schönfeld                                                                                        | Schönfeld                                                 |      | Wasserburg                                      | 1560–1580; 1884 umgebaut                                                           |                                            | nach 1990 restauriert |
| Schloss Seerhausen                                                                                       | Seerhausen (OT von Stauchitz)                             |      |                                                 |                                                                                    |                                            | abgegangen, Schlossgarten frei zugänglich |
| Barockschloss Seußlitz                                                                                   | Seußlitz (OT von Nünchritz)                               |      |                                                 | 18. Jh.                                                                            | Privatbesitz                               | Schlossgarten frei zugänglich |
| Schloss Siebeneichen                                                                                     | Meißen-Siebeneichen                                       |      | Renaissance-Barock-Schloss                      | ca. 1553–1555                                                                      |                                            | Sächsische Akademie für Lehrerfortbildung |
| Schloss Skassa                                                                                           | Skassa (OT von Großenhain)                                |      |                                                 |                                                                                    |                                            | abgegangen |
| Lustschlösschen Spitzhaus                                                                                | Radebeul                                                  |      |                                                 |                                                                                    | Privatbesitz                               | Ausflugsgaststätte |
| Schloss Strehla                                                                                          | Strehla                                                   |      | Höhenburg                                       | 15./16. Jh.                                                                        | Privatbesitz                               | |
| Schloss Taubenheim                                                                                       | Taubenheim (OT von Klipphausen)                           |      |                                                 | um 1600; um 1700, um 1820 und um 1910 jeweils umgebaut                             |                                            | Pflegeheim |
| Burg Tiefenau                                                                                            | Tiefenau (OT von Wülknitz)                                |      |                                                 |                                                                                    |                                            | |
| Schloss Tiefenau                                                                                         | Tiefenau (OT von Wülknitz)                                |      |                                                 |                                                                                    |                                            | |
| Schloss Wackerbarth                                                                                      | Radebeul                                                  |      |                                                 | 1727–1730                                                                          |                                            | |
| Schloss Walda                                                                                            | Walda (OT von Großenhain)                                 |      | Wasserschloss                                   |                                                                                    |                                            | saniert, Kinderheim |
| Schloss Weistropp                                                                                        | Weistropp                                                 |      |                                                 | 17. Jh.                                                                            | Privatbesitz                               | |
| Schloss Wendischbora                                                                                     | Wendischbora                                              |      |                                                 | 1300, 1834                                                                         | Privat Fam. Ramp                           | Renoviert 2014, WochenendesBurgstall |
| Burgstall Wildberg (Gohlberg bei Constappel)                                                             | Wildberg, OT von Gauernitz; Gohlberg am Constappler Grund |      | Burgstall                                       |                                                                                    |                                            | die im Jahr 1940 von Dr. Helmuth Gröger erwähnte abgegangene Burg Wildberg soll sich am Constappler Grund befunden haben. Dies ist wohl mit der vermuteten Burg auf dem Gohlberg bei Constappel identisch. |
| Rittergut Wildberg und zwei Vorwerke (zeitweise existierten die Güter Vorderwildberg und Hinterwildberg) | Wildberg, OT von Gauernitz                                |      | Rittergut mit Herrenhaus; zwei belegte Vorwerke | Mittelalter                                                                        |                                            | |
| Barockschloss Zabeltitz                                                                                  | Zabeltitz (OT von Großenhain)                             |      |                                                 | 18. Jh.                                                                            | Stadt Großenhain                           | nach 1989 rekonstruiert |
| Altes Schloss (Kurfürstliches Stallgebäude)                                                              | Zabeltitz (OT von Großenhain)                             |      |                                                 |                                                                                    |                                            | |
| Schloss Zottewitz                                                                                        | Zottewitz (OT von Priestewitz)                            |      |                                                 | 13. Jh.                                                                            |                                            | abgetragen |
| Schloss Zschorna                                                                                         | Zschorna (OT von Thiendorf)                               |      |                                                 |                                                                                    |                                            | leerstehend |

## Landkreis Mittelsachsen
| Name                                                                     | Ort                                                                  | Foto                                                                | Typ                                                                                | Entstehungszeit und Umbauten                                                                          | Besitzer                                                               | Erhaltungszustand und heutige Nutzung |
| ------------------------------------------------------------------------ | -------------------------------------------------------------------- | ------------------------------------------------------------------- | ---------------------------------------------------------------------------------- | --- | ---------------------------------------------------------------------- | --- |
| Alter Hof                                                                | Brand-Erbisdorf                                                      |                                                                     | befestigter Hof, wohl Rittersitz des Mittelalters                                  | |                                                                        | wüst gefallen. Grabenreste erhalten. |
| Rittergut, Herrenhaus und Burgstall Auerswalde                           | Auerswalde (OT von Lichtenau)                                        |                                                                     | barockes Herrenhaus, Burgstall einer Wasserburg                                    | |                                                                        | Herrenhaus wird bewohnt |
| Jagdschloss Augustusburg                                                 | Augustusburg                                                         |                                                                     | Jagdschloss                                                                        | 1568–1572                                                                                             |                                                                        | Gaststätten, Jugendherberge, Motorradmuseum, Kutschenmuseum, Museum für Jagdtier- und Vogelkunde |
| Burg Schellenberg (Schellenburg)                                         | Augustusburg                                                         |                                                                     | abgerissene Burg, überbaut mit Jagdschloss                                         | 12./13. Jh., wohl zerstört in Schellenberger Fehde durch Markgrafen von Meißen                        |                                                                        | stand bis zum Bau der Augustusburg als Ruine auf diesem Berg. Mutmaßliche Abbildung auf Altarbild in der Schlosskapelle von Schloss Augustusburg |
| Vorwerk Jägerhof                                                         | Augustusburg                                                         |                                                                     | Vorwerk, Rittergut                                                                 | |                                                                        | ruinös |
| Wasserburg Beerwalde                                                     | Beerwalde (OT von Erlau)                                             | Waal in Beerwalde (Rekonstruktionszeichnung) Wolfgang Schwanbenicky | Wasserburg                                                                         | um 1230                                                                                               |                                                                        | abgegangen |
| Altes Schloss Bieberstein                                                | Bieberstein, OT von Reinsberg                                        |                                                                     | älterer Burgstall einer Spornburg, überbaut mit „Eremitorium“ bzw. „Altem Schloss“ | |                                                                        | nutzbar umgebaute Ruine. In unmittelbarer Nähe des Neuen Schlosses auf Bergsporn gelegen |
| Neues Schloss Bieberstein                                                | Bieberstein (OT von Reinsberg)                                       |                                                                     | Barockschloss mit Bergfried der (jüngeren) „neuen“ Burg                            | | Privatbesitz                                                           | Konferenzzentrum |
| Herrenhaus Börtewitz                                                     | Börtewitz (OT von Leisnig)                                           |                                                                     |                                                                                    | |                                                                        | |
| Schloss Choren                                                           | Choren (OT von Mochau)                                               |                                                                     |                                                                                    | |                                                                        | |
| Burg Döbeln                                                              | Döbeln                                                               |                                                                     | Höhenburg                                                                          | |                                                                        | abgegangen |
| Burgruine Drachenfels                                                    | Chursdorf (OT von Penig)                                             |                                                                     | Spornburg                                                                          | |                                                                        | abgegangen |
| Rittergut und Schlossruine Ehrenberg                                     | Ehrenberg (OT von Kriebstein)                                        |                                                                     | Rittergut, Schlossruine                                                            | 16. Jh., Schloss 1948 gesprengt bis auf den „Kapellenflügel“, dieser bewohnt bis 1988, dann verfallen | privat                                                                 | geringer Ruinenrest vom Neorenaissance-Schloss inmitten privatem bewohnten großen Rittergut erhalten. |
| Schloss Erdmannsdorf                                                     | Erdmannsdorf (OT von Augustusburg)                                   |                                                                     | Schloss und Burgstall einer Spornburg                                              | |                                                                        | 2000 restauriert, Wohnungen, Ausstellungen |
| Festenberg                                                               | Baderitz (OT von Jahnatal)                                           |                                                                     |                                                                                    | |                                                                        | |
| Wallburg Fischheimer Borstel (auch: „Porstel“, „Borschel“, „Alter Wall“) | Fischheim, OT von Seelitz; Lage zwischen Fischheim und Wechselburg   |                                                                     | slawische Wallburg in Gipfellage                                                   | |                                                                        | großflächige Anlage auf Berg direkt an stillgelegter Muldentalbahn. An den Bergflanken teilweise Wälle und Gräben rudimentär sichtbar. Die Anlage wird von einem Wanderweg gestreift, der hier vom Tal her die Höhe erklimmt und bei diesem Berg die stillgelegte Bahnlinie quert. Nur wenige hundert Meter entfernt liegt die slawische Wallburg Burgstall Wechselburg. |
| Burgruine Frauenstein                                                    | Frauenstein                                                          |                                                                     | Höhenburg                                                                          | um 1200                                                                                               |                                                                        | gesicherte Ruine |
| Schloss Frauenstein                                                      | Frauenstein                                                          |                                                                     |                                                                                    | 1575–1578                                                                                             | Privatbesitz                                                           | Gottfried-Silbermann-Museum |
| Schloss Freudenstein                                                     | Freiberg                                                             |                                                                     |                                                                                    | 1566–1577                                                                                             |                                                                        | Ausstellungen, Archiv |
| Rittergut und Schloss Gepülzig                                           | Neugepülzig (OT von Erlau);ehem. zu Gepülzig gehörig                 |                                                                     | Rittergut mit Schloss                                                              | 1948 Schloss abgerissen                                                                               |                                                                        | geringe Mauerreste von Schloss und Rittergut und ein Wirtschaftsgebäude erhalten |
| Altes Schloss in Geringswalde                                            | Geringswalde                                                         |                                                                     |                                                                                    | 12. Jh.                                                                                               |                                                                        | noch im Mittelalter zerstört, nur noch Kellerreste vorhanden |
| Schloss Gersdorf                                                         | Gersdorf (Striegistal)                                               |                                                                     | Rittergut                                                                          | 1696                                                                                                  | Privatbesitz                                                           | Firmensitz und Wohngemeinschaft |
| Wallburg Göhren                                                          | Göhren, OT von Wechselburg                                           |                                                                     | slawische Wallburg in Spornlage                                                    | |                                                                        | auf einer Erhebung über Göhren befindet sich eine (wohl slawische) Wallburg. |
| namenloser Burgstall auf dem Felsen "Jakobstein" am Berg Gleichstein     | Wingendorf/Oberschöna/Oederan-Frankenstein                           |                                                                     | Spornburg, Burgstall                                                               | bis 14. Jh.                                                                                           | unbekannt                                                              | Halsgraben vor dem Felssporn Jakobstein erhalten |
| Parkschlösschen Hainichen                                                | Hainichen                                                            |                                                                     |                                                                                    | 1851–1852                                                                                             |                                                                        | Gellertmuseum |
| Raubschloss Höfchen                                                      | Höfchen Kriebstein-Höfchen                                           |                                                                     | Wallburg                                                                           | |                                                                        | |
| Katzenstein                                                              | Noßwitz (OT von Rochlitz)                                            |                                                                     |                                                                                    | |                                                                        | |
| Burg Kempe                                                               | Mahlitzsch (OT von Roßwein)                                          |                                                                     | Höhenburg                                                                          | 14. Jh.                                                                                               |                                                                        | Ruine |
| Wallburg Keßling                                                         | Rochlitz                                                             |                                                                     | Burgwall                                                                           | |                                                                        | |
| Schloss Königsfeld                                                       | Königsfeld (bei Rochlitz)                                            |                                                                     | Rittergut mit Schloss,                                                             | 1951 Schloss gesprengt und abgetragen                                                                 |                                                                        | Grundmauern mit Schlosskeller erhalten sowie restauriertes Wirtschaftsgebäude (nun Rathaus/Bürgerhaus). Lage: am Schlossteich. |
| Herrenhaus Korpitzsch                                                    | Korpitzsch (OT von Leisnig)                                          |                                                                     |                                                                                    | |                                                                        | |
| Burg Kriebstein                                                          | Kriebstein                                                           |                                                                     | Spornburg                                                                          | nach 1384                                                                                             | Freistaat Sachsen                                                      | Museum |
| Herrenhaus Kroptewitz                                                    | Kroptewitz (OT von Leisnig)                                          |                                                                     |                                                                                    | |                                                                        | |
| Burg Lichtenberg                                                         | Lichtenberg/Erzgeb.                                                  |                                                                     | Höhenburg                                                                          | 14. Jh.                                                                                               |                                                                        | abgegangen, Wall- und Grabenreste |
| Wasserburg Lichtenberg                                                   | Lichtenberg/Erzgeb.                                                  |                                                                     | Wasserburg                                                                         | 14. Jh.                                                                                               |                                                                        | abgegangen, Wassergraben erhalten, Wallrest |
| Schloss Lichtenwalde                                                     | Lichtenwalde (OT von Niederwiesa)                                    |                                                                     |                                                                                    | 18. Jh.                                                                                               | Freistaat Sachsen                                                      | saniert, Museum |
| Burg Mildenstein                                                         | Leisnig                                                              |                                                                     | Spornburg                                                                          | 10. Jh.                                                                                               | Freistaat Sachsen                                                      | Museum |
| Rittergut und Schloss Mockritz                                           | Mockritz (OT von Großweitzschen)                                     |                                                                     | Rittergut mit Barockschloss/Herrenhaus                                             | |                                                                        | |
| Wasserburg Mulda                                                         | Mulda/Sa.                                                            |                                                                     | Wasserburg                                                                         | 13. Jh.                                                                                               |                                                                        | abgegangen |
| Schloss Neusorge                                                         | Zschöppichen (OT von Mittweida)                                      |                                                                     |                                                                                    | 18. Jh.                                                                                               |                                                                        | leerstehend, sanierungsbedürftig |
| Schloss Noschkowitz                                                      | Noschkowitz (OT von Jahnatal)                                        |                                                                     |                                                                                    | 15. Jh.                                                                                               | Privatbesitz                                                           | |
| Wasserburg Oberbobritzsch                                                | Oberbobritzsch (OT von Bobritzsch)                                   |                                                                     | Wasserburg                                                                         | Mittelalter                                                                                           |                                                                        | Graben, erhöhtes Kernwerk |
| Altes Schloss Penig                                                      | Penig                                                                |                                                                     | Wasserburg, Renaissanceschloss                                                     | 14. Jh.; im 16. Jh. Umbau zum Schloss                                                                 | Fürsten von Schönburg-Hartenstein                                      | Wurde restauriert. Schloss mietbar als Partylokation. |
| Neues Schloss Penig                                                      | Penig                                                                |                                                                     | ehem. Renaissanceschloss, umgebaut zum klassizistischen Schloss                    | | Stadt Penig                                                            | |
| Burgstall Polkenberg (auf dem Kapellenberg)                              | Polkenberg, OT von Leisnig; Berg Kapellenberg südlich von Korpitzsch |                                                                     | abgegangene Höhenburg, Burgstall (vermuteter Standort der Burg Polkenberg)         | Hochmittelalter                                                                                       | vermuteter Sitz der Reichsministerialen von Polkenberg (bzw. „Poleke“) | am oder auf dem Berg steht die „Kapellenberglinde“ als Naturdenkmal. |
| Herrenhaus Polkenberg                                                    | Polkenberg (OT von Leisnig)                                          |                                                                     |                                                                                    | |                                                                        | |
| Schloss Purschenstein                                                    | Neuhausen/Erzgeb.                                                    |                                                                     |                                                                                    | 12. Jh.; 1550 Umbau zum Renaissance-Schloss                                                           | Privatbesitz                                                           | Hotel und Führungen |
| Burgruine Rechenberg (untere Rechenberger Burg)                          | Rechenberg-Bienenmühle, OT Rechenberg                                |                                                                     | Felsenburg, Turmburg                                                               | um 1270                                                                                               |                                                                        | auf und an Burgfelsen Mauerreste. Privat bewohntes Haus nahe dem Felsen war Teil der Burg. Burgturm im 19. Jh. abgerissen zum Bau des Herrenhauses. Mehrere Romantiker zeichneten den Burgturm zuvor. |
| Wallburg Rechenberg (oberer Rechenberger Burgteil)                       | Rechenberg-Bienenmühle, OT Rechenberg                                |                                                                     | Wallburg/Spornburg, Volksburg?                                                     | 13. Jh.?                                                                                              |                                                                        | Wallanlagen auf Bergsporn oberhalb der (unteren) Burg(ruine) |
| Herrenhaus Rechenberg                                                    | Rechenberg-Bienenmühle, OT Rechenberg                                |                                                                     | Herrenhaus                                                                         | |                                                                        | erbaut aus Steinen des abgerissenen Burgturmes. Ehemalige Schule, heute Rathaus. |
| Schloss Reinsberg                                                        | Reinsberg                                                            |                                                                     |                                                                                    | | Privatbesitz                                                           | Park frei zugänglich |
| Raubschloss Ringethal (urkundlich: Burg „Lewenhain“)                     | Ringethal (OT von Mittweida)                                         |                                                                     | Spornburg mit künstlicher Ruine des Historismus                                    | 13. Jh.                                                                                               |                                                                        | Burgstall. Graben und Wall. Im Kernwerk die künstliche Ruine. Beliebter Aussichtspunkt des Zschopautales. Ein Wanderweg mit Treppe führt zur Anlage. |
| Wasserburg Ringethal                                                     | Ringethal (OT von Mittweida)                                         |                                                                     | Wasserburg, Inselteich, Burgstall                                                  | 13./14. Jh.                                                                                           |                                                                        | abgegangen |
| Einsiedelei Ringethal                                                    | Ringethal (OT von Mittweida)                                         |                                                                     | Spornburg, Burgstall                                                               | 13. Jh.                                                                                               |                                                                        | abgegangen, Grabenreste |
| Schloss Ringethal                                                        | Ringethal, OT. von Mittweida                                         |                                                                     | spätbarockes Schloss                                                               | |                                                                        | Das Schloss ist Teil der Nacht der Schlösser. Zu diesem Termin ist es öffentlich zugängig. |
| Schloss Rochlitz (Burg Rochlitz)                                         | Rochlitz                                                             |                                                                     | Burg, spätgotisches Burgschloss                                                    | 14. Jh.                                                                                               | Freistaat Sachsen                                                      | ab 1994 saniert |
| Schloss Rochsburg                                                        | Rochsburg (OT von Lunzenau)                                          |                                                                     | Gipfelburg, spätgotisches Burgschloss                                              | 15. und 16. Jh.                                                                                       |                                                                        | Museum |
| Lusthaus am Schloss Rochsburg                                            | Rochsburg, OT von Lunzenau                                           |                                                                     | Renaissance-Lusthaus als Turm                                                      | | privat                                                                 | Lage in Privatgrundstück. Privat genutzt. |
| Schloss Sachsenburg                                                      | Sachsenburg (OT von Frankenberg/Sa.)                                 |                                                                     |                                                                                    | 15. Jh.                                                                                               | Gemeinde Sachsenburg                                                   | seit 2001 in Sanierung, Ausstellungen |
| Burg Sayda                                                               | Sayda                                                                |                                                                     | Höhenburg                                                                          | 13. Jh.                                                                                               |                                                                        | nach 1539 verfallen, ab 1584 Rittergut, ab 1877 Altes Schloss Sayda |
| Schloss Schweta                                                          | Schweta (OT von Döbeln)                                              |                                                                     | Renaissanceschloss, ehem. Burg                                                     | Schloss 1953 abgerissen                                                                               | Wirtschaftsgebäude privat                                              | erhalten blieben nur Wirtschaftsgebäude. Ein wertvoller Kamin und die Glocke des Schlossturmes befinden sich seit dem Schlossabriss im Burgmuseum Mildenstein in Leisnig ausgestellt. |
| Wasserschloss Sitten                                                     | Sitten (OT von Leisnig)                                              |                                                                     | Wasserschloss                                                                      | 16. Jh.                                                                                               |                                                                        | Grundschule |
| Herrenhaus Stockhausen                                                   | Stockhausen (OT von Döbeln)                                          |                                                                     | Herrenhaus                                                                         | |                                                                        | |
| Schloss Waldheim                                                         | Waldheim                                                             |                                                                     |                                                                                    | |                                                                        | Justizvollzugsanstalt Waldheim |
| altes Schloss Wechselburg („kleines Schloss“)                            | Wechselburg                                                          |                                                                     | Schloss durch Umbau des aufgelösten (historischen) Klosters entstanden             | 16./17. Jh.                                                                                           |                                                                        | teilweise bewohnt. Spätgotische Gebäude und Renaissancegebäude. |
| Barockschloss Wechselburg (neues Schloss)                                | Wechselburg                                                          |                                                                     |                                                                                    | |                                                                        | Kloster |
| Burgstall Wechselburg (Wallburg bei Wechselburg)                         | Wechselburg                                                          |                                                                     | slawische Wallburg in Spornlage                                                    | |                                                                        | direkt an beliebtem Aussichtspunkt und Wanderweg gelegen. Halbrund als Abschnittswall an eine Steilkante des Tals der Zwickauer Mulde anschließende hohe Erdwälle. Nur wenige hundert Meter entfernt liegt die slawische Wallburg Fischheimer Borstel. |
| Schloss Weißenborn                                                       | Weißenborn/Erzgeb.                                                   |                                                                     | Renaissanceschloss/Burg                                                            | 14. Jh.                                                                                               | Privatbesitz                                                           | |
| Burgruine Zinnberg                                                       | Zinnberg (OT von Penig)                                              |                                                                     | Höhenburg, Spornburg                                                               | um 1170                                                                                               |                                                                        | geringe Mauerreste, kleiner Stumpf des Bergfriedes mit eigentümlich gestufter Struktur |

## Landkreis Nordsachsen
| Name                                               | Ort                                       | Foto | Typ                                     | Entstehungszeit und Umbauten                                                                               | Besitzer          | Erhaltungszustand und heutige Nutzung |
| -------------------------------------------------- | ----------------------------------------- | ---- | --------------------------------------- | --- | ----------------- | --- |
| Rittergut Adelwitz                                 | Adelwitz (OT von Arzberg)                 |      |                                         | |                   | nach 1991 saniert, Tages- und Touristikzentrum |
| Herrenhaus Altoschatz                              | Altoschatz (OT von Oschatz)               |      |                                         | |                   | |
| Burg Düben                                         | Bad Düben                                 |      |                                         | Ersterwähnung unter dem slawischen Namen „Dibni“ im Jahr 981. Letzte umfangreiche Sanierung 1997 bis 1999. |                   | Heimat- und Landschaftsmuseum |
| Herrenhaus Blankenau                               | Blankenau (Einzelgut in Belgern-Schildau) |      |                                         | |                   | |
| Schloss Borna                                      | Borna (OT von Liebschützberg)             |      |                                         | |                   | |
| Schloss Börln                                      | Börln (OT von Dahlen)                     |      |                                         | 1617–1620; 1880 Schlossflügelbau                                                                           | Privatbesitz      | seit 2003 schrittweise Sanierungen, kulturelle Veranstaltungen |
| Herrenhaus Börln                                   | Börln (OT von Dahlen)                     |      |                                         | |                   | |
| Schloss Cavertitz                                  | Cavertitz                                 |      |                                         | |                   | |
| Herrenhaus Casabra                                 | Casabra (OT von Naundorf)                 |      |                                         | |                   | |
| Schloss Dahlen                                     | Dahlen                                    |      |                                         | 1744–1751                                                                                                  |                   | Ruine |
| Schloss Delitzsch                                  | Delitzsch                                 |      |                                         | 12. Jh.; 1540–1558 Umbau zum Renaissance-Schloss; 1689–1696 Umbau zum Barockschloss                        |                   | 1993–2005 umfassende Sanierungen, Museum, Tourist-Information, Musikschule, Standesamt, kulturelle Veranstaltungen                                                                                          |
| Burg Eilenburg                                     | Eilenburg                                 |      | Höhenburg                               | Anfang 9. Jh.; Errichtung von Burgmauern und drei Backsteintürmen im 14. Jh.                               | Wettiner          | Sanierungen an Sorbenturm, Ringmauer und Burgtor (1990er Jahre), Mauerturm (2004) und Gefängnis (2008–2015), Amtshaus leerstehend und notgesichert; Fremdenverkehr, Wohnen; Burggelände ist frei zugänglich |
| Schloss Großböhla                                  | Großböhla (OT von Dahlen)                 |      |                                         | |                   | |
| Herrenhaus Gruna                                   | Gruna (OT von Laußig)                     |      |                                         | |                   | |
| Herrenhaus Haida                                   | Haida (OT von Oschatz)                    |      |                                         | |                   | |
| Schloss Hartenfels                                 | Torgau                                    |      |                                         | 15./16. Jh.                                                                                                |                   | saniert; Landratsamt, Ausstellungen |
| Altes Schloss Hof                                  | Hof (OT von Naundorf)                     |      |                                         | |                   | |
| Neues Schloss Hof                                  | Hof (OT von Naundorf)                     |      |                                         | |                   | |
| Schloss Hohenprießnitz                             | Hohenprießnitz (OT von Zschepplin)        |      |                                         | ab 1699 erbaut                                                                                             |                   | |
| Schloss Hubertusburg                               | Wermsdorf                                 |      | Jagdschloss                             | 1721–1751                                                                                                  | Freistaat Sachsen | Fachkrankenhaus mit den Abteilungen Psychiatrie und Psychotherapie, Neurologie und Pädiatrie |
| Herrenhaus Kamitz                                  | Kamitz (OT von Arzberg)                   |      |                                         | |                   | |
| Herrenhaus Kathewitz                               | Kathewitz (OT von Arzberg)                |      |                                         | |                   | sanierungsbedürftig |
| Herrenhaus Klitzschen                              | Klitzschen (OT von Mockrehna)             |      |                                         | |                   | Firmensitz und Privatnutzung |
| Herrenhaus Kranichau                               | Kranichau (OT von Torgau)                 |      |                                         | |                   | |
| Schloss Leuben                                     | Oschatz                                   |      |                                         | 1720 |                   | sanierungsbedürftig |
| Schloss Löbnitz                                    | Löbnitz                                   |      |                                         | |                   | Pflegeheim |
| Herrenhaus Nichtewitz                              | Nichtewitz (OT von Arzberg)               |      |                                         | |                   | |
| Wüstes Schloss Osterland (auch: Schloss Osterlant) | Oschatz                                   |      | mittelalterliches Jagdschloss/Jagdpfalz | 1211–1230                                                                                                  |                   | Ruine |
| Herrenhaus Pommlitz                                | Pommlitz (OT von Mügeln)                  |      |                                         | |                   | |
| Herrenhaus Pristäblich                             | Pristäblich (OT von Laußig)               |      |                                         | |                   | |
| Schloss Pülswerda                                  | Pülswerda (OT von Arzberg)                |      |                                         | |                   | |
| Schloss Ruhethal                                   | Mügeln                                    |      |                                         | 1261; 1572 zum Schloss umgebaut                                                                            | Freistaat Sachsen | |
| Burg Schkeuditz                                    | Schkeuditz                                |      |                                         | |                   | |
| Schloss Schnaditz                                  | Schnaditz (Stadtteil von Bad Düben)       |      |                                         | um 1237 | Stadt Bad Düben   | leerstehend |
| Schloss Schönwölkau                                | Schönwölkau                               |      |                                         | 1659 |                   | |
| Herrenhaus Striesa                                 | Striesa (OT von Oschatz)                  |      |                                         | |                   | |
| Schloss Taucha                                     | Taucha                                    |      |                                         | 1220 |                   | |
| Schloss Triestewitz                                | Triestewitz (OT von Arzberg)              |      |                                         | |                   | |
| Schloss Trossin                                    | Trossin                                   |      | Rittergut mit Schloss und Taubenhaus    | |                   | |
| Herrenhaus Wiederoda                               | Wiederoda (OT von Wermsdorf)              |      |                                         | |                   | |
| Schloss Zschepplin                                 | Zschepplin                                |      |                                         | |                   | |

## Landkreis Sächsische Schweiz-Osterzgebirge
| Name                                                                                | Ort                                    | Foto | Typ                                    | Entstehungszeit und Umbauten | Besitzer                                        | Erhaltungszustand und heutige Nutzung                                                                                       |
| ----------------------------------------------------------------------------------- | -------------------------------------- | ---- | -------------------------------------- | --- | ----------------------------------------------- | --- |
| Burg Altrathen                                                                      | Rathen                                 |      | Höhenburg, Spornburg                   | 13. Jh.; 1469 nach längerer Belagerung durch Kurfürst Ernst und Herzog Albrecht niedergebrannt, bis 1530 gänzlicher Verfall, ab 1888 Wiederaufbau im altertümlichen Stil | Privatbesitz                                    | saniert, Hotel, Restaurant                                                                                                  |
| Burg Arnstein (Ottendorfer Raubschloss)                                             | Sebnitz-Ottendorf                      |      | Höhenburg                              | vor 1436 |                                                 | Ruine |
| Rittergut Bärenklause, siehe auch: Liste der Kulturdenkmale in Kreischa#Bärenklause | Bärenklause, OT von Kreischa           |      | Rittergut mit Herrenhaus               | 1554 Vorwerk, 1606 Rittergut |                                                 | |
| altes Herrenhaus (als Teil des Rittergutes)                                         | Bärenklause, OT von Kreischa           |      | Herrenhaus                             | |                                                 | |
| neues Herrenhaus (als Teil des Rittergutes)                                         | Bärenklause, OT von Kreischa           |      | Herrenhaus                             | |                                                 | |
| Schloss Bärenstein                                                                  | Bärenstein (OT von Altenberg)          |      | Höhenburg                              | Ende 12. Jh. als Grenzburg angelegt, 1482 Erhöhung des Rundturms, 1522–1534 Bau des heutigen Schlossflügels, Anfang des 19. Jh. weitere Ausbaumaßnahmen | Privatbesitz                                    | seit 1995 Wohnschloss |
| Rittergut und Schloss Berreuth                                                      | Berreuth, OT von Dippoldiswalde        |      | Rittergut, Schloss abgegangen          | um 1636 erwähntes Schloss, 1947 durch Brandstiftung zerstört |                                                 | |
| Jagdschloss Bielatal                                                                | Rosenthal-Bielatal (OT Schweizermühle) |      | Jagdschloss                            | 1864–1866 | Privatbesitz                                    | Hauptvilla in Sanierung, Kapelle und Pavillon verfügbar als Ferienhaus                                                      |
| Schloss Burgk                                                                       | Burgk (OT von Freital)                 |      |                                        | Anfang 16. Jh. als Renaissance-Anlage erbaut, 1707 Totalschaden nach Brand, 1709 Wiederaufbau, Umbau im 19. Jh. | Stadt Freital                                   | seit 1946 Museum |
| Schloss Cotta                                                                       | Cotta (OT von Dohma)                   |      |                                        | 17. Jh.; 1895 umgebaut | Gemeinde Dohma                                  | sanierungsbedürftig |
| Schloss Dippoldiswalde                                                              | Dippoldiswalde                         |      | Höhenburg                              | 12. Jh.; 1429 Zerstörung infolge Brand, 1485 Wiederaufbau, im 16. Jh. Umbau zum Adelsschloss und zum Sitz der kurfürstlichen Amtsverwaltung, 1540 Bau des mittleren Flügels, 1571 Bau des Südflügels, 1840 Bau des Nordflügels |                                                 | 1991–2000 saniert, Amtsgericht, Standort der Osterzgebirgsgalerie                                                           |
| Schloss Dittersbach                                                                 | Dittersbach (bei Dürrröhrsdorf)        |      | Wasserschloss                          | 1555–1563; um 1830 Umbau zur heutigen Form | Privatbesitz                                    | in Sanierung |
| Burg Dohna                                                                          | Dohna                                  |      | Spornburg                              | 10. Jh.; Anfang des 12. Jh. zerstört, ab 1121 Wiederaufbau, 1402 erhebliche Beschädigungen im Zuge der Dohnaischen Fehde, ab 1460 Verfall, 1803–1830 Bau des heutigen runden Turms |                                                 | Mauerrest der alten Burg, Bodendenkmal                                                                                      |
| Schloss Friedrichsthal                                                              | Bad Gottleuba-Berggießhübel            |      |                                        | |                                                 | |
| Jagdschloss Graupa                                                                  | Graupa                                 |      | Jagdschloss                            | |                                                 | Richard-Wagner-Museum |
| Jagdschloss Grillenburg                                                             | Tharandt, OT Grillenburg               |      | Jagdschloss                            | 1554–1558; Erweiterungen und Umbauten im 17.–19. Jh., 1828 Abbruch Fürstenhaus, 1855 Umbau im Biedermeierstil, 1936 Umbau (innen) und Erweiterung (u. a. Gästehaus) zum Sächsischen Jägerhof | Sächsische Landesstiftung Natur und Umwelt      | |
| ehem. Königshof/Königspfalz/Jagdpfalz am Jagdschloss Grillenburg                    | Grillenburg, OT von Tharandt           |      | Reste einer Jagdpfalz oder Königspfalz | |                                                 | mittelalterliche gemauerte Heizkanäle einer Warmluftheizung blieben erhalten                                                |
| Grimmstein                                                                          | Glashütte                              |      | Höhenburg                              | |                                                 | Burgruine |
| Friedrichschlösschen Großsedlitz                                                    | Großsedlitz (OT von Heidenau)          |      |                                        | 19. Jh. | Freistaat Sachsen                               | Gaststätte |
| Schloss Helmsdorf                                                                   | Helmsdorf (OT von Stolpen)             |      |                                        | | Privatbesitz                                    | |
| Jagdschloss Herzogswalde                                                            | Herzogswalde (OT von Wilsdruff)        |      | Jagdschloss                            | 19. Jh. |                                                 | |
| Burg Hohnstein                                                                      | Hohnstein                              |      | Höhenburg                              | um 1200 als böhmische Grenzburg angelegt, um 1550 Bau des Vorderen Schlosses, um 1870 Neubau des Hinteren Schlosses als Gefängnis, 1924–1925 Ausbau zur Jugendherberge, 1951 Abriss der Schlosskirche |                                                 | Museum, Hotel, Restaurant                                                                                                   |
| Burgstall Höckendorf                                                                | Höckendorf                             |      | Burgstall                              | 12./13. Jh. | Vasallen der Burggrafen von Dohna               | Areal anstelle von Dorfkirche und angrenzenden Grundstücken                                                                 |
| Jochhöhschlösschen                                                                  | Pesterwitz (OT von Freital)            |      |                                        | 1795–1797 als Winzerhaus errichtet | Privatbesitz                                    | 2000–2003 Sanierung/Umbau, seit 2003 Eigentumswohnungen                                                                     |
| Festung Königstein                                                                  | Königstein                             |      |                                        | im 13. Jh. als böhmische Grenzburg angelegt, ab 1589 schrittweiser Ausbau zur Landesfestung, bis 1594 Errichtung der Hauptgebäude (Alte Kaserne, Altes Zeughaus, Friedrichsburg, Streichwehr, Tor- und Kommandantenhaus), 1621–1622 Bau des Renaissance-Schlosses, 1818–1819 Umbau zum Magazin (Magdalenenburg), 1767–1832 Bau einer umfangreichen Kasemattenanlage, 1854–1855 Errichtung des Schatzhauses, Ende 19. Jh. erweitert | Freistaat Sachsen                               | seit 1955 militärhistorisches Freilichtmuseum                                                                               |
| Schloss Kuckuckstein                                                                | Liebstadt                              |      | Höhenburg                              | 13. Jh.; nach Zerstörung im 15. Jh. Wiederaufbau als Schloss, Umbauten und Erweiterungen v. a. in den Jahren 1519–1554, 1742, 1796–1802, 1851, 1886–1889 | Privatbesitz                                    | zum Teil sanierungsbedürftig, Museum                                                                                        |
| Schloss Langburkersdorf                                                             | Langburkersdorf (OT von Neustadt)      |      | Wasserburg                             | nach Brand (1584) um 1592 Wiederaufbau im Renaissance-Stil, um 1749 grundlegende Reparatur, Erhöhung des achtseitigen Treppenturms, Umgestaltung der Wohnräume | Stadt Neustadt in Sachsen                       | |
| Burg und Schloss Lauenstein                                                         | Lauenstein (OT von Altenberg)          |      | Höhenburg                              | um 1200; 15.–17. Jh. Bau des Renaissance-Schlosses |                                                 | |
| Burg Liebethal                                                                      | Liebethal (OT von Pirna)               |      |                                        | |                                                 | |
| Burg Lilienstein                                                                    | Waltersdorf (OT von Bad Schandau)      |      | Höhenburg                              | um 1200 |                                                 | Mauerreste |
| Schloss Limbach                                                                     | Limbach (OT von Wilsdruff)             |      |                                        | |                                                 | |
| Altes Schloss Lohmen                                                                | Lohmen                                 |      | Renaissanceschloss, Burgstall          | |                                                 | in Restaurierung befindlich                                                                                                 |
| Neues Schloss Lohmen                                                                | Lohmen                                 |      | Barockschloss                          | |                                                 | restauriert |
| Schloss und Stiftsgut Lungkwitz                                                     | Lungkwitz (OT von Kreischa)            |      | Wasserburg                             | vor 1445 angelegt, altes Herrenhaus um 1550 erbaut, 1619–1621 Bau des Schlosses, 1832 Bau des Verwalterhauses, 1842 Bau des Stiftshauses, 1882 Bau des Stallgebäudes | Privatbesitz                                    | |
| Schloss Maxen                                                                       | Maxen (OT von Müglitztal)              |      |                                        | 13. Jh.; 1510 Bau Südflügel, nach 1548 Bau Westflügel, 1726–1728 Bau Nordflügel, 1978–1980 Bau des Bettenhauses | Privatbesitz                                    | seit 2004 Umbau zu Wohn- und Kulturzwecken                                                                                  |
| Schloss Naundorf                                                                    | Naundorf (OT von Dippoldiswalde)       |      |                                        | nach 1660 unter der Familie von Bünau errichtet, 1897 Ausbau und Sanierung | Privatbesitz                                    | leerstehend, sanierungsbedürftig                                                                                            |
| Felsenburg Neurathen                                                                | Rathen                                 |      | Höhenburg                              | um 1250 |                                                 | Ruine |
| Schloss Nöthnitz                                                                    | Bannewitz                              |      |                                        | 1630 Neubau als Renaissance-Schloss, 1872–1873 Umbau und Modernisierung | Privatbesitz                                    | teilweise saniert und bis 2009 Museum und Studienstätte, Gebäude des Wirtschaftshofs unsaniert und verfallen                |
| Rittergut und Herrenhaus Oberkreischa                                               | Kreischa, Oberkreischa                 |      | Rittergut mit Herrenhaus               | | ehem. Grafen von Reinhold, heute Kommunalbesitz | Gemeindeamt und Bibliothek im Herrenhaus. Anschließender Gutspark.                                                          |
| Schloss Ottendorf                                                                   | Ottendorf (OT von Bahretal)            |      | Wasserburg                             | 16./17. Jh. |                                                 | |
| Burg Rabenau                                                                        | Rabenau                                |      | Höhenburg                              | vor 1200; Verfall ab dem 15. Jh., Reste im 19. Jh. abgetragen |                                                 | Stuhlbau- und Heimatmuseum im ehemaligen Vorwerk                                                                            |
| Jagdschloss Rehefeld                                                                | Rehefeld-Zaunhaus (OT von Altenberg)   |      | Jagdschloss                            | 19. Jh. | Privatbesitz                                    | |
| Schloss Reichstädt                                                                  | Reichstädt (OT von Dippoldiswalde)     |      | Wasserschloss                          | 1535; teilweise zerstört im Dreißigjährigen Krieg, ab 1639 Neuaufbau, 1765–1776 Umbau zur Barockanlage mit Park | Privatbesitz                                    | seit 1998 schrittweise Sanierung, Veranstaltungen und Übernachtungsmöglichkeiten                                            |
| Schloss Reinhardtsgrimma                                                            | Reinhardtsgrimma (OT von Glashütte)    |      | Wasserschloss                          | 1765–1767 | Freistaat Sachsen                               | 1992–1995 umfassend saniert, Staatliche Fortbildungsstätte des Sächsischen Staatsministeriums für Umwelt und Landwirtschaft |
| Schloss Röhrsdorf                                                                   | Röhrsdorf (OT von Dohna)               |      | Schloss in ehem. Rittergut             | Rittergut 16. Jh., Schlossbau 18. Jh. | Privatbesitz                                    | saniert, Künstlerkolonie, bandhotel und Tonstudio, versch. Veranstaltungen                                                  |
| Schloss Rottwerndorf                                                                | Pirna-Rottwerndorf                     |      |                                        | 1556–1561 | Privatbesitz                                    | leerstehend, sanierungsbedürftig, Schlosspark teilweise durch Gewerbebauten überbaut                                        |
| Wasserburg Ruppendorf                                                               | Ruppendorf (OT von Klingenberg)        |      | Wasserburg                             | | um 800                                          | Ruine |
| Burg Schwarzberg („Goßdorfer Raubschloss“)                                          | Goßdorf-Kohlmühle (OT von Hohnstein)   |      | Höhenburg                              | vor 1372 |                                                 | Ruine |
| Schloss Sonnenstein                                                                 | Pirna                                  |      | Höhenburg                              | 1269 als Burg erwähnt, im 15. Jh. Umbau zum Schloss, ab 1668 Um- und Ausbau zur Festung, 1764 Schleifung der Wehranlagen, 1811–1939 Umbauten und Erweiterungen durch die Nutzung als Heil- und Pflegeanstalt, 1954–1991 Umbauten und Erweiterungen (Schloss und Schlosspark) durch die Nutzung als Industriebetrieb | Landkreis Sächsische Schweiz-Osterzgebirge      | seit 2009 in Sanierung, künftig Sitz der Landkreisverwaltung Sächsische Schweiz-Osterzgebirge                               |
| Burg Stolpen                                                                        | Stolpen                                |      |                                        | um 1100 erste Wehranlage, 1451–1537 grundlegender Neuaufbau, ab 1559 Um- und Ausbau zum Schloss, 1675 Errichtung der Festungswerke, 1773–1787 Abriss verfallener Burgteile, 1813 Zerstörungen beim Abzug Napoleon Bonapartes, 1859 Anordnung von Restaurationsmaßnahmen durch König Johann von Sachsen, 1935–1939 Ausbau der Burg zur Förderung des Fremdenverkehrs, seit 1998 weitere Bautätigkeiten                              | Freistaat Sachsen                               | Museum, Veranstaltungen |
| Schloss Struppen                                                                    | Struppen                               |      |                                        | 1310 | Landkreis Sächsische Schweiz-Osterzgebirge      | unsaniert, ungenutzt |
| Burg Tharandt                                                                       | Tharandt                               |      | Höhenburg                              | |                                                 | Ruine |
| Burg Thorun                                                                         | Pesterwitz (OT von Freital)            |      |                                        | um 1190; im 15. Jh. verfallen |                                                 | abgegangen |
| Schloss Thürmsdorf                                                                  | Thürmsdorf (OT von Struppen)           |      |                                        | |                                                 | |
| Schloss Ulbersdorf                                                                  | Ulbersdorf (OT von Hohnstein)          |      |                                        | 16. Jh.; im 18. und 19. Jh. umgebaut |                                                 | |
| Schloss Weesenstein                                                                 | Weesenstein (OT von Müglitztal)        |      |                                        | ab 12. Jh. | Freistaat Sachsen                               | Museum, Schlosskapellkonzerte, Sonderführungen, Theaterabende, Lesungen                                                     |
| Burg Wehlen                                                                         | Stadt Wehlen                           |      | Höhenburg                              | um 1200 |                                                 | Ruine |
| Burg Wildenstein                                                                    |                                        |      | Höhenburg                              | 1409; 1442 Zerstörung der Burg durch Schleifung |                                                 | Ruine |
| Winterstein (Hinteres Raubschloss)                                                  | Sebnitz                                |      | Höhenburg                              | 13. Jh. |                                                 | Ruine |
| Schloss Zehista                                                                     | Pirna-Zehista                          |      |                                        | nach 1651 Bau der heutigen Anlage, 1736–1742 umfangreiche Umbauten, Bau des Schlossturms mit Kirche, nach 1820 Errichtung des Wirtschaftshofs und eines englischen Landschaftsparks, ca. 1970 Zerstörung der Schlosskirche, nach 1945 Umbau zu Wohnzwecken, teilweiser Abriss einzelner Gebäude | Privatbesitz                                    | saniert |
| Schloss Zuschendorf                                                                 | Pirna-Zuschendorf                      |      |                                        | 1553–1560; 1756–1763 Kriegszerstörungen, ab 1882 erneuert, nach 1945 Umbau zu Wohnzwecken | Verein                                          | saniert, Veranstaltungen, Ausstellungen, im Garten botanische Sammlungen der TU Dresden                                     |

## Vogtlandkreis
| Name                                                                                              | Ort                                                                                               | Foto | Typ                                                                    | Entstehungszeit und Umbauten | Besitzer | Erhaltungszustand und heutige Nutzung |
| ------------------------------------------------------------------------------------------------- | ------------------------------------------------------------------------------------------------- | ---- | ---------------------------------------------------------------------- | --- | --- | --- |
| Rittergut Grün, neues Herrenhaus in Abhorn                                                        | Abhorn, OT von Lengenfeld; ehem. zu Grün (Lengenfeld) gehörig                                     |      | Rittergut mit Herrenhaus                                               | | | |
| „Altes Schloss (Schönfeld)“                                                                       | Adorf/Vogtl.; liegt faktisch im Kurpark von Bad Elster (auf Adorfer Flur)                         |      | Burgstall, Wasserburg, Wallanlage                                      | | | Insel mit umlaufendem Wassergraben, nahe Bad Elster. |
| Burg Auerbach                                                                                     | Auerbach/Vogtl.                                                                                   |      | Spornburg                                                              | 12. Jh. | | im 19. Jh. aufgestockter Turm erhalten |
| Rittergut Auerbach, oberer und unterer Teil                                                       | Auerbach/Vogtl.                                                                                   |      | zwei Rittergüter mit Herrenhäusern                                     | | | |
| Rittergut Bergen                                                                                  | Bergen, Verwaltungsverband Jägerswald; Bergstr. 10 (auf Anhöhe östlich des Ortes)                 |      | Rittergut mit Herrenhaus                                               | 1764 erstgenanntes Rittergut, Herrenhaus des 17. Jh. | u. a. Herren von Trützschler | 1896 kaufte die Stadt Plauen Teile des Rittergutes um auf dessen Flur die Geigenbachtalsperre (Talsperre Werda) errichten zu können. Erhalten blieben Herrenhaus (1704 lt. Dendrochronologie), Scheune (Inschrift 1852) mit angebautem Stallgebäude (um 1900). Herrenhaus ist verputzter Fachwerkbau mit mittiger Freitreppe und Zeltdach. Eine Einfriedung wurde vor 2013 abgerissen. |
| „alte Schanze“ bei Blosenberg                                                                     | Blosenberg, OT. von Triebel                                                                       |      | Wehranlage unbestimmter Art, abgegangen                                | | | die „alte Schanze“ ist um 1800 auf den kursächsischen Meilenblättern noch verzeichnet. |
| Burg Brambach                                                                                     | Bad Brambach                                                                                      |      |                                                                        | | | |
| Schloss und Rittergut Brambach                                                                    | Bad Brambach                                                                                      |      | Rittergut mit Schloss                                                  | das Rittergut existierte noch um 1901 | | Rittergutsgebäude und Schloss befanden sich am Marktplatz und wurden 1858 zu einer Haftanstalt-Außenstelle der Frauenhaftanstalt Schloss Voigtsberg gemacht. |
| Rittergut Breitenfeld bei Markneukirchen                                                          | Breitenfeld, OT von Markneukirchen; oberer Ortsteil                                               |      | Rittergut mit Herrenhaus, Vierseithof                                  | 1606 erwähntes Rittergut | | Herrenhaus und Wirtschaftsgebäude erhalten. |
| Rittergut Elster (um 1900 hieß es „Rittergut Bad Elster“)                                         | Bad Elster                                                                                        |      | Rittergut                                                              | | ehem. Fam. von Zedtwitz | |
| Rittergut Bobenneukirchen                                                                         | Bobenneukirchen, OT von Bösenbrunn                                                                |      | Rittergut mit Herrenhaus                                               | | | |
| Burgsteinruinen                                                                                   | Burgstein                                                                                         |      | Burgrest als Teil einer Kirche                                         | | | Ruinen zweier Wallfahrtskirchen. Eine ging aus einem Burgturm hervor. |
| Rittergut und Herrenhaus Bösenbrunn                                                               | Bösenbrunn, Drödaer Str.1                                                                         |      | Rittergut mit Herrenhaus                                               | | | |
| Ringwall Bösenbrunn                                                                               | Bösenbrunn                                                                                        |      | ehem. Ringwall, Wasserburg                                             | Mittelalter | | Festplatz des Dorfes. 1937 vom Archäologen Amandus Haase wiederentdeckt worden. |
| Rittergut Brotenfeld                                                                              | Brotenfeld, OT von Tirpersdorf                                                                    |      | Vorwerk/Rittergut                                                      | | | |
| Burgstall und Rittergut Chrieschwitz                                                              | Chrieschwitz, OT von Plauen                                                                       |      | Rittergut mit Herrenhaus, Burgstall                                    | 1551 erwähntes Rittergut | | Herrenhaus von 1884 erhalten sowie die älteren Teile des Rittergutes. Gesamtanlage unter Denkmalschutz (vgl. Liste der Kulturdenkmale in Chrieschwitz) |
| Rittergut Christgrün mit Wasserschloss                                                            | Christgrün, OT. von Pöhl                                                                          |      | Rittergut mit Wasserschloss                                            | | | Teile des Rittergutes und eine ruinöse Kapelle im Schlosspark erhalten. |
| drei kleine Wasserburgen um Christgrün                                                            | Christgrün, OT. von Pöhl                                                                          |      | abgegangene Wasserburgen, Burgställe                                   | 14. Jh. | | |
| Burgruine Dobenau                                                                                 | Plauen-Dobenau, Syratal                                                                           |      |                                                                        | | | geringe Reste auf dem Dobenaufelsen |
| Rittergut, Schloss und Burgstall Dobeneck                                                         | Dobeneck, OT von Oelsnitz/Vogtl.                                                                  |      | Rittergut, Schloss, Burgstall                                          | | | Schloss (Jugendherberge) auf Halbinsel am Ufer der Talsperre Pirk |
| Rittergut Dröda                                                                                   | Dröda, OT von Weischlitz                                                                          |      | Rittergut mit Herrenhaus                                               | 1948/49 Herrenhaus abgerissen | | Herrenhaus abgegangen. Am Teich des Rittergutes stehen drei Griebenherde. |
| Altes Schloß Dröda (Wasserburg)                                                                   | Dröda, OT von Weischlitz                                                                          |      | Burgstall, Wasserburg                                                  | 14. Jh. | | ummauerte Burginsel, Graben und Tonnengewölbe erhalten. |
| Rittergut Dorfstadt                                                                               | Dorfstadt, OT. von Falkenstein/Vogtl.                                                             |      | Rittergut mit Herrenhaus                                               | Herrenhaus wohl 1551, Fassade zweites Obergeschoß 19. Jh. | ehem. Herren von Trützschler | im Erdgeschoss des Herrenhauses barocke Stuckdecken. Benachbart Wirtschaftsgebäude in Klinkerbauweise. Herrenhaus war bis 1952 sowjetische Kommandantur und danach LPG-Verwaltung bis in die 1970er Jahre. |
| Burgruine Elsterberg                                                                              | Elsterberg                                                                                        |      | Höhenburg                                                              | ca. 1200–1225; nach Zerstörung 1366 Wiederaufbau | | Ruine, sanierte Kellergewölbe, Heimatstube in erhaltenem Rundturm |
| Burgstall „Altes Haus Elsterberg“                                                                 | Elsterberg                                                                                        |      | Spornburg/Felsenburg                                                   | | | abgegangen |
| Rittergut Erlbach, oberer Teil                                                                    | Erlbach, OT von Markneukirchen                                                                    |      | Rittergut mit Herrenhaus                                               | | | |
| Rittergut Erlbach, unterer Teil                                                                   | Erlbach, OT von Markneukirchen                                                                    |      | Rittergut mit Herrenhaus                                               | | | |
| Rittergut Eubabrunn                                                                               | Eubabrunn, OT von Markneukirchen                                                                  |      | Rittergut mit Herrenhaus                                               | | | |
| Burgruine Falkenstein                                                                             | Falkenstein/Vogtl.                                                                                |      | Höhenburg, Felsenburg                                                  | um 1200 | | Mauerreste auf dem sogenannten Schlossfelsen neben dem Schloss Falkenstein. Bemerkenswerte Buckelquader-Steine der offenbar stauferzeitlichen Burg wurden in der Schlossgartenmauer verbaut. |
| Schloss Falkenstein                                                                               | Falkenstein/Vogtl.                                                                                |      |                                                                        | 1710/1720, nach Brand 1859 nahezu neu | | Sparkasse, Heimatmuseum |
| Rittergut Falkenstein, oberer und unterer Teil                                                    | Falkenstein/Vogtl.                                                                                |      | Rittergüter mit Herrenhäusern/Schloss                                  | | | |
| oberes Rittergut Freiberg                                                                         | Freiberg, OT von Adorf/Vogtl.                                                                     |      | Rittergut mit Herrenhaus                                               | | | nur der Park blieb erhalten |
| unteres Rittergut Freiberg                                                                        | Freiberg, OT von Adorf/Vogtl.                                                                     |      | Rittergut mit Herrenhaus                                               | Herrenhaus 18. Jh. | | Herrenhaus erhalten. |
| Rittergut und Schloss Friesen                                                                     | Friesen, OT von Reichenbach/Vogtl.                                                                |      | Schloss nach 1945 fast komplett abgerissen                             | | bis 1945 Adelsfamilie von Metzsch | längere Umfassungsmauer des Rittergutes erhalten. Geringer Ruinenteil (mit Dach) vom Schloss erhalten. An dieses schließt noch ein ruinös erhaltener Wirtschaftsflügel an. Rittergutsgelände wurde seit DDR-Zeit und nach 1990 mit drei Einfamilienhäusern bebaut. Ein Erbbegräbnis (2 Gräber) der Gutsbesitzer (von Metzsch) befindet sich etwa 300 m entfernt am Waldrand an einem Teich (Naturschutzobjekt). Im historistischen Rittersaal des Burgmuseums Mylau zeigt ein Wandgemälde dieses Schloss. |
| Burgstall und Rittergut Gansgrün                                                                  | Gansgrün, OT von Neuensalz                                                                        |      | Rittergut mit Herrenhaus, Burgstall                                    | | | |
| Altes Schloss Gassenreuth                                                                         | Gassenreuth, OT von Triebel/Vogtl.                                                                |      | Ringwall, Burgstall                                                    | | | Ein Feldweg führt am Nordwestende des Ortes in nördlicher Richtung zum Ringwall. Südöstlich davon liegt am anderen Ortsende der Galgenberg (615 m). |
| Schlossruine Geilsdorf                                                                            | Geilsdorf (OT von Weischlitz)                                                                     |      | Wasserschloss                                                          | | | Ruine |
| Burgstall Laneckhaus                                                                              | Geilsdorf OT von Weischlitz                                                                       |      | Burgstall                                                              | | | |
| Burgruine Schöneckere                                                                             | Geilsdorf OT von Weischlitz                                                                       |      | Burgruine                                                              | | | nahe beim Bahnhof Pirk gelegen |
| Burgstall „Schwedenschanze“ (Geilsdorf)                                                           | Geilsdorf OT von Weischlitz                                                                       |      | Burgstall                                                              | | | |
| Wasserburg Göltzsch (sog. „Festes Haus Göltzsch“)                                                 | Rodewisch, Schloßinsel                                                                            |      | Wasserburg                                                             | | | Grundmauern freigelegt und restauriert |
| Rittergut Göltzsch/Obergöltzsch mit Herrenhaus (Gesamtkomplex der Schloßinsel)                    | Rodewisch, Schloßinsel                                                                            |      |                                                                        | | | restauriertes Herrenhaus, Museum (akt. geschlossen) |
| sogenanntes Schlößchen Göltzsch                                                                   | Rodewisch, Schloßinsel                                                                            |      |                                                                        | | | genutzt für Kulturveranstaltungen |
| Rittergut Untergöltzsch                                                                           | Rodewisch, ehem. Ort Untergöltzsch                                                                |      | Rittergut                                                              | | | das Rittergut ging in einer Heilanstalt auf |
| Vorwerke Grobau                                                                                   | Grobau, OT von Weischlitz                                                                         |      | zwei Vorwerke, u. a. des Ritterguts Gutenfürst                         | | | zweigeschossiges Gebäude mit sieben Achsen und Walmdach. Gutenforster Vorwerk. |
| Rittergut Grün                                                                                    | Grün, OT von Lengenfeld                                                                           |      | Rittergut mit Herrenhaus                                               | | privat | Herrenhaus wird privat bewohnt. |
| Herrenhaus Gutenfürst                                                                             | Gutenfürst, OT von Weischlitz                                                                     |      | Herrenhaus                                                             | | | Privatbesitz, bewohnt |
| Rittergut Hartmannsgrün                                                                           | Hartmannsgrün, OT. von Oelsnitz/Vogtl.                                                            |      | Rittergut mit Herrenhaus                                               | 1542 erwähntes Rittergut | Das Rittergut Hartmannsgrün befand sich seit 1901 im Besitz der Familie Knoll und kam 1940 an Erwin Kleinschmidt, der ab Kriegsende enteignet wurde.                                                                                         | 1948 wurde das Herrenhaus abgerissen. Erhalten ist nur eine Scheune. |
| Wasserburg bei Haselbrunn                                                                         | Haselbrunn, OT von Plauen                                                                         |      | Burgstall                                                              | | | zwischen Haselbrunn und OT Reißig im Stadtwald gelegene viereckige Insel mit abgerundeten Ecken |
| Vorwerk Haselbrunn                                                                                | Haselbrunn, OT von Plauen                                                                         |      | Vorwerk                                                                | | | |
| Schloss Heinersgrün                                                                               | Heinersgrün (OT von Weischlitz)                                                                   |      |                                                                        | | | |
| Burgstall Spornburg Helmsgrün („Alter Hof“, „Burgstatt“)                                          | Helmsgrün, OT von Pöhl                                                                            |      | Burgstall einer Spornburg                                              | | | völlig abgegangen. Ein Geländesporn über dem Bellwitzbach war ihr Standort. |
| Rittergut Helmsgrün                                                                               | Helmsgrün, OT von Pöhl                                                                            |      | Rittergut mit Herrenhaus                                               | | | |
| Ringwall Herlasgrün (Wasserburg)                                                                  | Herlasgrün, OT. von Pöhl;südwestlich des Ortes                                                    |      | Ringwall, Wasserburg, Burgstall                                        | | | abgegangener Burgstall. Der Ringwall mit 52 m Durchmesser war noch Ende des 19. Jh. im Südwesten des Ortes in der Sumpfniederung des Aubachs sichtbar. |
| Rittergut Hohengrün                                                                               | Hohengrün, OT. von Auerbach/Vogtl.                                                                |      | Rittergut mit Herrenhaus                                               | 1606 und 1764 belegtes Rittergut | | |
| Rittergut Irfersgrün                                                                              | Irfersgrün, OT von Lengenfeld                                                                     |      |                                                                        | Rittergut mit Herrenhaus | | |
| Ringwall Irfersgrün                                                                               | Irfersgrün, OT von Lengenfeld                                                                     |      | Ringwall, Burgstall, Wasserburg                                        | im frühen 20. Jh. noch sichtbar gewesen | | abgegangene Wasserburg |
| Rittergut Jocketa                                                                                 | Jocketa, OT. von Pöhl                                                                             |      | Rittergut mit Herrenhaus, zeitweise Vorwerk des Ritterguts Liebau      | | | |
| Schloss Jößnitz                                                                                   | Plauen-Jößnitz                                                                                    |      |                                                                        | Burgstall; Schloss um 16. Jh.; nach 1990 abgetragen und wieder aufgebaut | | Hotel, Restaurant. Siehe Liste der Bodendenkmale in Plauen. |
| Rittergut Jößnitz                                                                                 | Jößnitz, OT von Plauen                                                                            |      | Rittergut zu Schloss/Burg Jößnitz                                      | | | erhaltene Wirtschaftsgebäude. |
| Rittergut Jugelsburg (auch Ingelsberg)                                                            | Jugelsburg, OT von Adorf/Vogtl.                                                                   |      | Rittergut                                                              | | | |
| Burgstall Jugelsburg (Gugelsperk, Gugelspurgk, Ingelsberg)                                        | Jugelsburg, OT von Adorf/Vogtl.                                                                   |      | Burgstall, Festes Haus                                                 | Am 10. Juni 1632 wurde das „Feste Haus“ im Zuge des Schmalkaldischen Krieges durch die Truppen des Generals Holck niedergebrannt. Die letzten Mauerreste verschwanden beim Bau der Bahnstrecke Plauen–Cheb in den Jahren 1864/1865 durch Sprengarbeiten. | | Burghügel mit geringen Resten nahe der ehemaligen Staudenmühle (spätere Möbelfabrik Bleyer & Dörfelt, Musima, GEWA) vorhanden. |
| Burgstall Kauschwitz (Wasserburg) mit Rundkapelle, siehe auch Liste der Bodendenkmale in Plauen   | Kauschwitz, OT von Plauen                                                                         |      | Burgstall mit Kapelle überbaut                                         | | | Rundkapelle Kauschwitz auf Insel einer Wasserburg |
| Turmhügelburg Kemnitz                                                                             | Kemnitz, OT von Weischlitz                                                                        |      | Burgstall, Turmhügelburg                                               | | | Turmhügel und Graben erhalten an Straße nach Gutenfürst (südlicher Ortsausgang). |
| ehem. Wasserschloss und ein weiterer Burgstall in Kemnitz                                         | Kemnitz, OT von Weischlitz                                                                        |      | zwei Burgställe, ehem. Wasserburgen                                    | | | nordöstlich des Ortes das ehemalige Wasserschloss, wovon nur ein Hügel mit Graben erhalten ist. |
| Vorwerk Kessel                                                                                    | Kessel, OT von Adorf/Vogtl.                                                                       |      | Vorwerk                                                                | 18. Jh. | | |
| Rittergut Kleingera                                                                               | Kleingera, OT von Elsterberg                                                                      |      | Vorwerk/Rittergut mit Herrenhaus                                       | | | |
| Wallanlage Küchenteich                                                                            | Kleingera, OT von Elsterberg                                                                      |      | Inselteich, Wasserburg, Burgstall                                      | | | |
| Herrenhaus Klingenthal                                                                            | Klingenthal                                                                                       |      | Herrenhaus                                                             | | | abgerissen in DDR-Zeit |
| Rittergut Kröstau                                                                                 | Kröstau, OT von Weischlitz                                                                        |      | Rittergut mit Herrenhaus                                               | Herrenhaus 1948 abgerissen | | Wirtschaftsgebäude blieben erhalten. |
| Rittergut Kürbitz, Herrenhaus und Burgstall                                                       | Kürbitz, OT Weischlitz                                                                            |      | Rittergut, Herrenhaus, Burgstall                                       | | | Herrenhaus erhalten |
| Schwedenschanze Landwüst                                                                          | Landwüst, OT von Markneukirchen                                                                   |      | Schanze                                                                | | | Befestigung aus dem Schmalkaldischen Krieg, ausgebaut im Dreißigjährigen Krieg. |
| Rittergut Lauterbach, oberer Teil                                                                 | Lauterbach, OT. von Oelsnitz/Vogtl.                                                               |      |                                                                        | | Herren von Trützschler/Stadt Oelsnitz/1901 Albin Rudert und Karl August Bleicher | erhaltene Gebäude werden bewohnt. |
| Rittergut Lauterbach, unterer Teil                                                                | Lauterbach, OT. von Oelsnitz/Vogtl.                                                               |      |                                                                        | | Herren von Trützschler/Stadt Oelsnitz/Fam. Schilbach/1918 Fam. Grau | 1949/50 Herrenhaus weitgehend abgerissen. |
| Rittersitz Lauterbach bei Oelsnitz                                                                | Lauterbach, OT. von Oelsnitz/Vogtl.                                                               |      | Rittersitz, wohl eine Burg                                             | im Jahr 1445 belegter Rittersitz | | Lage wohl unbekannt |
| Schloss Leubnitz                                                                                  | Leubnitz (OT von Rosenbach/Vogtl.)                                                                |      |                                                                        | 1794 | | |
| Burg Liebau (Burg- und Schlossruine)                                                              | Liebau (OT von Pöhl)                                                                              |      | Spornburg                                                              | 1327 ersterwähnt | | Ruine |
| Herrenhaus Liebau                                                                                 | Liebau, OT von Pöhl                                                                               |      | Herrenhaus, Ruine                                                      | | | Ruine |
| Burgstall alte Burg bei Liebau                                                                    | Liebau, OT von Pöhl                                                                               |      | Burgstall                                                              | 12. Jh. gegründet, aufgegeben im 13. Jh. | Grafen von Everstein | der Burgstall soll ca. 500 Meter von der Burgruine/Schlossruine Liebau entfernt sein. |
| Wallanlage auf dem Assenberg                                                                      | Loddenreuth, OT. von Triebel; Berg Assenberg nördlich des Ortes                                   |      | Wallburg                                                               | | | der Assenberg befindet sich nördlich des Ortes Loddenreuth. Wohl frühgeschichtliche Wallburg. |
| Rittergut Magwitz                                                                                 | Magwitz, OT von Oelsnitz/Vogtl.                                                                   |      | Rittergut mit Herrenhaus                                               | | | erhalten sind Herrenhaus, ruinöse Wirtschaftsgebäude und historische Umfassungsmauer. |
| Ringwall Magwitz                                                                                  | Magwitz, OT von Oelsnitz/Vogtl.                                                                   |      | Ringwall, Wasserburg, Burgstall                                        | | | |
| Rittergut Marieney                                                                                | Marieney, OT von Mühlental                                                                        |      | Rittergut mit Herrenhaus                                               | | | erhaltenes Herrenhaus |
| sogenanntes Paulus-Schlösschen                                                                    | Markneukirchen                                                                                    |      | schlossartiges Bürgerhaus                                              | | | Musikinstrumenten-Museum Markneukirchen |
| Vorwerk Marxgrün/Markusgrün                                                                       | Markusgrün (Wüstung), Flur von Weischlitz; Markusgrün hieß im 19. Jh. noch Marxgrün               |      | Vorwerk des Rittergutes Heinersgrün                                    | | | ganzer Ort während DDR-Zeit abgerissen wegen Grenznähe zur BRD. |
| Wasserschlossruine Mechelgrün (ehem. Teil des oberen Rittergutes)                                 | Mechelgrün (OT von Neuensalz)                                                                     |      | Schlossruine, ehem. Wasserburg                                         | 12. Jh. | | nach 1945 verkam das in gutem Zustand gewesene Wasserschloss zu einer kläglichen Ruine. Ein Verein versucht nun die Reste zu retten. |
| Rittergüter Mechelgrün, oberer und unterer Teil                                                   | Mechelgrün, OT von Neuensalz                                                                      |      | Rittergüter                                                            | | | Teile der Rittergüter wurden in der DDR-Zeit von einer LPG genutzt. Nach 1989 verfielen sie und wurden teilweise abgerissen. |
| Vorwerk Mehltheuer                                                                                | Mehltheuer, OT von Rosenbach/Vogtl.                                                               |      | Vorwerk des Rittergutes Leubnitz (bei Plauen)                          | 18. Jh. | | |
| Schlösschen oder Villa in Mehltheuer                                                              | Mehltheuer, OT von Rosenbach/Vogtl.; Leubnitzer Str.1                                             |      | schlösschenartige Villa?                                               | | privat | |
| Reußenhof nahe Mehltheuer                                                                         | Mehltheuer, OT. von Rosenbach/Vogtl.; zwischen Mehltheuer und dem thüringischen Bernsgrün gelegen |      |                                                                        | | | |
| Vorwerk Meßbach (Freigut)                                                                         | Meßbach, OT von Plauen                                                                            |      | Vorwerk/Freigut                                                        | 1467 bestätigtes Freigut/Vorwerk | | |
| Rittergut Möschwitz                                                                               | Möschwitz, OT von Pöhl                                                                            |      | Rittergut, Vorwerk des Rittergutes Pöhl                                | Herrenhaus 1827 erbaut | | Arthur Stier, der letzte Besitzer des Ritterguts Möschwitz, wurde im Jahr 1957 gezwungen, das Rittergut an die LPG zu verkaufen. Diese nutzte das Gebäude bis 1990. Dem seitdem leer stehenden Gebäude droht mittlerweile der Abriss. |
| Vorwerk/Rittergut Mühlberg bei Ellefeld                                                           | Mühlberg (Wüstung) in Flur von Ellefeld; Mühlbergweg                                              |      | Rittergut mit Schlösschen, Vorwerk von Falkenstein, abgegangen         | | Herren von Trützschler | komplett abgegangen |
| Rittergut Mühlhausen (bei Elster)                                                                 | Mühlhausen, OT von Bad Elster                                                                     |      |                                                                        | | | |
| Burg Mühltroff                                                                                    | Mühltroff (OT von Pausa-Mühltroff)                                                                |      | Niederungsburg                                                         | 10./11. Jh.; Hauptbau aus dem 16./17. Jh. | | Ausstellungen, Veranstaltungen |
| Burg Mylau                                                                                        | Mylau                                                                                             |      | Höhenburg                                                              | um 1180 | | Heimat- und Burgmuseum |
| Rittergut Mylau, siehe Herrschaft Mylau                                                           | Mylau, OT von Reichenbach im Vogtland                                                             |      | Rittergut mit Burg Mylau                                               | | | |
| Schloss Netzschkau                                                                                | Netzschkau                                                                                        |      |                                                                        | um 1490 | | restauriert, Museum, Sonderausstellungen, Veranstaltungen |
| Turmhügelburg „Schlösschen“ in Neudörfel                                                          | Neudörfel, OT. von Pöhl                                                                           |      | Turmhügelburg, Burgstall                                               | | | Turmhügel, Graben und Wall noch erkennbar. |
| Rittergut Neuensalz                                                                               | Neuensalz                                                                                         |      | Rittergut mit Herrenhaus                                               | | | |
| Gut Neumark mit Schloss und Burgstall                                                             | Neumark                                                                                           |      |                                                                        | Burganlage aus dem 13. Jh. im vogtländischen Krieg zerstört, 100 Jahre später Beginn des Baus der noch heute im Wesentlichen bestehenden Vierflügelanlage                                                                                                | Privatbesitz | in Sanierung, Familie von Römer 1945 enteignet, Rückkauf Anfang der 1990er Jahre, Forst und Landwirtschaft, Gastronomie und Veranstaltungen |
| Rittergut Neundorf                                                                                | Neundorf, Stadtteil von Plauen                                                                    |      | Rittergut                                                              | | früher von Reibold | ruinös |
| Rittergut Niederauerbach                                                                          | Niederauerbach, OT von Rodewisch                                                                  |      | Rittergut mit Herrenhaus                                               | Herrenhaus von 1890 | | restauriertes Herrenhaus. |
| Burgstall Göllnitzhof                                                                             | Oelsnitz/Vogtl., Göllnitzhöhe                                                                     |      | Burgstall                                                              | | | abgerissene Burg |
| Rittergut und Schloss Ottengrün                                                                   | Ottengrün, OT von Bösenbrunn                                                                      |      | Rittergut mit Wasserschloss                                            | | | |
| Rittergut Oberlauterbach bei Falkenstein („Hermann'sches Gut“)                                    | Oberlauterbach, OT. von Falkenstein/Vogtl.                                                        |      | Rittergut mit Herrenhaus                                               | 1501 Vorwerk von Rittergut Falkenstein unterer Teil; 1535 Rittergut | von Trützschler bis mindestens 1831, Bürgerfamilien Opitz, Falk und Hermann. | Seit 1995 in Privatbesitz. |
| Rittergut Unterlauterbach/Niederlauterbach (Rittergut Adlershof)                                  | Oberlauterbach-Unterlauterbach, OT. von Falkenstein/Vogtl.                                        |      | Rittergut mit Herrenhaus                                               | von Machwitz, von Feilitzsch, von Obernitz, Bürgerfamilie Adler, Carl Ferdinand Adler bis 1945 | mehrere Privateigentümer | restauriertes Herrenhaus. Parkanlage 2008 saniert, mit neuer Freilichtbühne. Öffentliche Veranstaltungen. Natur- und Umweltzentrum Vogtland e. V. (NUZ Vogtland) im Herrenhaus. Teile des Rittergutes blieben nicht erhalten, andere wurden privatisiert. Es entstanden bei Restaurierung/Neuaufbau Wohnungen, Büros, eine Naturherberge, Werkstätten und Veranstaltungsbereiche. |
| Herrenhaus und Rittergut Ober-Losa                                                                | Oberlosa, OT von Plauen; Kirchplatz 19                                                            |      | Rittergut mit Herrenhaus                                               | | | Herrenhaus in Restaurierung. |
| Rittergüter und Rittersitz Obermarxgrün                                                           | Obermarxgrün, OT. von Tirpersdorf                                                                 |      | Rittersitz, zwei Rittergüter, später Kanzleilehngut                    | 1445 Rittersitz, 1606 zwei Rittergüter, 1748 ein Rittergut, 1875 Kanzleilehngut | Kanzleilehngut 1901 im Besitz von Moritz Petzold, im Jahr 1910 von Carl Fischer, 1914 von Hermann Arthur Marks, 1920 der Familien Sippe und Marks, 1925 der Familie Golle und ab 1941 bis zur Enteignung vier Jahre später Christoph Zeidler | |
| Rittergut Obermylau                                                                               | Obermylau, OT von Mylau und Reichenbach im Vogtland; Am Volksgut 3                                |      | Vorwerk des Rittergutes Mylau mit deren Burg                           | | | ruinöses Herrenhaus und Rittergutsmauer erhalten. Stall und Scheune vor 2014 abgebrochen. |
| Ringwall Ottengrün                                                                                | Ottengrün, OT von Bösenbrunn                                                                      |      | Ringwall, Burgstall, Wasserburg                                        | Mittelalter | | |
| Burg Pausa                                                                                        | Pausa-Mühltroff                                                                                   |      |                                                                        | | | |
| Rittergut Pirk                                                                                    | Pirk, OT von Weischlitz                                                                           |      | Rittergut und Herrenhaus                                               | | | Wohnnutzung |
| Burg Planschwitz                                                                                  | Planschwitz (OT von Oelsnitz/Vogtl.)                                                              |      | Höhenburg                                                              | 13. Jh. | | abgegangen |
| Rittergut Planschwitz                                                                             | Planschwitz, OT von Oelsnitz/Vogtl.                                                               |      |                                                                        | | privat | Wohnnutzung. Erhaltenes Herrenhaus. |
| Malzhaus (Burg der Eversteiner)                                                                   | Plauen                                                                                            |      |                                                                        | 1727–1730; 1897 zum Wohnhaus umgebaut | | 1990–1998 rekonstruiert, Kultur- und Kommunikationszentrum |
| Schlossruine Plauen                                                                               | Plauen                                                                                            |      |                                                                        | 13. Jh. | | Ruine |
| Gut Heidenreich                                                                                   | Plauen, zwischen Haselbrunn und Chrieschwitz                                                      |      |                                                                        | | | |
| ehem. Burg Plohn mit Rittergütern Plohn oberen und unteren Teils                                  | Plohn (OT von Lengenfeld)                                                                         |      | Höhenburg                                                              | 13. Jh. | | |
| Schloss Pöhl (als Teil der vereinigten beiden Rittergüter, ursprünglich aber zu Unterpöhl)        | Pöhl                                                                                              |      | abgerissenes Schloss                                                   | erstes Schloss von 1550, Umbau 1907 im Stil der Neorenaissance | | lag an der Spitze der heutigen Schlossinsel in Talsperre Pöhl, unterhalb des üblichen Wasserstandes (am Hang). Abgerissen für den Talsperrenbau. Bei Niedrigwasser sollen Grundmauern sichtbar sein. Seit Vereinigung beider Rittergüter 1581 war das vormalige Renaissanceschloss Sitz des vereinigten Rittergutes Pöhl gewesen. |
| Rittergut Unterpöhl                                                                               | Pöhl                                                                                              |      | Rittergut mit Herrenhaus/Schloss, abgegangen                           | | | abgerissen beim Bau der Talsperre Pöhl, nun unter Wasser stehend. |
| Rittergut Oberpöhl                                                                                | Pöhl, Gemarkung Oberpöhl                                                                          |      | Rittergut                                                              | | | abgerissen zum Bau der Talsperre Pöhl |
| Wallburg Eisenberg, „Alter Wall“ (Burgwall Jocketa)                                               | Pöhl, unmittelbar nahe der Talsperrenmauer                                                        |      | Wallburg/Abschnittswall, bronzezeitlich                                | | | Infotafeln zur Anlage und den Grabungsfunden vor Ort. Die Wallburg liegt auf einem großen Felssporn des Eisenberges unterhalb des Julius-Mosen-Turmes nahe der Talsperrenmauer. |
| Schlossruine Posseck                                                                              | Posseck (OT von Triebel/Vogtl.)                                                                   |      | Schlossruine                                                           | | | bemerkenswerte Teile des Manierismus erhalten |
| Burgstall Posseck                                                                                 | Posseck, OT von Triebel/Vogtl.                                                                    |      | abgegangene Burg                                                       | | | abgegangen, Standort unbekannt. Höchstwahrscheinlich auf der Insel im Dorfteich (Foto). |
| Rittersitz und Rittergut Reichenbach                                                              | Reichenbach im Vogtland                                                                           |      | Rittersitz und späteres Rittergut                                      | | u. a. Herren von Metzsch | |
| Rittergut Reinsdorf bei Plauen                                                                    | Reinsdorf, OT von Plauen                                                                          |      | Rittergut mit Herrenhaus                                               | | früher von Reibold | |
| Rittergut Reißig (Vorderreißig)                                                                   | Reißig, Stadtteil von Plauen; Am Gut 3                                                            |      | Rittergut mit Herrenhaus                                               | | | erhaltenes Herrenhaus. Wohnnutzung. |
| Pfaffengut Plauen                                                                                 | Reißigwald mit Lochhaus, OT von Plauen                                                            |      | Plauener Stadtgut, ehemals Gut des Deutschen Ordens                    | | | Vogtländisches Umwelt- und Naturschutzzentrum (siehe Liste der Kulturdenkmale in Pfaffengut) |
| Rittergut Raschau (erstes Raschauer Rittergut)                                                    | Raschau, OT. von Oelsnitz/Vogtl.                                                                  |      | Vorwerk/Rittergut mit Herrenhaus                                       | 1949/50 Herrenhaus weitgehend abgerissen | | Nur Wirtschaftsgebäude blieben erhalten. |
| Rittersitz Raschau                                                                                | Raschau, OT. von Oelsnitz/Vogtl.                                                                  |      | Rittersitz, wohl eine Burg, Burgstall                                  | 1224 belegter Herrensitz | | der Burgstall ist wohl in einem der beiden Raschauer Vorwerke/Rittergüter zu suchen. |
| Raschauer Erbgut (zweites Raschauer Rittergut)                                                    | Raschau, OT. von Oelsnitz/Vogtl.                                                                  |      | Vorwerk/Rittergut                                                      | | | |
| Rittergut und Schloss Reusa                                                                       | Reusa                                                                                             |      | Rittergut mit Schloss, abgegangen                                      | Schloss 1918 wegen Baufälligkeit abgerissen | | Im Areal des heutigen Gewerbegebietes war einst das Rittergut und daneben in einem Park das Schloss gewesen. |
| Rittergut Reuth (bei Neumark)                                                                     | Reuth, OT von Neumark                                                                             |      | Rittergut                                                              | | | |
| Wasserschloss und Rittergut Reuth (bei Weischlitz)                                                | Reuth, OT von Weischlitz                                                                          |      | Rittergut mit Wasserschloss                                            | | | |
| Ringwall Reuth (bei Weischlitz)                                                                   | Reuth, OT von Weischlitz                                                                          |      | Ringwallanlage, Wasserburg                                             | | | |
| Rittergut Rodersdorf, oberen Teils                                                                | Rodersdorf, OT von Weischlitz                                                                     |      | Herrenhaus eines Rittergutes                                           | Ende 18. Jh. | | Herrenhaus und Kelleranlage erhalten. |
| Rittergut Rodersdorf, unteren Teils                                                               | Rodersdorf, OT von Weischlitz                                                                     |      | Rittergut mit Herrenhaus                                               | 1862 erneuert | | Herrenhaus, Kavaliershaus und Wirtschaftsgebäude erhalten. |
| Rittergut Rosenberg                                                                               | Weischlitz, Flur Oberweischlitz, Wüstung/Teilwüstung Rosenberg                                    |      | Rittergut mit Herrenhaus, ehem. Vorwerk des Rittergutes Oberweischlitz | nach Brand 1856 neoklassizistischen Neubau des Herrenhauses | Bürgerfamilien Kasten und Herrmann | Abgegangen, nur ein eingefriedeter Bereich mit ruinösen Grabstellen blieb vom Rittergut und Ort Rosenberg erhalten |
| Rittergut, Herrenhaus und Schloss Rößnitz                                                         | Rößnitz, OT von Rosenbach/Vogtl.                                                                  |      | Herrenhaus und Schlossturm                                             | | Hans von Reibold und Fam. früher | Das Schloss bis auf den Turm abgerissen; Herrenhaus des Rittergutes blieb neben diesem Turm erhalten. |
| Rittergut Rothenkirchen                                                                           | Rothenkirchen, Gemeindeverbund Steinberg                                                          |      | Rittergut mit Herrenhaus                                               | Rittergut 1550 erstmals erwähnt | | 1945 wurde das Rittergut abgerissen. |
| Rittergut Rotschau, siehe Liste der Kulturdenkmale in Rotschau                                    | Rotschau, OT von Reichenbach im Vogtland; Hainstr. 1                                              |      | Rittergut mit Herrenhaus                                               | 18. Jh. | privat | erhaltenes Herrenhaus mit Mansarddach, Fachwerggiebeln und Granitfassade. Wohnnutzung. |
| Burgstall Röthenbach, siehe Liste der Bodendenkmale in Rodewisch                                  | Röthenbach, OT. von Rodewisch; südlicher Ortsteil zwischen Dorfstraße und Bach                    |      | Burgstall, Ringwallanlage, Wasserburg                                  | Mittelalter | | geringe Grabenreste sichtbar. Niederungsburg, teilweise überbaut, umlaufender Graben im Osten vollständig und im Westen weitgehend eingeebnet, Schutz als Bodendenkmal seit 15. März 1957. |
| Rittergut Röttis (bei Plauen)                                                                     | Röttis, Stadtteil von Plauen                                                                      |      | Rittergut mit Herrenhaus                                               | | | |
| Rittergut, Herrenhaus und Schloss Ruppertsgrün                                                    | Ruppertsgrün, OT. von Pöhl                                                                        |      | Rittergut mit Herrenhaus/Schloss                                       | | | Herrenhaus (Schlossnachfolgebau) wurde 1948 abgerissen. |
| Burgstall Ruppertsgrün (Wasserburg)                                                               | Ruppertsgrün, OT. von Pöhl                                                                        |      | Burgstall                                                              | Burg im 13. Jh. urkundlich belegt | | |
| Burgstall und Rittergut Rützengrün                                                                | Rützengrün, OT. von Rodewisch                                                                     |      | Rittergut mit Herrenhaus, Burgstall, Vorwerk von Auerbach              | | ehem. von der Planitz und von Wolffersdorff; heute privat | 2010/11 Herrenhaus restauriert. Gebäude werden bewohnt. |
| Wasserburg Sachsgrün (im Bild: Schloss mit Kirchturm dahinter)                                    | Sachsgrün (OT von Triebel/Vogtl.); Dorfstraße 1                                                   |      | Schloss, ehem. Wasserburg                                              | Burg ca. 1200–1250; Schloss 1857, Umbau 1936 | | war ab 1936 Schule, später Gasthof „Bürgerhaus Sachsgrün“. Drei Fünftel des Herrenhauses 1936–1938 abgerissen. Rest des zweigeschossigen Baues durch eingeschossigen Anbau entstellt. Zweigeschossiges Pförtnerhäuschen und eingeschossigen Pavillon im Park erhalten. Rittergutsmauer und Gruft erhalten. |
| Schloss Schönberg am Kapellenberg (als Teil des Rittergutes)                                      | Schönberg (OT von Bad Brambach)                                                                   |      |                                                                        | 1685 | Privatbesitz | saniert. Restaurant und Hotel. |
| Rittergut Schönberg                                                                               | Schönberg, OT. von Bad Brambach                                                                   |      | Rittergut mit Herrenhaus/Schloss                                       | | | erhaltene Wirtschaftsgebäude, das Schloss mit Wartturm, eine Grabstelle der Rittergutsbesitzer im Wald am Kapellenberg. |
| Burgwall auf dem Kapellenberg                                                                     | Kapellenberg                                                                                      |      | Burgwall, Burgstall, Gipfelburg                                        | | | Wallreste am Aussichtsturm sichtbar. Grabungsfunde (19. Jh.?) gingen wohl verloren. Die Anlage soll kastellartig/viereckiges Mauerwerk aufgewiesen haben laut DDR-Literatur. |
| Rittergut Schönbrunn                                                                              | Schönbrunn, OT von Bösenbrunn                                                                     |      | Rittergut mit Herrenhaus                                               | | | |
| Burg Schöneck                                                                                     | Schöneck/Vogtl.                                                                                   |      | Höhenburg, Felsenburg                                                  | 1180–1200 | um 1370 von Thosse(n); um 1400 Grafen von Schwarzburg; 1437–1499 von Schlick | 1765 Turm (Bergfried?) „Alter Söll“ auf dem Felsen abgerissen. Geringe Mauerreste auf besteigbarem Aussichtsfelsen „Alter Söll“ sichtbar. |
| Schloss Schöneck                                                                                  | Schöneck/Vogtl.                                                                                   |      | Schloss, abgerissen                                                    | | | Schloss Schöneck ging aus der Unterburg unterhalb des Burgfelsens hervor. Es blieb nicht erhalten |
| Schloss Schilbach                                                                                 | Schilbach (OT von Schöneck/Vogtl.)                                                                |      |                                                                        | | | |
| Rittergut Schloditz                                                                               | Schloditz, OT von Tirpersdorf                                                                     |      | Rittergut mit Herrenhaus                                               | | | |
| Herrenhaus Schwand                                                                                | Schwand, OT von Weischlitz; Weischlitzer Str.18                                                   |      | Rittergut mit Herrenhaus                                               | | | Herrenhaus mit Torbogen erhalten. In DDR-Zeit als Kulturhaus genutzt. |
| Vorwerk Sorge                                                                                     | Sorge, OT von Adorf/Vogtl.                                                                        |      | Vorwerk                                                                | | | |
| Rittergut Sorga/Sorge bei Auerbach                                                                | Sorga, OT. von Auerbach/Vogtl.                                                                    |      | Rittergut mit Herrenhaus                                               | ab 1696 belegtes Rittergut | | |
| Rittergut Sorga bei Plauen                                                                        | Sorga, OT von Plauen                                                                              |      | Rittergut                                                              | | | |
| Burgruine Stein                                                                                   | Planschwitz (OT von Oelsnitz/Vogtl.)                                                              |      | Spornburg                                                              | 13. Jh. | | Ruine |
| Rittergut Stöckigt                                                                                | Stöckigt, OT von Plauen                                                                           |      | Rittergut mit Herrenhaus                                               | | | |
| Burg Straßberg                                                                                    | Straßberg (OT von Plauen)                                                                         |      | Höhenburg                                                              | 13. Jh. | | abgegangen, Teile in Dorfkirche umgebaut |
| Rittergut Straßberg, siehe auch Liste der Kulturdenkmale in Straßberg (Plauen)#Ehemalige Denkmale | Straßberg, OT von Plauen; Hauptstr. 24                                                            |      | Rittergut mit Herrenhaus, abgerissen                                   | Bau der zweiten Hälfte des 19. Jh. mit vermutlich mittelalterlichem Kern | früher von Reibold | im Februar 2017 wurde das Herrenhaus abgerissen. Erhalten blieben dessen Kellergewölbe. |
| Rittergut und Schloss Taltitz                                                                     | Taltitz, OT von Oelsnitz/Vogtl.                                                                   |      | abgerissenes Schloss                                                   | 1949/50 Abriss | | Abgerissenes Schloss, nur der barocke Eckturm mit Stützmauer blieb erhalten |
| Rittergut Thoßfell                                                                                | Thoßfell, OT von Neuensalz                                                                        |      | Rittergut mit Herrenhaus                                               | | | seit 1998 leerstehend. |
| Rittergut Tirpersdorf                                                                             | Tirpersdorf                                                                                       |      | Rittergut mit Herrenhaus                                               | | | |
| Rittergut Tobertitz                                                                               | Tobertitz, OT von Weischlitz                                                                      |      | Rittergut mit Herrenhaus                                               | 1583 erwähntes Rittergut | | Erhaltenes Herrenhaus. |
| Rittergut Eulenstein in Taltitz                                                                   | Taltitz, OT von Oelsnitz/Vogtl.                                                                   |      | Rittergut                                                              | | | |
| Rittergut Schlömel/Schlömen in Taltitz                                                            | Taltitz, OT von Oelsnitz/Vogtl.                                                                   |      | Rittergut                                                              | | | |
| Hammerherrenhaus Tannenbergsthal                                                                  | Tannenbergsthal, OT von Muldenhammer                                                              |      | Hammerherrenhaus                                                       | Barockbau von 1718 | ehem. verschiedene Bürgerfamilien; heute Kommunalbesitz | Rathaus der Gemeinde Muldenhammer. Im Innern eine zweistöckige Halle mit Freitreppe. Historisches Eingangsportal mit von zwei Löwen flankierten Wappen (?) im gesprengten Giebel. |
| Schloss Treuen unteren Teils                                                                      | Treuen                                                                                            |      |                                                                        | 1608–1610 | | saniert |
| Herrenhaus Treuen, oberen Teils                                                                   | Treuen, Ober-Treuen                                                                               |      | Herrenhaus                                                             | | | |
| Burgstall Treuen in Ober-Treuen                                                                   | Treuen, Ober-Treuen                                                                               |      | Burgstall                                                              | | | Reste der Burg Treuen am Herrenhaus Obertreuen erhalten. Das Herrenhaus Ober-Treuen wurde auf der Burgstelle errichtet. Zur DDR-Zeit war noch ein Trümmerhaufen vorhanden. |
| Wehrkirche Triebel                                                                                | Triebel/Vogtl.                                                                                    |      | Wehrkirche                                                             | | | restaurierte Wehrkirche (Dorfkirche) |
| Rittergut Troschenreuth                                                                           | Troschenreuth (Wüstung)                                                                           |      | Rittergut, abgerissen samt Ort                                         | | | während der Aktion Ungeziefer der DDR-Stasi wurde der Ort abgerissen. Erhalten blieb ruinös das Erbbegräbnis (Kapelle) der Familie Stengel. Eine Infotafel erinnert an den Ort mit dem Rittergut und die Opfer der Stasi-Aktion. |
| Burg Türbel                                                                                       | Türbel (OT von Weischlitz)                                                                        |      | Höhenburg                                                              | vor 1300 | | Ruine |
| Oberes Schloss Ellefeld                                                                           | Ellefeld                                                                                          |      |                                                                        | | | |
| Unteres Schloss Ellefeld                                                                          | Ellefeld                                                                                          |      |                                                                        | | | |
| Rittergut Unter-Losa                                                                              | Unterlosa, Stadtteil von Plauen                                                                   |      | Rittergut mit Herrenhaus                                               | | | |
| Rittergut Unterhermsgrün                                                                          | Unterhermsgrün, OT. von Oelsnitz/Vogtl.                                                           |      | Rittergut mit Herrenhaus                                               | 1764 belegtes Rittergut | Das Rittergut Unterhermsgrün befand sich 1910 im Besitz von Franz Mensch, ab 1920 im Besitz von Max und Hermann Müller und 1925 im Besitz von Alfred Gumpert, welcher 1945 enteignet wurde.                                                  | Herrenhaus 1948 abgerissen. Ein erhaltenes Wirtschaftsgebäude wird bewohnt. |
| Rittergut Untermarxgrün, oberer Teil                                                              | Untermarxgrün, OT. von Oelsnitz/Vogtl.                                                            |      |                                                                        | Rittergut mit Herrenhaus | 1870 abgebrannt | 1870 komplett abgegangen. |
| Rittergut Untermarxgrün, unterer Teil                                                             | Untermarxgrün, OT. von Oelsnitz/Vogtl.                                                            |      | Rittergut mit Herrenhaus                                               | 1826 nach Brand Neuaufbau | privat | dreigeschossiger (ehem. neobarocker) Bau des Herrenhauses, der später umgestaltet wurde. Um 1948 Landwirtschaftsschule. 2005 privatisiert. Wohnhaus und Firmennutzung. |
| Burg Voigtsberg                                                                                   | Voigtsberg (OT von Oelsnitz/Vogtl.)                                                               |      | Höhenburg                                                              | um 1200/13. Jh.; nach 1633 Umbau zum Schloss | Stadt Oelsnitz/Vogtl. | ab 2011 saniert, Teppichmuseum, Mineralienkabinett |
| Burgstall „Schanze“ oberhalb von Burg Voigtsberg                                                  | Voigtsberg, OT von Oelsnitz/Vogtl.                                                                |      | Burgstall, Höhenburg, wohl Belagerungsburg                             | | | geringe Reste |
| Freigut Waldkirchen                                                                               | Waldkirchen, OT von Lengenfeld                                                                    |      | Freigut                                                                | | | restauriert. Infotafel vor Ort. Wohnnutzung. |
| Rittergut Werda                                                                                   | Werda                                                                                             |      | Rittergut und Herrenhaus                                               | | privat | Herrenhaus privat bewohnt (vgl. Liste der Kulturdenkmale in Werda) |
| Ringwall Werda                                                                                    | Werda                                                                                             |      | Ringwall, Burgstall, Wasserburg                                        | | | Beschildertes Bodendenkmal; teilweise überbaut; Gräben teilweise erhalten. |
| Rittergut Oberweischlitz („Altes Gut“)                                                            | Weischlitz                                                                                        |      | Rittergut mit Herrenhaus                                               | | früher Bürgerfamilien Kasten und Herrmann; heute Gemeindebesitz | Gemeindeverwaltung im Herrenhaus. Beide Wirtschaftsgebäude werden als „Bürgerhaus“ und Sparkassenfiliale genutzt. |
| Rittergut Unterweischlitz                                                                         | Weischlitz                                                                                        |      | Rittergut mit Herrenhaus                                               | | | |
| Vorwerk/Rittergut Weißensand                                                                      | Weißensand, OT von Lengenfeld                                                                     |      | Vorwerk/Rittergut mit Herrenhaus                                       | 1948/49 Herrenhaus teilweise abgerissen | | zum Stall umfunktionierter Herrenhaus-Rest wurde wieder zum Wohnhaus ausgebaut. |
| Wallburg Heidenschanze                                                                            | Weißensand, OT von Lengenfeld                                                                     |      | mittelalterliche Wallburg                                              | vor 12. Jh. | | mittelalterliche Wallanlage steht unter Bodendenkmalschutz. |
| Vorwerk Wernitzgrün                                                                               | Wernitzgrün, OT von Markneukirchen                                                                |      | Vorwerk des Ritterguts Erlbach unteren Teils                           | | | |
| Burg Wiedersberg                                                                                  | Wiedersberg (OT von Triebel/Vogtl.)                                                               |      | Höhenburg                                                              | um 1200 | | Ruine mit Bergfried und Umfassungsmauern |
| Schloss Wiedersberg                                                                               | Wiedersberg, OT von Triebel/Vogtl.                                                                |      | teil-abgerissenes Schloss/Herrenhaus                                   | | | Turm erhalten |
| Rittergut Wohlhausen                                                                              | Wohlhausen, OT von Markneukirchen                                                                 |      | Rittergut mit Herrenhaus                                               | | früher von Carlowitz | |
| Rittergut Zobes                                                                                   | Zobes, OT von Neuensalz                                                                           |      | Rittergut mit Herrenhaus                                               | | | |
| Schlössel Zobes                                                                                   | Zobes, OT von Neuensalz                                                                           |      | Schlösschen                                                            | | privat | Wohnnutzung. |

## Landkreis Zwickau
| Name | Ort | Foto | Typ                                                                                          | Entstehungszeit und Umbauten | Besitzer | Erhaltungszustand und heutige Nutzung |
| --- | --- | ---- | -------------------------------------------------------------------------------------------- | --- | --- | --- |
| Rittergut Abteioberlungwitz | Abteioberlungwitz, ehem. OT von Oberlungwitz                                                                  |      | abgegangenes Rittergut, ursprünglich Klösterlein (Abtei) des Klosters Grünhain               | | | erhalten hat sich die Abtskirche, wohl ein jüngerer Bau |
| Rittergut Beiersdorf | Beiersdorf, OT von Fraureuth                                                                                  |      | Rittergut                                                                                    | 1398 erwähntes Rittergut | ehem. Herren von Schönfels seit 1398 | |
| Vorwerk Beiersdorf | Beiersdorf, OT von Fraureuth                                                                                  |      | Vorwerk                                                                                      | Vorwerk 1606 erwähnt, existierte noch im 20. Jh. | | |
| Schloss Blankenhain | Blankenhain (OT von Crimmitschau)                                                                             |      | Barockschloss, Burgstall einer Wasserburg                                                    | um 1700 | | Deutsches Landwirtschaftsmuseum |
| Inselteich bei Blankenhain | Blankenhain, OT. von Crimmitschau; Oberer Weg                                                                 |      | Inselteich, Burgstall einer Wasserburg                                                       | Mittelalter | | der Inselteich befindet sich außerhalb des Ortes Blankenhain, südlich der „Hohen Straße“ (S 294), die nach Seelingstädt führt, knapp vor der Flurgrenze zu Seelingstädt. Ein Weg (Oberer Weg) führt am Inselteich östlich vorbei nach Norden an die S 294.                                                                   |
| Rittergut Bräunsdorf | Bräunsdorf, OT von Limbach-Oberfrohna; Straße „Bodenreform“                                                   |      | Rittergut                                                                                    | Rittergut um 1552 erwähnt | ehem. Herren von Schönburg, von Thumbshirn, von der Planitz, von Einsiedel, und bürgerliche Familien Heinig und Koch                                                   | |
| Burgstall Bräunsdorf | Bräunsdorf, OT von Limbach-Oberfrohna                                                                         |      | Rittersitz, mutmaßliche Wasserburg, Burgstall, Lage unklar                                   | Mittelalter, 1275 „Hermannus de Brunigesdorf“ erwähnt | Ritter von Bräunsdorf, Herren von Schönburg | Der Dorfteich mit Insel ist mutmaßlich der Burgstall. |
| altes Rittergut Callenberg | Callenberg (bei Waldenburg)                                                                                   |      | Rittergut, vermuteter Burgstall                                                              | | | erhalten blieb ein Wirtschaftsgebäude und die Mauern eines Gebäudes, welches eine Schießscharte aufweist. Einige Gebäude nach 1990 abgerissen, darunter eines mit Sitznischenportal. Es besteht ein Zusammenhang zum Altenburger Prinzenraub, da Familie von Kaufungen im 15. Jh. der Besitzer war.                          |
| neues Rittergut Callenberg mit Herrenhaus                                                                                          | Callenberg (bei Waldenburg)                                                                                   |      | Rittergut mit barockem (?) Herrenhaus                                                        | | privat | Wohnnutzung. Herrenhaus erhalten. |
| Vorwerk Cainsdorf | Cainsdorf, OT von Zwickau                                                                                     |      | Vorwerk des Rittergutes Planitz                                                              | 18. Jh. | | |
| Rittergut Carthause (bei Crimmitschau)                                                                                             | Neukirchen/Pleiße, ehem. Ortsteil Carthause                                                                   |      | Rittergut                                                                                    | entstanden durch Auflösung der Kartause des Kartäuserordens                                                                                              | | abgegangen |
| Rittergut Kitzschergut in Crimmitschau                                                                                             | Crimmitschau; Kirchplatz 5                                                                                    |      | Rittergut mit Herrenhaus                                                                     | 1474 als Vorwerk erwähnt. Noch 1856 existierte das Gut offenbar, denn die Gerichtsbarkeit wurde in diesem Jahre an das Justizamt Crimmitschau abgegeben. | | spätbarockes Herrenhaus mit Mansarddach erhalten und restauriert. |
| Vorwerk Crimmitschau | Crimmitschau, zwischen Sahnpark und Autobahn A4                                                               |      | Vorwerk der Herrschaft Crimmitschau                                                          | | privat | Wohnungen. |
| Rittergut Gablenz | Gablenz, OT von Crimmitschau                                                                                  |      | Rittergut                                                                                    | nach 1945 abgerissen | | abgegangen |
| Vorwerk Roter Hof/Grenzhof in Gospersgrün                                                                                          | Gospersgrün, OT von Fraureuth; Unterdorf Gospersgrün                                                          |      | Vorwerk der Burg Schönfels                                                                   | | | erhaltener „Roter Hof“/„Grenzhof“ |
| Vorwerk Charlottenhof | Härtensdorf (OT von Wildenfels)                                                                               |      | Wasserburg                                                                                   | | | |
| Wasserburg Ebersbrunn | Ebersbrunn (OT von Lichtentanne)                                                                              |      | Wasserburg                                                                                   | vor 1300 | | abgegangen |
| Herrenhaus Frankenhausen (als Teil des Rittergutes)                                                                                | Frankenhausen, OT von Crimmitschau                                                                            |      | schlossartiges Herrenhaus, abgerissen                                                        | nach 1945 abgerissen | | abgegangen, stand inmitten des Rittergutes |
| Kloster und Rittergut Frankenhausen (mit Burgstall?)                                                                               | Frankenhausen, OT von Crimmitschau                                                                            |      | vermutete Burg, danach Kloster, danach Rittergut                                             | | | Klosterrest wurde restauriert. Geöffnet zu besonderen Terminen. Rittergutsgebäude (Wirtschaftsgebäude) ruinös erhalten. Teile bewohnt. |
| Wasserburg Frankenhausen (Burgstall)                                                                                               | Frankenhausen, OT von Crimmitschau                                                                            |      | Burgstall, Lage unklar                                                                       | | Ritter von Frankenhausen. Wohl Vasallen der Reichsritter von Crimmitschau im Mittelalter.                                                                              | Burg wird anstelle des Klosters bzw. ehemaligen Herrenhauses gelegen haben, oder auf der Insel im Hofteich (siehe Bild). Lage unklar. |
| Herrenhaus der Porzellanfabrik Fraureuth                                                                                           | Fraureuth |      | Herrenhaus eines Fabrikbesitzers                                                             | | Gemeindebesitz | Bauamt der Gemeinde sowie Porzellanmuseum zur ehemaligen Fraureuther Porzellanmanufaktur |
| Wasserburg Friedrichsgrün (Wohl, Wo(h)lteich)                                                                                      | Friedrichsgrün (OT von Reinsdorf)                                                                             |      | Wasserburg                                                                                   | ca. 1200–1250 | | abgegangen |
| Schloss Forderglauchau | Glauchau |      |                                                                                              | 1527–1534 | | Bibliothek, Musikschule, Galerie |
| Schloss Hinterglauchau | Glauchau |      |                                                                                              | 1170–1180 als Burg errichtet, 1470–1485 in spätgotisches Schloss umgebaut                                                                                | | Heimatmuseum, Kunstsammlung |
| Witwenpalais | Glauchau, östlich vor Schloss Forderglauchau, Am Plan 7                                                       |      | spätbarockes Stadtpalais                                                                     | Ende 18. Jh. | bis 1945 Grafen von Schönburg-Glauchau | Wohnnutzung und Restaurant. |
| Kavaliershaus | Glauchau, Heinrichshof 4a, ehem. Schlossgarten                                                                |      | Kavaliershaus                                                                                | um 1800 | privat | Wohnnutzung. |
| „Die Wahl“ („Schloss auf der großen Wiese bei Schönbörnchen“)                                                                      | Glauchau, Sachsenallee                                                                                        |      | Ringwall, Wasserburg, Burgstall, eingeebnet                                                  | unbekannt | | 1848 eingeebneter Ringwall, genauer Standort bislang unklar, etwa Straße Sachsenallee |
| Vorwerk des Schlosses Forderglauchau                                                                                               | Glauchau, Vorplatz des Schlosses Forderglauchau                                                               |      | Vorwerk, abgegangen                                                                          | | | komplett abgegangen |
| Vorwerk des Schlosses Hinterglauchau                                                                                               | Glauchau, Standort des ehem. Amtsgerichts (Heinrichshof)                                                      |      | Vorwerk, abgegangen                                                                          | abgerissen und überbaut mit dem Amtsgerichtsgebäude | | komplett abgegangen |
| Burg auf dem Glauchauer Scherberg                                                                                                  | Glauchau, Scherberg bei der Reinholdshainer Scheermühle                                                       |      | vermutete Höhenburg, abgegangen                                                              | | | keine Reste sichtbar, bebaut mit Bahnbetriebswerk Glauchau (Lokschuppen). Die Scherberggänge, deren Alter und Zweck unklar blieben werden der vermuteten Burg zugeschrieben. |
| sogenanntes „Herrenhaus“ Großpillingsdorf                                                                                          | Großpillingsdorf, OT. von Crimmitschau; Nr. 34                                                                |      | „Herrenhaus“ eines Bauerngutes                                                               | errichtet 1934 im Heimatstil | privat | 1938 verkauft an thüringischen Ministerpräsidenten Marschler, durch die Bodenreform enteignet worden. Während DDR-Zeit FDGB-Bezirksschule. |
| Wasserburg Grünau | Grünau (OT von Langenweißbach)                                                                                |      | Wasserburg                                                                                   | | | abgegangen |
| altes Grünfelder Schlösschen im Grünfelder Park                                                                                    | Waldenburg, ehem. Ortsteil Grün(e)feld/Greenfield                                                             |      | Lustschlösschen                                                                              | 1780–1790 | privat | ehemaliges Restaurant und Parkhotel. leerstehend. |
| neues Grünfelder Schlösschen, Teehaus genannt, im Grünfelder Park                                                                  | Waldenburg, ehem. Ortsteil Grün(e)feld/Greenfield                                                             |      | Lustschlösschen                                                                              | 1844–1846 | privat | ehemals für Kunstausstellungen genutzt. |
| Schlossruine Hartenstein | Hartenstein                                                                                                   |      |                                                                                              | 12. Jh. | | Ruine, Freilichtbühne |
| sogenanntes „Schloss Wolfsbrunn“                                                                                                   | Hartenstein                                                                                                   |      | schlossartige Jugendstil-Villa eines Fabrikanten, im Volksmund generell als Schloss betitelt | 1912 erbaut | | Hotel |
| Burg Hohenforst (Burg Fürstenberg, Fürstenburg)                                                                                    | Hartmannsdorf bei Kirchberg / Hohenforst                                                                      |      | Turmhügelburg                                                                                | 12. / 13. Jh. | | Hügelreste, Wall |
| Vorwerk Jüdenhain | Jüdenhain, 1938 eingegliedert in Schneppendorf, OT von Zwickau                                                |      | Vorwerk                                                                                      | im 18. Jh. noch existent gewesen | | |
| Schloss Kaufungen, siehe auch Liste der Kulturdenkmale in Limbach-Oberfrohna#Wolkenburg-Kaufungen                                  | Kaufungen (OT von Limbach-Oberfrohna)                                                                         |      | Schloss/Herrenhaus, Burgstall                                                                | | privat | Wohnnutzung. |
| Rittergut und Herrenhaus Kändler, siehe auch Liste der Kulturdenkmale in Limbach-Oberfrohna#Kändler                                | Kändler, OT von Limbach-Oberfrohna                                                                            |      | barockes Herrenhaus, ruinös, ehem. Rittergut                                                 | 1551 erstmals erwähntes Rittergut | | leerstehendes Herrenhaus |
| Rittergut Kleinhessen | Neukirchen/Pleiße (Kleinhessen, ehem. Ortsteil)                                                               |      | Rittergut, (Burglehen der Schweinsburg)                                                      | Rittergut im Jahre 1600 von Langenhessen abgetrennt und als „Kleinhessen“ an Neukirchen angegliedert                                                     | | |
| Burgstall Borberg | Kirchberg; Berggipfel des Borbergs                                                                            |      | Burgstall, abgegangene Gipfelburg                                                            | Mittelalter | unbekannt | von der Burg, die urkundlich nicht erwähnt wird, blieb auf dem Berggipfel beim Borbergturm und der Gaststätte Anton-Günther-Berghaus eine in den Fels geschlagene Zisterne erhalten. |
| Schloss Lauterbach | Lauterbach (OT von Neukirchen/Pleiße)                                                                         |      | neuzeitliches Schloss                                                                        | 1884; 1907–1909 Umbau durch Henry van de Velde | Privatbesitz | in Sanierung |
| Schloss Leubnitz | Werdau-Leubnitz                                                                                               |      | neuzeitliches Schloss, ehem. Wasserburg                                                      | 1870 | | |
| Schloss Lichtenstein | Lichtenstein/Sa.                                                                                              |      |                                                                                              | 1648 | Privatbesitz | |
| Schlosspalais Lichtenstein | Lichtenstein/Sa.                                                                                              |      |                                                                                              | | | Daetz-Centrum |
| Rittergut/Vorwerk Thanhof (früher offenbar auch „Tannhof“)                                                                         | Thanhof, OT von Lichtentanne                                                                                  |      | Rittergut, als Vorwerk von Rittergut Lichtentanne                                            | 1453 belegt | ehem. Herren von Tannenberg, von Gauern, von Feilitzsch, Bürgerfamilien Mühlmann und Glaser; heute privat                                                              | Wohnnutzung |
| Ehrlersches Rittergut in Lichtentanne                                                                                              | Lichtentanne                                                                                                  |      | Rittergut                                                                                    | | | |
| Heckelsches Rittergut in Lichtentanne                                                                                              | Lichtentanne                                                                                                  |      | Rittergut                                                                                    | | | |
| ursprüngliches und vereinigtes Rittergut Lichtentanne                                                                              | Lichtentanne                                                                                                  |      | Rittergut                                                                                    | 1551 Rittergut erwähnt, 1875 Vereinigung der beiden daraus entstandenen Rittergüter zu einem                                                             | | |
| Schloss Neuschönfels | Schönfels (OT von Lichtentanne)                                                                               |      | Renaissanceschloss mit separatem Glockenturm, neogotischen umgebaut                          | um 1550 entstanden nach Erbteilung der Herren von Weißenbach 1548                                                                                        | ehem. von Weißenbach, von Bose, Bürgerliche;heute privat | ruinös |
| Rittergut und Herrenhaus Limbach, siehe auch Liste der Kulturdenkmale in Limbach-Oberfrohna#Limbach-Oberfrohna                     | Limbach, Stadtteil von Limbach-Oberfrohna                                                                     |      | Rittergut mit Herrenhaus                                                                     | | Kommunalbesitz | Rathaus und Stadtverwaltung |
| Wasserburg Oberer Teich | Weißenbrunn (OT von Werdau)                                                                                   |      | Wasserburg                                                                                   | | | |
| Rittergut Marienthal | Marienthal, OT von Zwickau                                                                                    |      | Rittergut mit Herrenhaus                                                                     | | | leerstehende Gebäude |
| Schloss Osterstein (im Mittelalter auch: Schloss Weißenstein)                                                                      | Zwickau |      |                                                                                              | 15. Jh.; 1587–1590 zum Renaissance-Schloss umgebaut | Senioren- und Seniorenpflegeheim GmbH | 2006–2008 restauriert, Altenpflegeheim |
| Wasserburg Pfarrteich | Lauterbach (OT von Neukirchen/Pleiße)                                                                         |      | Wasserburg                                                                                   | | | |
| Schloss Planitz | Zwickau-Planitz                                                                                               |      | Schloss und Burgstall                                                                        | 1712 | | 1991–1993 restauriert, Clara-Wieck-Gymnasium |
| Rittergut Mannichswalde | Mannichswalde, OT. von Crimmitschau                                                                           |      | Rittergut mit Herrenhaus, abgerissen                                                         | | | 1948/49 teilweise abgerissen. Erhaltene Teile dienten in der DDR-Zeit als Kindergarten. 2011/12 wurden diese Rittergutsreste wegen Baufälligkeit abgerissen. Der heutige Jugendclub befindet sich im Rest eines ehemaligen Anbaues des Ritterguts.                                                                           |
| Raubschloss Rappendorf im Marienthaler Wald                                                                                        | Zwickau-Marienthal, nordwestlich vom Gewerbegebiet Windberg                                                   |      | Turmhügelburg in Hanglage                                                                    | | | gut erhaltener Turmhügel mit teil-umlaufendem Graben, nahe dabei das Wasserloch „Böser Brunnen“ direkt an Wald-Wanderweg. Kleine alte Infotafel zur Wüstung Rappendorf. Grabungsfunde der Wüstung kamen in DDR-Zeit ins Stadtmuseum Zwickau. Zugang zum Waldweg vom Gewerbegebiet Windberg.                                  |
| Burg Meerane | Meerane, Standort unklar                                                                                      |      | Burgstall, völlig abgegangen                                                                 | 12. Jh., abgegangen wohl vor 1500 | | vollständig abgegangen, Standort unbekannt. Vermuteter Standort ist der sogenannte Burgberg, genau dort steht die Stadtkirche. Unterhalb befinden sich Ganganlagen oder Keller im sogenannten Burgberg. |
| erstes Rittergut von Obermosel (Obermosel I oder II)                                                                               | Mosel, OT von Zwickau; Dänkritzer Straße                                                                      |      | Rittergut                                                                                    | | | |
| zweites Rittergut von Obermosel (Obermosel I oder II)                                                                              | Mosel, OT von Zwickau                                                                                         |      | Rittergut                                                                                    | | | |
| Rittergüter Mittelmosel (Mittelmosel I u. II)                                                                                      | Mosel, OT von Zwickau; Postweg                                                                                |      | Rittergüter                                                                                  | | | |
| Rittergut Niedermosel (ehem. Wasserburg)                                                                                           | Mosel, OT von Zwickau; Alter Teichweg                                                                         |      | Rittergut mit Herrenhaus, Burgstall einer Wasserburg                                         | | privat, Hotel | Nutzung als Hotel. Öffentliche Feste mit Auftritten u. a. der Schönburgischen Schloßcompagnie mit Kanonenschießen. Im Schloss/Herrenhaus befindet sich in der historischen Küche ein wohl mittelalterlicher Brunnen, ausgemauert mit Ziegeln. Im Brunnen außerdem ein unterirdischer Gang.                                   |
| Rittergut Neudörfel | Neudörfel bzw. Neuschönburg, Ortsteil von Mülsen-Ortmannsdorf; Neudörfel wurde 1923 in Neuschönburg umbenannt |      | Rittergut/Vorwerk mit Herrenhaus                                                             | offenbar weitgehend abgerissen | zeitweise Herren von Schönburg | wohl nur ein Gebäude erhalten |
| Rittergut und Herrenhaus Mittelfrohna                                                                                              | Niederfrohna, Ortsteil Mittelfrohna                                                                           |      | Rittergut mit Herrenhaus                                                                     | | | erhaltenes Herrenhaus. Bewohnt. Große Teile des Rittergutes erhalten. Auch ein Pavillon. |
| Rittergut Niederfrohna | Niederfrohna                                                                                                  |      | Rittergut mit Herrenhaus, abgegangen                                                         | | ehem. Freiherren von Erffa | abgegangenes Rittergut |
| Vorwerk/Rittergut Niederschindmaas                                                                                                 | Niederschindmaas, OT. von Dennheritz                                                                          |      | Rittergut, Vorwerk von Rittergut Mittelmosel                                                 | | | |
| Rittergut/Vorwerk Oberfrohna | Oberfrohna, Stadtteil von Limbach-Oberfrohna                                                                  |      | Rittergut/Vorwerk zu Limbach                                                                 | um 1540 gegründet | | abgegangen? |
| Rittergut Bosenhof (eigentlich: Rittergut Hessen oder Rittergut Kleinhessen), siehe: Liste der Kulturdenkmale in Neukirchen/Pleiße | Neukirchen/Pleiße, Bosenhof 5                                                                                 |      | Rittergut mit barockem schlossartigem Herrenhaus                                             | vor 1800, wohl im Grundbau deutlich älter. Zentraler Torturm zwischen den Wirtschaftsgebäuden 1946 abgebrochen                                           | ehemals Besitz der Herren von Bose; heute Gemeindebesitz | Im restauriertem Herrenhaus ist ein Kindergarten untergebracht. Rittergutsgebäude weitgehend erhalten, ruinös oder restauriert. Teilweise Wohnungen in den Gutsgebäuden. |
| Rittergut Elzenberg/Eltzenberg | Niederlungwitz, OT von Glauchau, Elzenbergstraße                                                              |      | Rittergut, weitgehend abgegangen                                                             | | | von Verfall bedrohter Rittergutsrest. Sogenanntes Forsthaus, nach dessen Nutzung um 1950. Teilweise bewohnt. |
| Ringwall "Wohl" in Reinsdorf (Wasserburg)                                                                                          | Reinsdorf; am heutigen Pfarrhaus                                                                              |      | Wasserburg, Ringwall, Burgstall                                                              | 1225 bis 1260 ist ein „Heinrich von Rybinsdorff“, als Ministeriale der reichsfreien Herren von Wildenfels mehrfach belegt                                | | |
| Schloss Remissa/Remse („Roter Stock“)                                                                                              | Remse |      | ehem. Klosterkirche nach Säkularisation zum Schloss umgebaut                                 | | früher Herren von Schönburg, heute Gemeindebesitz | teilweise bewohnt |
| Herrenhaus Ruppertsgrün (als Teil des Rittergutes)                                                                                 | Ruppertsgrün, OT von Fraureuth                                                                                |      | Herrenhaus, abgegangen                                                                       | nach 1945 abgerissen | | abgegangen |
| Rittergut Ruppertsgrün | Ruppertsgrün, OT von Fraureuth                                                                                |      | Rittergut, teilweise abgerissen                                                              | Teilabriss nach 1945 | Herren von Schönfels | teilweise erhalten. Erbbegräbnis der Rittergutsbesitzer auf dem örtlichen Friedhof. Dabei zwei Epitaphe für einen Ritter und seine Ehefrau (Familien von Rechenberg und von Schönfels 17. Jh.). Es ist das bis heute genutzte Erbbegräbnis derer von Schönfels.                                                              |
| Rittergut (Vorwerk) und Schloss Rüsdorf                                                                                            | Rüsdorf, OT von Bernsdorf                                                                                     |      | Rittergut und Schloss, abgerissen; ehem. Vorwerk des Schlosses Lichtenstein                  | | | geringe Ruinen des Rittergutes und ein Bergkeller erhalten. Gelände landwirtschaftlich genutzt. Das Schloss ging ganz verloren. Sein genauer Standort ist ungeklärt. Wohl einzig bekannte Abbildung des Schlosses befindet sich auf einem schönburgischen Stammbaum (um 1760) der in Schloss Hinterglauchau ausgestellt ist. |
| Rudelsburg | Rußdorf, OT von Crimmitschau; auf dem Lindenberg                                                              |      | Spornburg, Burgstall                                                                         | 12./13. Jh.; 14. Jh. Umbau der hölzernen Wehranlage in Steinburg                                                                                         | 1304 Ericus de Rulandesdorf dictus de Ponicz, 1372 Gries (Burgmannen der Vögte von Weida und Plauen)                                                                   | abgegangen, Erdwälle und Gräben erhalten. Vereinzelt Steine im Erdreich sichtbar. Schutzhütte für Wanderer mitten im Burgareal. Ein Wanderweg erklimmt vom Dorf her den Talhang direkt am Burgberg-Hang und tangiert daher die Anlage.                                                                                       |
| Burgstall Inselteich Rußdorf | Rußdorf, OT. von Crimmitschau                                                                                 |      | Inselteich, Burgstall, Wasserburg                                                            | | | runde Insel in großem Teich bei einer ehem. Wassermühle. Bodendenkmal. |
| Rittergut Rußdorf | Rußdorf, OT. von Crimmitschau                                                                                 |      | Vorwerk/Rittergut                                                                            | um 1800 entstandenes Vorwerk von Blankenhain | | |
| Rittergut Schiedel (bei Crimmitschau)                                                                                              | Schiedel, OT von Neukirchen; Schiedelhof 1                                                                    |      | Rittergut                                                                                    | | ehemals Herren von Trützschler; heute privat | Erhaltenes Herrenhaus wird bewohnt. Wirtschaftsgebäude noch vorhanden. |
| Wasserburg Alter Wall | Schlunzig (OT von Zwickau)                                                                                    |      | Wasserburg                                                                                   | | | westlich der Kirche inmitten des Ortes. Fast gänzlich eingeebnet. |
| Ringwall Schönau | Schönau, OT. von Wildenfels; Dorfplatz/Dorfkirche/Friedhof                                                    |      | Ringwall, wohl frühgeschichtlich                                                             | | | Bodendenkmal Ringwall. 1958/59 erfolgten hier Ausgrabungen. |
| Wasserburg Schönfels | Schönfels (OT von Lichtentanne)                                                                               |      | Wasserburg                                                                                   | | | abgegangen, Burghügel im Teich |
| Burg Schönfels (seit 1548 Burg „Altschönfels“)                                                                                     | Schönfels (OT von Lichtentanne)                                                                               |      | Höhenburg                                                                                    | um 1200 | Gemeinde Lichtentanne | erhalten |
| Burg Schweinsburg | Schweinsburg-Culten zu Neukirchen/Pleiße gehörig                                                              |      | Wasserburg                                                                                   | um 1120 | | erhalten, 1998 renoviert |
| Rittergut und Herrenhaus Schweinsburg                                                                                              | Schweinsburg-Culten, zu Neukirchen/Pleiße gehörig                                                             |      | Rittergut mit Herrenhaus                                                                     | | | Herrenhaus und Taubenhaus erhalten und restauriert. |
| Burg Stein | Hartenstein, OT Stein                                                                                         |      | Niederungsburg                                                                               | um 1200 | Alfred Prinz von Schönburg-Hartenstein | erhalten, zum Teil öffentlich zugänglich, Museum |
| Ringwall „Ur-Stein“, Belagerungsburg der Burg Stein                                                                                | Hartenstein, OT Stein                                                                                         |      | Ringwall, Belagerungsburg                                                                    | | | Lage oberhalb des Bahnhofes Hartenstein auf einem Berghang |
| Rittergut Stangengrün | Stangengrün, OT von Stadt Kirchberg                                                                           |      | Rittergut                                                                                    | | | |
| Rittergut Silberstraße | Silberstraße, OT von Wilkau-Haßlau                                                                            |      | Rittergut mit Herrenhaus                                                                     | | privat | erhaltenes Herrenhaus (hist. Neubau). |
| Schloss Steinpleis (als Teil des Rittergutes Unter-Steinpleis)                                                                     | Steinpleis, OT von Werdau;Am Schloß                                                                           |      |                                                                                              | 1857–1858 | | 1998–1999 sowie 2007 saniert |
| Rittergut und Herrenhaus Unter-Steinpleis                                                                                          | Steinpleis, OT von Werdau;Am Schloß ?                                                                         |      | Rittergut mit Herrenhaus                                                                     | | | |
| Rittergut Nieder-Steinpleis | Steinpleis, OT von Werdau;Freistraße 5                                                                        |      | Rittergut                                                                                    | 15. Jh. | | |
| Rittergut Ober-Steinpleis | Steinpleis, OT von Werdau; Hauptstraße 102                                                                    |      | Rittergut                                                                                    | ab 15. Jh. | | |
| Rittergut Weißenbrunn (historisch zusammengehörig mit Rittergut Ober-Steinpleis)                                                   | Steinpleis, OT von Werdau; Weißenbrunn 1 (Siedlung Weißenbrunn in der südöstlichen Ortsflur)                  |      | Rittergut                                                                                    | 15. Jh. | | |
| Gut Sorge | Steinpleis, OT von Werdau; (Siedlung Sorge in der nördlichen Ortsflur)                                        |      | Adelsgut                                                                                     | 15. Jh. | | |
| Burgstall Wasserburg Steinpleis | Steinpleis, OT von Werdau                                                                                     |      | Burgstall einer Wasserburg, Lage wohl unklar                                                 | 1350 Herrensitz und 1416 Wasserburg urkundlich belegt | | abgegangen, Lage wohl unklar |
| Wasserburg Thierfeld („Wasserburg Thierfeld I“)                                                                                    | Thierfeld (OT von Hartenstein)                                                                                |      | Wasserburg                                                                                   | 15. Jh. | | abgegangen |
| Wasserburg Abtei Thierfeld („Wasserburg Thierfeld II“)                                                                             | Thierfeld (OT von Hartenstein)                                                                                |      | Wasserburg                                                                                   | 14. Jh. | | abgegangen |
| Schloss Thurm | Thurm (OT von Mülsen)                                                                                         |      | neogotisches Schloss                                                                         | ehem. Renaissanceschloss, im 19. Jh. neogotisch umgebaut                                                                                                 | Gemeinde Thurm | ruinös, leerstehend |
| Rittersitz Ungewiß | Gablenz-Ungewiß, OT von Crimmitschau                                                                          |      | Rittersitz, näheres dazu wohl nicht bekannt, offenbar abgegangen                             | | im Mittelalter saßen die von Ungewiß in dem Ort der heute als weilerartiger Ortsteil zu Gablenz gehört. Die von Ungewiß waren eine Seitenlinie derer von der Gabelentz | abgegangen. Wanderkarten weisen östlich von Ungewiß (in Nähe des Ortes Kalthausen) am oberen Endes des Weißbaches und unmittelbar südlich der ehemaligen Gaststätte „Silberner Pelikan“ (Einzelgehöft an der B93) das Flurstück „Burgstadt“ aus.                                                                             |
| Rittergut Vielau | Vielau, OT. von Reinsdorf                                                                                     |      | Rittergut mit Herrenhaus                                                                     | | | |
| Vorwerk Voigtlaide | Voigtlaide, OT. von Glauchau                                                                                  |      | Vorwerk des Amtes Glauchau/Hinterglauchau                                                    | 18. Jh. | | |
| Vorwerk Voigtsgrün | Voigtsgrün, OT von Hirschfeld                                                                                 |      | Vorwerk des Rittergutes Planitz                                                              | existent 1945 | | der Tierpark Hirschfeld entstand aus einem Wildgehege des Vorwerks Voigtsgrün. Dazu gehört wohl auch das Schweizerhaus im Tierpark. |
| Schloss Waldenburg (neues, neogotisches/neoromanisches Schloss)                                                                    | Waldenburg |      |                                                                                              | Mitte 19./Anfang 20. Jh. | | ab 2005 saniert, Veranstaltungen, Besichtigungen |
| Hinteres Schloss Waldenburg (hinteres Renaissanceschloss)                                                                          | Waldenburg |      |                                                                                              | Burg 12. Jh./ Schloss des 15. Jh./16. Jh. | | Reste nach 1848 (Schlossbrand) abgerissen. Hauptportal des hinteren Schlosses umgesetzt in Grünfelder Park. Bergfried der Burg blieb erhalten (stauferzeitliche Buckelquader des unteren Teiles. Kanzleigebäude (spätes 19. Jh.) und Bergfried noch vorhanden).                                                              |
| Vorderes Schloss Waldenburg (vorderes Renaissanceschloss)                                                                          | Waldenburg |      |                                                                                              | 16. Jh. | | 1848 in der Revolution abgebrannt. Danach abgerissen und durch neogotischen/neoromanischen Neubau ersetzt. |
| Vorwerk des Schlosses Waldenburg                                                                                                   | Waldenburg, dem Schloss gegenüber, beim Museum Naturalienkabinett                                             |      | Vorwerk (Wirtschaftshof) zum Schloss, Vierseithof                                            | | privat | ruinöser Bau. Vom Verfall bedroht. Teilweise privat genutzt. |
| Burg Werdau | Werdau |      | Stadtburg, Burgstall                                                                         | 12./13. Jh.? | | Ruine 1719 abgerissen. Oberirdisch nichts erhalten. Mauerreste wurden ergraben. Modell der Burg im Stadtmuseum. Die Burg war in die Stadtmauer eingebunden. Stadtansicht (Ölgemälde) mit Schlossruine im Stadtmuseum. |
| Rittersitz und Vorwerk Wernsdorf                                                                                                   | Wernsdorf, OT. von Glauchau                                                                                   |      | Vorwerk des Amtes Glauchau/Hinterglauchau; Rittersitz, wohl Burg, abgegangen                 | Herrensitz 1254 mit „Hinricus et Peregrinus milites de Wernerstorf“ belegt. Vorwerk mindestens bis zum 17. Jh. belegt                                    | | |
| Burg Wiesenburg | Wiesenburg (OT von Wildenfels)                                                                                |      | Höhenburg                                                                                    | um 1200 | Privatbesitz | erhalten |
| Rittergut Wiesenburg | Wiesenburg, OT. von Wildenfels; Lindenstr. 23/25/27                                                           |      | Rittergut                                                                                    | | privat | zwei (ehem. drei) bewohnte Wirtschaftsgebäude des Ritterguts Wiesenburg erhalten. (Nr. 27 wohl abgerissen?) |
| Schloss Wildenfels | Wildenfels |      |                                                                                              | | | nach 1990 saniert, Veranstaltungen, Hochzeiten, Wohnungen |
| Schloss Wolkenburg | Wolkenburg-Kaufungen (OT von Limbach-Oberfrohna)                                                              |      |                                                                                              | 12. Jh.; 1694–1700 zum Schloss umgebaut | Stadt Limbach-Oberfrohna | ab 2000 saniert, Bibliothek, Hochzeiten |
| Ringwall auf dem Ullersberg | Wolkenburg-Kaufungen-Uhlsdorf (OT von Limbach-Oberfrohna)                                                     |      | Ringwall/Turmhügelburg                                                                       | Hochmittelalter | | über dem Ort Ullersdorf in Feld in einem kleinen Wäldchen des Ullersberges inmitten von Pingen des Silberbergbaues, halb erhaltener Ringwall. Halb weggeackert. Anlage zum Schutz des Bergbaugebietes. |
| Walgut Zschocken | Zschocken (OT von Hartenstein)                                                                                |      |                                                                                              | | | |
| Insel Zschocken | Zschocken (OT von Hartenstein)                                                                                |      |                                                                                              | | | |
| Rittergut Zschocken | Zschocken, OT von Hartenstein                                                                                 |      | Rittergut, abgegangen                                                                        | | zeitweise Herren von Schönburg | abgegangen |

### Überblicksdarstellungen
- Gerhard Billig, Heinz Müller: Burgen. Zeugen sächsischer Geschichte. Degener, Neustadt/Aisch 1998, ISBN 3-7686-4191-0.
- Heinz Müller, Heyko Dehn: Burgenwanderung durch Sachsen. Ein Burgenbuch mit Begleit-CD. Beier & Beran, Langenweißbach 2006, ISBN 3-937517-60-X.
- Hans Maresch, Doris Maresch: Sachsens Schlösser & Burgen. Husum, 1. Auflage, 2004, ISBN 3-89876-159-2, 288 S.
- Bruno J. Sobotka (Hrsg.): Burgen, Schlösser, Gutshäuser in Sachsen. Theiss, Stuttgart 1996, ISBN 3-8062-1142-6.
- Helmuth Gröger: Burgen und Schlösser in Sachsen. Hrsg. Heimatwerk Sachsen, Verlag des Heimatwerkes Sachsen, Dresden 1940, 176 S. mit Überblickskarte. Kapitel nach Regionen sortiert. Mit Literaturverzeichnis. Sammlung von Kurzartikeln.

### Regionale Darstellungen
- Matthias Donath: Schlösser im Elbland. Edition Sächsische Zeitung, Dresden 2004.
- Matthias Donath: Schlösser in Dresden und Umgebung. Edition Sächsische Zeitung, Dresden 2005.
- Matthias Donath: Schlösser in der Sächsischen Schweiz und im Osterzgebirge. Edition Sächsische Zeitung, Dresden 2006.
- Matthias Donath: Schlösser zwischen Elbe und Elster. Edition Sächsische Zeitung, Meißen 2007.
- Matthias Donath: Schlösser zwischen Elbe und Mulde. Edition Sächsische Zeitung, Meißen 2007.
- Matthias Donath, Lars-Arne Dannenberg: Schlösser in der westlichen und mittleren Oberlausitz. Edition Sächsische Zeitung, Meißen 2008.
- Matthias Donath, Lars-Arne Dannenberg: Schlösser in der südlichen Oberlausitz. Edition Sächsische Zeitung, Meißen 2008.
- Matthias Donath, Lars-Arne Dannenberg: Schlösser in der östlichen Oberlausitz. Edition Sächsische Zeitung, Meißen 2009.
- Matthias Donath: Schlösser im mittleren Erzgebirge. Edition Sächsische Zeitung, Meißen 2009.
- Autorenkollektiv: Schlösser um Leipzig, Hrsg.: Alberto Schwarz/Förderverein für Handwerk und Denkmalpflege Schloss Trebsen e. V., Verlag E.A. Seemann, Leipzig 1993, ISBN 3-363-00601-2 (Kurzartikel, meist mit einem Bild, zu 193 – oft kaum bekannten – Objekten, auch Herrenhäuser, Ruinen, Burgen und komplett abgegangenen Anlagen im Großraum Leipzig/Leipziger Tieflandsbucht mit den enthaltenen Kreisen Döbeln, Oschatz, Torgau, Leipzig, Borna, Wurzen, Grimma, Eilenburg, Delitzsch)
- Alfred Neugebauer: "Die Felsenburgen der sächsischen und böhmischen Schweiz", In: "Burgenforschung aus Sachsen". Heft 1 (1992). Herausgegeben von der Deutschen Burgenvereinigung, Landesgruppe Sachsen (Heinz Müller). Verlag Beier & Beran, Langenweißbach 1992. ohne ISBN?
- Volkmar Geupel: Die geschützten Bodendenkmale im Bezirk Karl-Marx-Stadt (= Kleine Schriften des Landesmuseums für Vorgeschichte Dresden. Heft 3, ISSN 0232-5446). Landesmuseum für Vorgeschichte, Dresden 1983. (Digitalisat: urn:nbn:de:bsz:14-db-id18396412582); weitgehend vollständige Auflistung von Burgställen, auch unter Schlossbauten gelegene, Nachdrucke von Verlag Beier & Beran in Langenweißbach vertrieben.
- Gerhard Billig, Gabriele Buchner: Verzeichnis der mittelalterlichen Wehranlagen des Bezirkes Karl-Marx-Stadt. Karl-Marx-Stadt 1979 (Digitalisat); Versuch einer vollständigen Auflistung von Burgställen und vermuteten Burgställen.
- Erich Wild: Frühdeutsche Wehranlagen im Zwickauer Land. In: Landespfleger für Bodenaltertümer in Sachsen, Seminar für Vorgeschichte an der Universität Leipzig (Hrsg.): Sachsens Vorzeit. Jahrbuch für heimatliche Vor- und Frühgeschichte. Band 4. Leipzig 1940.; Artikel zu den Kleinburgen des Zwickauer Landes.
- Alfred Meiche: Die Burgen und vorgeschichtlichen Wohnstätten der Sächsischen Schweiz. Wilhelm Baensch Verlagshandlung, Dresden 1907.
- Ed. Trauer: Verzeichnis der vogtländischen Ringwallanlagen, in: Mitteilungen des Altertumsforschenden Vereins Plauen i. V., 17. Jahrschrift, 1905/06, S. 134, mit einer Karte.
- Alfred Moschkau: Führer zu den interessantesten Raubburgen der Oberlausitz und Böhmens. Pahl, Zittau 1879 (Digitalisat)